# Régiments d'infanterie français d'Ancien Régime (A)
Cet article présente la liste des régiments d'infanterie français d'Ancien Régime, commençant par la lettre A.

## Régiment d'Abbeville
- Régiment d'Abbeville

C'est un régiment provincial qui est organisé en 1773, en remplacement des milices provinciales. Ce régiment est formé des bataillons d'Abbeville et de Gisors sous le commandement du colonel le vicomte Le Veneur. Le régiment est supprimé par ordonnance du 15 décembre 1775 qui fait disparaître les troupes provinciales.

## Régiment d'Ablois de La Vieuville
- Régiment d'Ablois de La Vieuville

Voir régiment de La Vieuville

## Régiment d'Acier
- Régiment d'Acier 

C'est un régiment protestant, levé en octobre 1567, en Provence, dans le cadre de la deuxième guerre de Religion, par N. de Crussol, vicomte d'Acier. En 1568, il participe au siège de Chartres. En 1569 ce régiment devient colonel-général de l'infanterie protestante et participe à la bataille de Moncontour. Il est licencié le 8 août 1570 à la paix de Saint-Germain-en-Laye.

## Régiment des Adrets
- Régiment des Adrets

Le régiment est formé, par ordre du 28 septembre 1567 dans le cadre de la deuxième guerre de Religion, en Dauphiné, par François de Beaumont, baron des Adrets. Après le siège de Mâcon, en 1567, il passe en Champagne en janvier 1568 et poursuit les reîtres et les lansquenets jusqu'en Alsace. Revenu en Dauphiné il est licencié le 8 août 1570 après la paix de Saint-Germain-en-Laye.

## Régiment d'Affry (1630-1637)
- Régiment d'Affry (1630-1637) 

Ce régiment suisse est levé le 29 mars 1630 par François d'Affry, de Fribourg. Affecté à l'armée de Piémont, il est décimé par la peste et congédié le 10 juin 1631. Rappelé le 8 juillet 1635, il est envoyé à l'armée de Picardie et congédié en 1637.

## Régiment d'Affry (1714-1734)
- Régiment d'Affry (1714-1734) 

C'est l'ancien régiment de Gréder (1673-1714), qui est renommé « régiment d'Affry » en 1714 et qui prend le nom de régiment de Wittmer en 1734.

Régiment d'Affry (1714-1734)
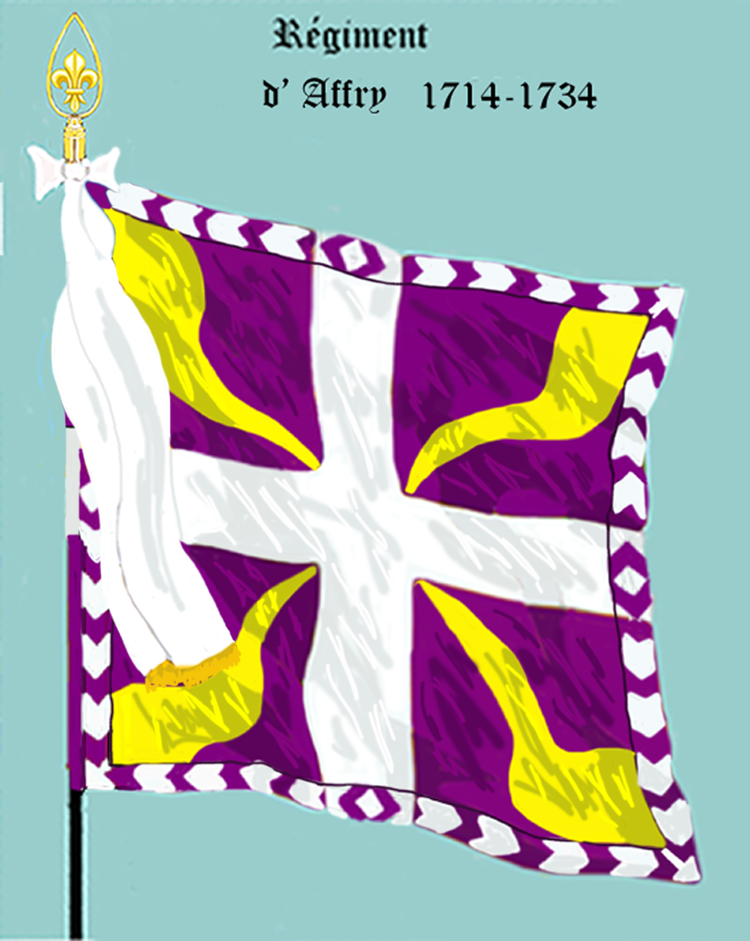
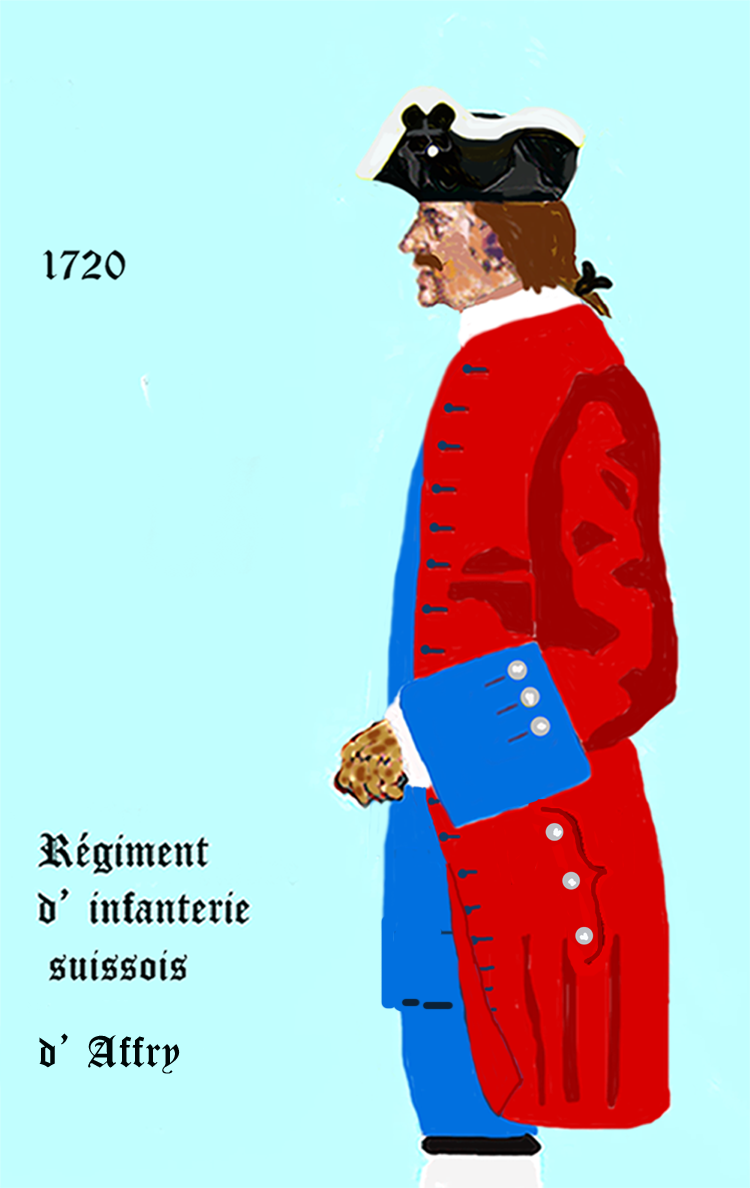

## Bataillon d'Afrique
- Bataillon d'Afrique

Cette unité coloniale est créé sous ce titre, le 21 janvier 1775, pour le service des comptoirs du Sénégal et de la côte de Guinée, et formé avec l'excédant des régiments de l'Ile France, du Port-Louis et de l'Ile-Bourbon, fondus à cette date en un seul corps pour former ce régiment. Le décret du 5 mai 1792 réunit les bataillons de l'Île-de-Bourbon, d'Afrique et de la Guyane pour composer le 111e régiment d'infanterie, qui ne pût être formé que le 15 mai 1793, après la rentrée en France des divers débris des troupes coloniales qui lui étaient destinés.

## Régiment d'Agénois (1692-1749)
- Régiment d'Agénois (1692-1749)

Ce régiment est créé sous ce titre, 4 octobre 1692, et donné à Antoine Clériadus, comte de Choiseul-Beaupré. Engagé dans la guerre de la Ligue d'Augsbourg, il se trouve à l'armée d'Allemagne jusqu'en 1694, puis il fait les campagnes de 1695, 1696 et1697 en Flandre et participe au siège d'Ath (1697). Dans le cadre de la guerre de Succession d'Espagne, il rejoint l'armée de Flandre en 1701 avec laquelle il assiste au siège de Nimègue en 1702], puis il passe à l'armée du Rhin, et participe à la bataille de Friedlingen en 1702, au siège de Kelh, à la campagne de Bavière et à la bataille d'Höchstädt en 1703 durant laquelle le 1er bataillon y est pris. Il est donné le 2 mars 1705 à Henri Louis de Choiseul, marquis de Meuse. Dans le cadre de la guerre de Succession d'Espagne il est affecté à l'armée de Flandre et participe à la bataille de Ramillies en 1706, à la bataille d'Audenarde en 1708, à la bataille de Malplaquet en 1709, et à la bataille de Denain en 1712 durant laquelle le colonel y est très-grièvement blessé. Il est donné le 30 juillet 1712 à N. chevalier de Bloglie et achève la guerre en Flandre. Il est donné le 17 octobre 1717 à Gilles de Carné, marquis de Trécesson, puis le 1er février 1719 à Louis-Auguste, comte de Bourbon-Malauze, et 1er août 1731 à Armand, comte de Bourbon-Malauze, frère du précédent. Dans la guerre de Succession de Pologne, il rejoint l'armée du Rhin, et se trouve au siège de Philippsbourg en 1734, à la bataille de Clausen en 1735 puis il fait les campagnes de 1739 et 1740 en Corse. Engagé dans la guerre de Succession d'Autriche, il se trouve à l'armée de Bavière en 1742, et est envoyé au secours de Braunau, et à la défense de Deggendorf en 1742. Il est mis en garnison à Bitche en 1743, puis rejoint l'armée des Alpes en 1744 et participe au siège de Montalban (1744) durant lequel le colonel est tué à l'attaque des retranchements. Il est donné le 13 mai 1744 à Louis-François, marquis de Monteynard et continu de servir sur les Alpes jusqu'à la paix. Il est incorporé le 10 février 1749, la compagnie des grenadiers dans le régiment des Grenadiers de France et le reste dans le régiment de Berry (1684-1762). Les deux drapeaux d'ordonnance d'Agénois étaient jaune et violet dans chaque carré, ces couleurs séparées par une diagonale festonnée. Habit complet gris-blanc, parements rouges, boutons et galon d'argent.

Régiment d'Agénois (1692-1749)
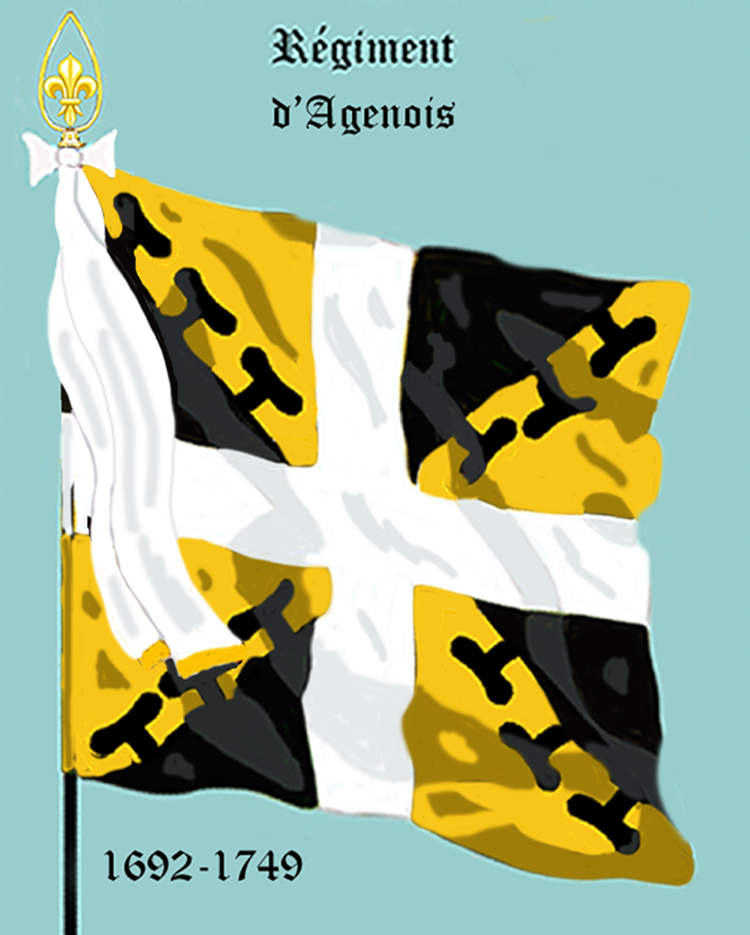
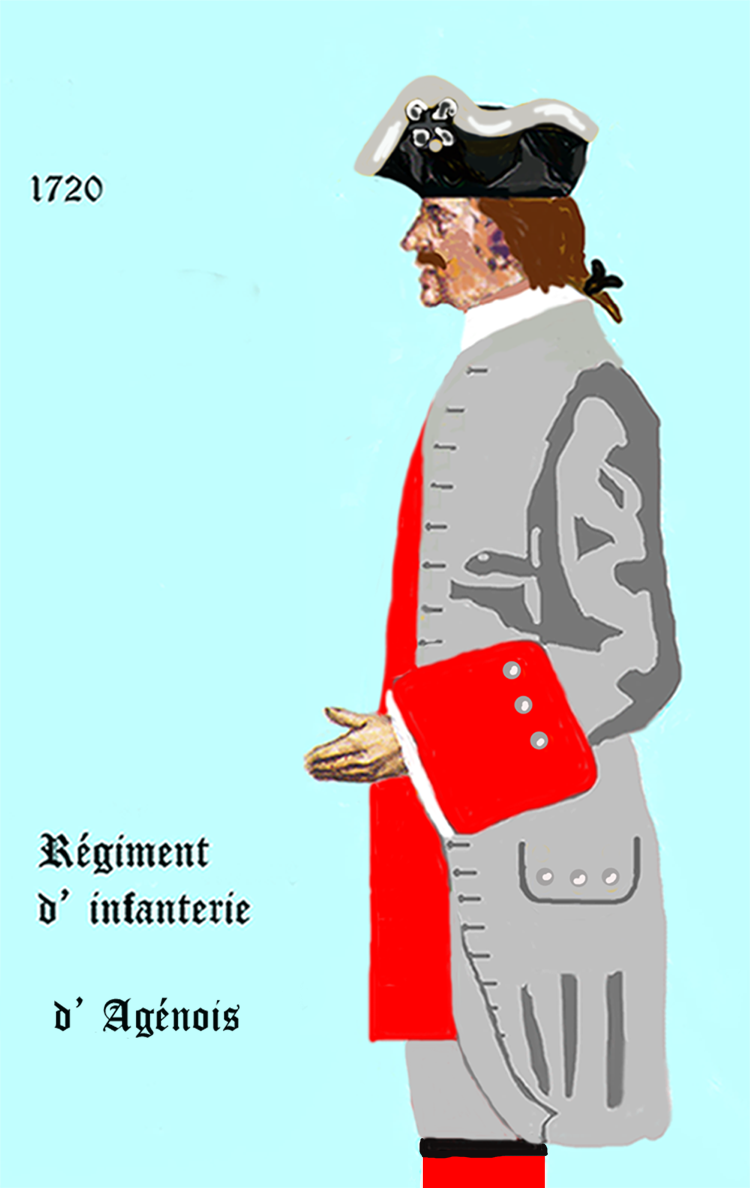
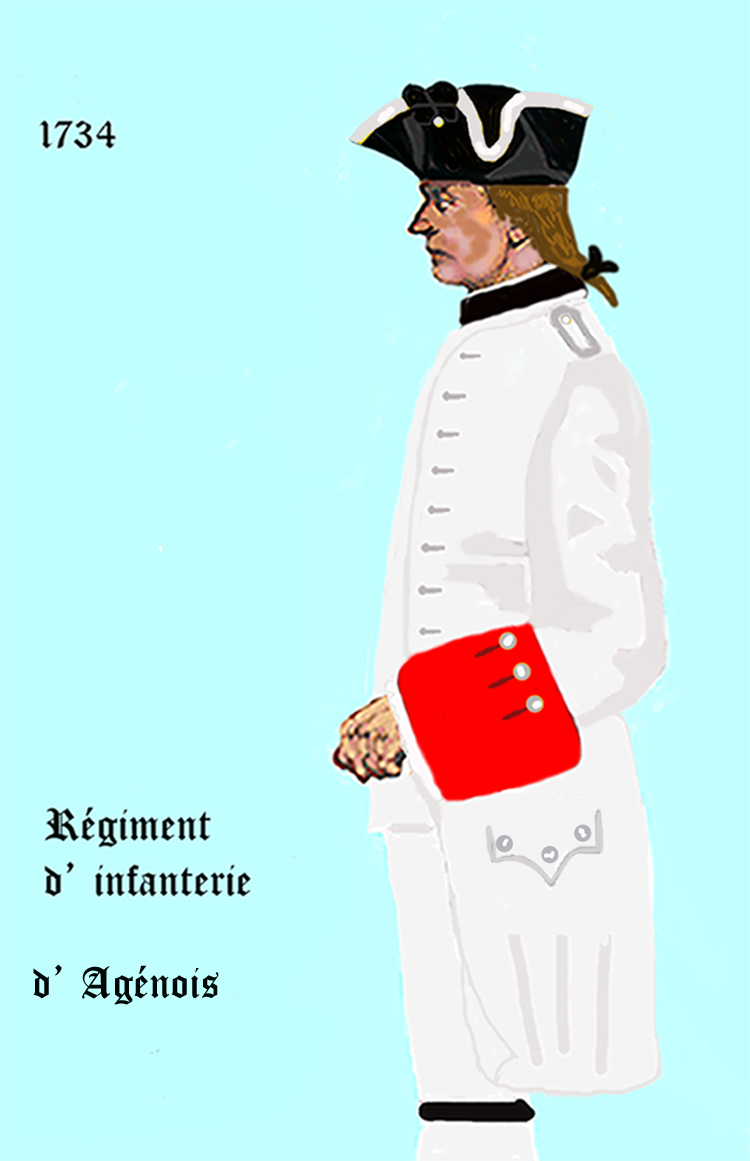

## Régiment d'Agénois
- Régiment d'Agénois

Le « régiment d'Agénois » est formé sous ce titre, par ordonnance royale du 26 avril 1775, avec les 2e et 4e bataillons du régiment de Béarn. Par ordonnance du 30 janvier 1778, la compagnie de grenadiers du bataillon de garnison du régiment forme le régiment des grenadiers royaux de la Guyenne. Le « régiment d'Agénois » est devenu depuis la Révolution le 16e régiment d'infanterie de ligne.
.

Régiment d'Agénois
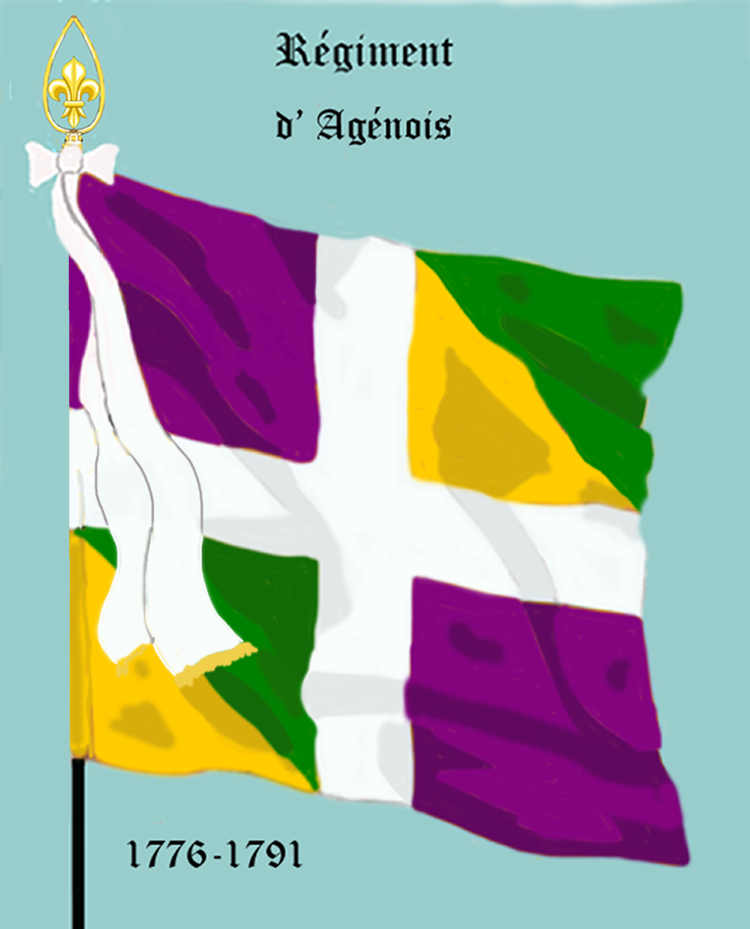
Drapeau d'Ordonnance du régiment d'Agénois.
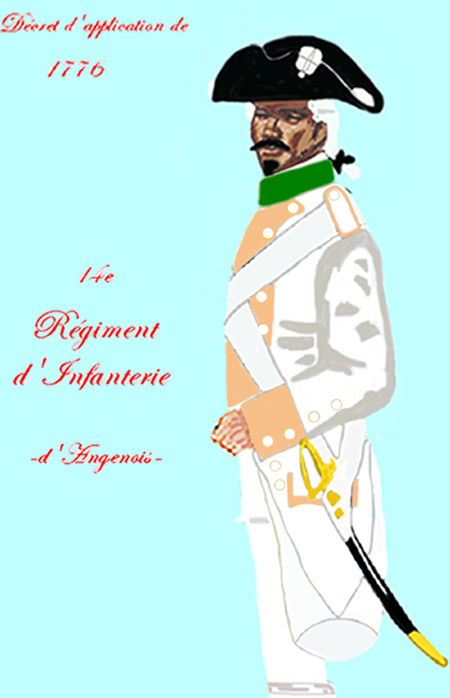
de 1776 à 1779.
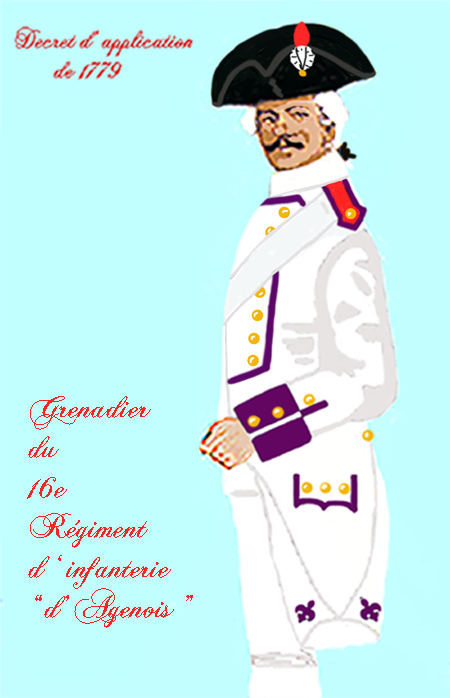
de 1779 à 1791.

## Régiment d'Aguilar
- Régiment d'Aguilar 

Ce régiment catalan est levé le 6 janvier 1647 par Joseph de Marguerit de Bièvres, marquis d'Aguilar dans le cadre de la guerre franco-espagnole. Il participe au siège de Lérida en 1647 et à la prise de Tortose en 1648. Réformé en 1649, il est rétabli le 1er août 1651 et il participe à défense de Barcelone, au siège de Gérone en 1653 et à la prise de Puycerda en 1654. Il est licencié le 20 juillet 1660.

## Régiment d'Aiguebonne
- Régiment d'Aiguebonne

Ce régiment est levé 13 novembre 1616 par Rostain Antoine d'Urre, marquis d'Aiguebonne. Il sert en Savoie et est réformé le 1er décembre 1616. Rétabli 13 août 1624, il sert en Languedoc contre les troupes de Montbrun et est une nouvelle fois réformé en mai 1625. Rétabli une nouvelle fois le 3 avril 1628, dans le cadre des rébellions huguenotes, il sert en Piémont puis, en 1629, il participe aux prises de Privas et d'Alès et en 1630 à la conquête de la Savoie, puis dans le cadre de la guerre de Succession de Mantoue au combat de Veillane. En 1632, il est affecté à l'armée de Languedoc puis en 1633 à l'armée de Lorraine avec laquelle il se trouve, en 1634, au siège d'Haguenau et reste en Alsace jusqu'en 1640. Passé en Piémont en 1641 il est mis en garnison à Turin et il est cédé le 4 mars 1635 par le marquis d'Aiguebonne à son fils, qui est tué en 1646 au combat de Vigevano. Le 8 octobre 1643 il reçoit le renfort d'une partie des régiments de Roqueservières (1641-1643) et de Le Ferron. Repris le 8 mars 1646 par Rostain Antoine d'Urre, marquis d'Aiguebonne, le régiment reste en Piémont jusqu'en 1654. Il est licencié à la mort de son mestre de camp le 9 mai 1656.

## Régiment d'Aix
- Régiment d'Aix

C'est un régiment provincial qui est créé par ordonnance du 4 août 1771, en remplacement des milices provinciales. Ce régiment est formé du 1er bataillon et du 2e bataillon d'Aix, sous le commandement d'Alphonse Toussaint Joseph Fortia comte de Piles. Le régiment est supprimé par ordonnance du 15 décembre 1775 qui fait disparaître les troupes provinciales.

## Régiment d'Alart
- Régiment d'Alart

C'est l'ancien régiment de Châtillon, qui, après avoir été donné au colonel Alart est renommé « régiment d'Alart » en 1648. Il est licencié en 1650.

## Régiment d'Albany
- Régiment d'Albany 

Le régiment est levé le 28 février 1747 par N., comte d'Albany et formé avec les débris des corps écrasés à Culloden. Engagé dans la guerre de Succession d'Autriche il sert dans l'armée de Flandre. Il est incorporé le 1er mars 1748 dans le régiment Royal-écossais.

## Régiment d'Albaret
- Régiment d'Albaret

Ce régiment est levé le 6 janvier 1702 par N. chevalier d'Albaret. Engagé dans la guerre de Succession d'Espagne, il est affecté à l'armée du Rhin puis à l'armée de Bavière en 1704 et se trouve à la bataille d'Hochstedt durant laquelle le régiment est complètement détruit, et le colonel est tué.

Régiment d'Albaret (1702-1704)
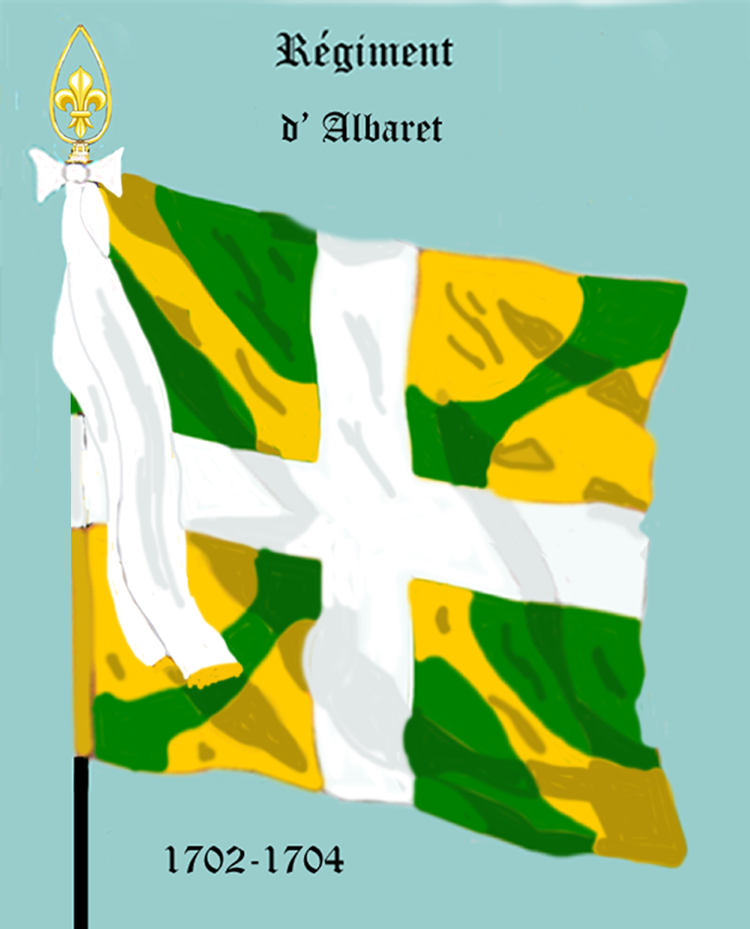

## Régiment d'Albemarle
- Régiment d'Albemarle 

Le régiment est formé le 27 février 1698 par John Monck, duc d'Albemarle, avec les régiments irlandais de La Marin et de Dublin. Dans le cadre de la guerre de Succession d'Espagne, il est affecté à l'armée du Rhin en 1701 puis il passe en Italie et se trouve à la défense de Crémone et à la bataille de Luzzara en 1702. Il prend le nom de régiment de Fitzgerald après avoir été donné le 10 février 1703 à Nicolas Fitzgerald.

## Régiment d'Albergotti
- Régiment d'Albergotti 

Ce régiment italien passe le 1er février 1707 de la solde de l'Espagne à celle de France. Sous le commandement du colonel N. d'Albergotti, il est engagé dans la guerre de Succession d'Espagne et sert dans l'armée de Flandre. Il prend le nom de régiment de Letterio après avoir été donné en 1711 à N. de Letterio.

## Régiment d'Albi
- Régiment d'Albi

C'est un régiment provincial qui est créé par ordonnance du 4 août 1771, en remplacement des milices provinciales. Ce régiment est formé des bataillons d'Albi et de Castelnaudary sous le commandement du chevalier Albert-Paul de Mesmes. Le régiment est supprimé par ordonnance du 15 décembre 1775 qui fait disparaître les troupes provinciales.

## Régiment d'Albigeois (1625-1626)
- Régiment d'Albigeois (1625-1626)

Le régiment est levé le 17 juin 1625, sous ce titre, par la ville d'Albi et envoyé pour la défense de Réalmont et est licencié en mai 1626.

## Régiment d'Albigeois (1692-1714)
- Régiment d'Albigeois (1692-1714)

Le régiment est levé le 4 octobre 1692, sous ce titre, avec des compagnies du régiment de Navarre. Donné à Jérôme-François Lécuyer, comte de Muret, il participe à la guerre de la Ligue d'Augsbourg et il est affecté à l'armée d'Italie en 1693, avec laquelle il assiste à la bataille de La Marsaille puis il rejoint l'armée de Catalogne en 1695 et retourne à l'armée d'Italie et assiste au siège de Valenza en 1696 puis il est mis cette même année en garnison à Strasbourg. On sait que le régiment est donné en 1699 à un autre colonel dont le nom a été oublié, puis il est donné le 6 septembre 1705 à Paul Covet, comte de Marignane et participe à la guerre de Succession d'Espagne. Il rejoint l'armée d'Italie, et se trouve au siège et bataille de Turin en 1706, à la défense de Toulon en 1707, puis sert sur les Alpes jusqu'à la paix. Il est donné le 29 mars 1710 à N. du Deffand de La Lande et est licencié le 7 octobre 1714.

Régiment d'Albigeois (1692-1714)
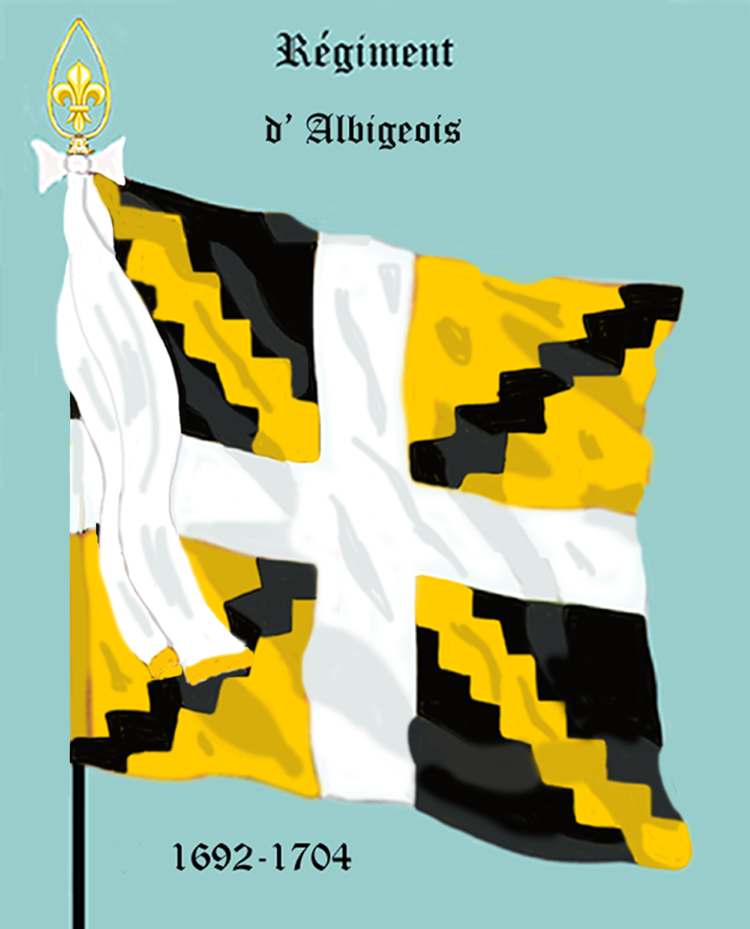

## Régiment d'Albret (1639-1648)
- Régiment d'Albret (1639-1648)

C'est l'ancien régiment de Miossens, qui, réformé le 15 novembre 1639 est rétabli le 17 juin 1646, sous le nom de régiment d'Albret. En 1646, le régiment concoure au siège de Dunkerque puis prend en 1648 le nom de régiment de Dunois.

## Régiment d'Albret (1652-1654)
- Régiment d'Albret (1652-1654)

C'est l'ancien régiment de Saintonge, qui, après avoir été rétabli en 1652 est renommé « régiment d'Albret ». Affecté à l'armée de Guyenne, il est licencié en 1654.

## Régiment d'Albret (1674-1678)
- Régiment d'Albret (1674-1678)

Le régiment est levé le 1er mars 1674 par César Phébus d'Albret comte de Miossens. Il prend le nom de régiment de Gandelus le 9 août 1678.

Régiment d'Albret (1674-1678)
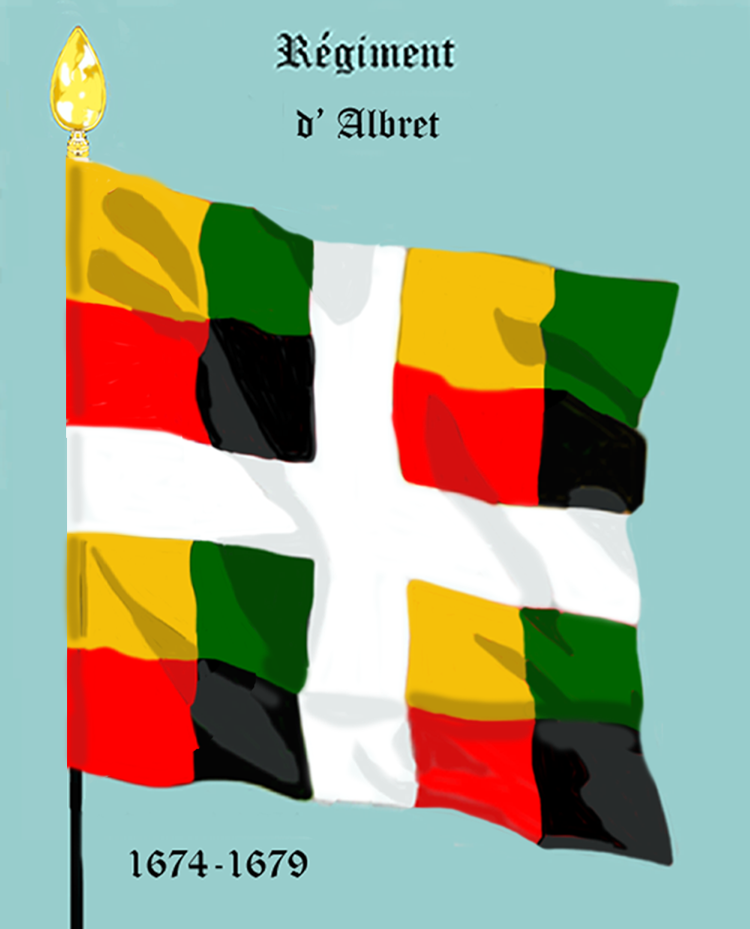

## Régiment d'Alençon
- Régiment d'Alençon

C'est un régiment provincial qui est créé par ordonnance du 4 août 1771, en remplacement des milices provinciales. Ce régiment est formé des bataillons d'Alençon et de Mortagne sous le commandement du marquis Louis Elisabeth de Pardieu. Le régiment est supprimé par ordonnance du 15 décembre 1775 qui fait disparaître les troupes provinciales.

## Régiment d'Aletz
- Régiment d'Aletz

Le régiment est levé le 15 juillet 1653 N. d'Aletz. Affecté à l'armée de Guyenne, il est licencié la même année.

## Régiment d'Alias
- Régiment d'Alias

Ce régiment est levé en 1588, en Guyenne, par N. d'Alias, dans le cadre de la huitième guerre de Religion. Il est licencié la même année.

## Régiment d'Aligny
- Régiment d'Aligny

Le régiment est formé 1er janvier 1689 des milices de Dijon, par Pierre Quarré d'Aligny. Dans le cadre de la guerre de la Ligue d'Augsbourg, il sert sur les Alpes. Il est licencié le 16 mai 1698.

## Régiment d'Alincourt (1631-1635)
- Régiment d'Alincourt (1631-1635)

C'est l'ancien régiment de Villeroy, qui est renommé « régiment d'Alincourt » en 1631 et qui prend le titre de régiment de Lyonnais en 1635.

## Régiment d'Alincourt (1639-1639)
- Régiment d'Alincourt (1639-1639)

Ce régiment est levé le 31 juillet 1639 par N. de Neufville de Villeroy, marquis d'Alincourt. Il est envoyé au secours de Casal, et se trouve au combat de Castello della Rotta (it) (1639), en Piémont, près de Carmagnole en 1639. Il est incorporé la même année dans le régiment de Lyonnais.

## Bandes Allemandes
- Bandes Allemandes

Voir à Bandes

## Régiment d'Alluye
- Régiment d'Alluye

Ce régiment est levé le 29 mars 1638, par N. d'Escoubleau de Sourdis, marquis d'Alluye dans le cadre la guerre franco-espagnole. En 1638, il se trouve au siège de Renty durant lequel le mestre de camp est tué. Il est remplacé par N. de Vibraye, comte d'Onzain et prend le nom de régiment d'Onzain.

## Régiment des Grenadiers-Royaux d'Ally
- Régiment des Grenadiers-Royaux d'Ally

Voir à Grenadiers.

## Régiment d'Almeric
- Régiment d'Almeric également appelé régiment Prince Almeric

Voir à Prince Almeric.

## Régiment d'Alot
- Régiment d'Alot

Le régiment est levé le 4 septembre 1636 par N. d'Alot dans le cadre de la guerre de Trente Ans. Il sert en Piémont et est licencié en 1637.

## Bataillon de Chasseurs des Alpes
- Bataillon de Chasseurs des Alpes également appelé Chasseurs des Alpes

Voir à Chasseurs.

## Régiment d'Alphonse
- Régiment d'Alphonse également appelé régiment Prince Alphonse

Voir à Prince Alphonse.

## Régiment d'Alsace
- Régiment d'Alsace 

Le régiment est levé sous ce titre, en mai 1656, par Guillaume, comte de Nassau-Saarbrück. Le 12 décembre 1659 il reçoit l'incorporation du régiment de Broglio. Le 17 mars 1698 il reçoit l'incorporation du régiment de Bernold. Le 18 janvier 1760 il reçoit l'incorporation du régiment de Bergh. Le « régiment d'Alsace » est devenu depuis la Révolution le 53e régiment d'infanterie de ligne.

Régiment d'Alsace
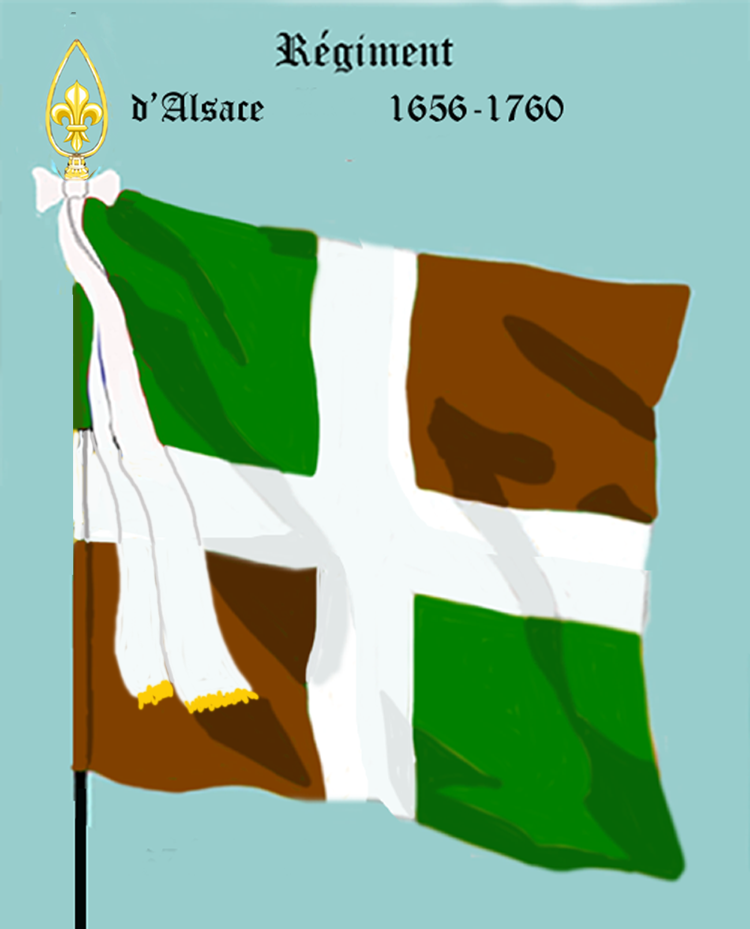
de 1656 à 1760
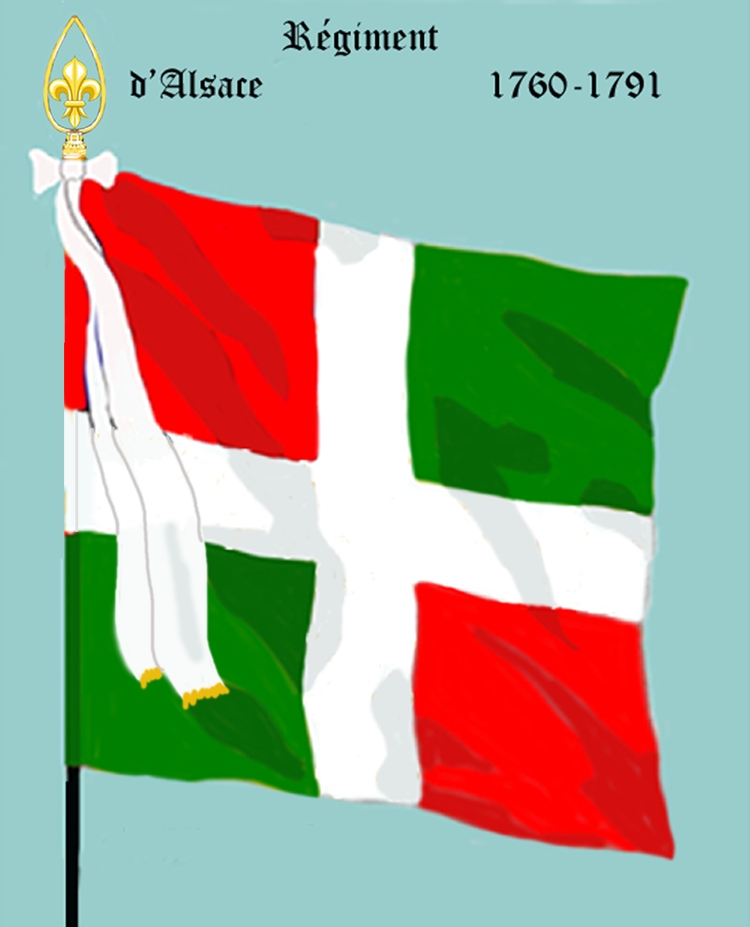
de 1760 à 1791
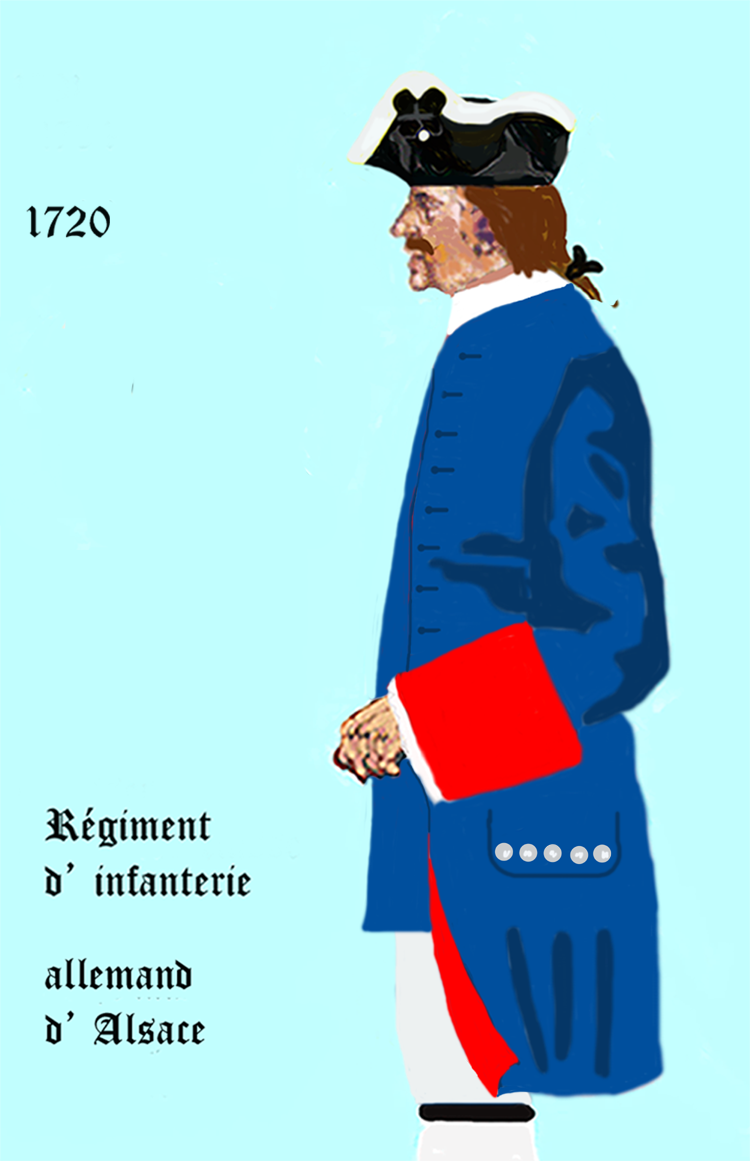
de 1720 à 1734
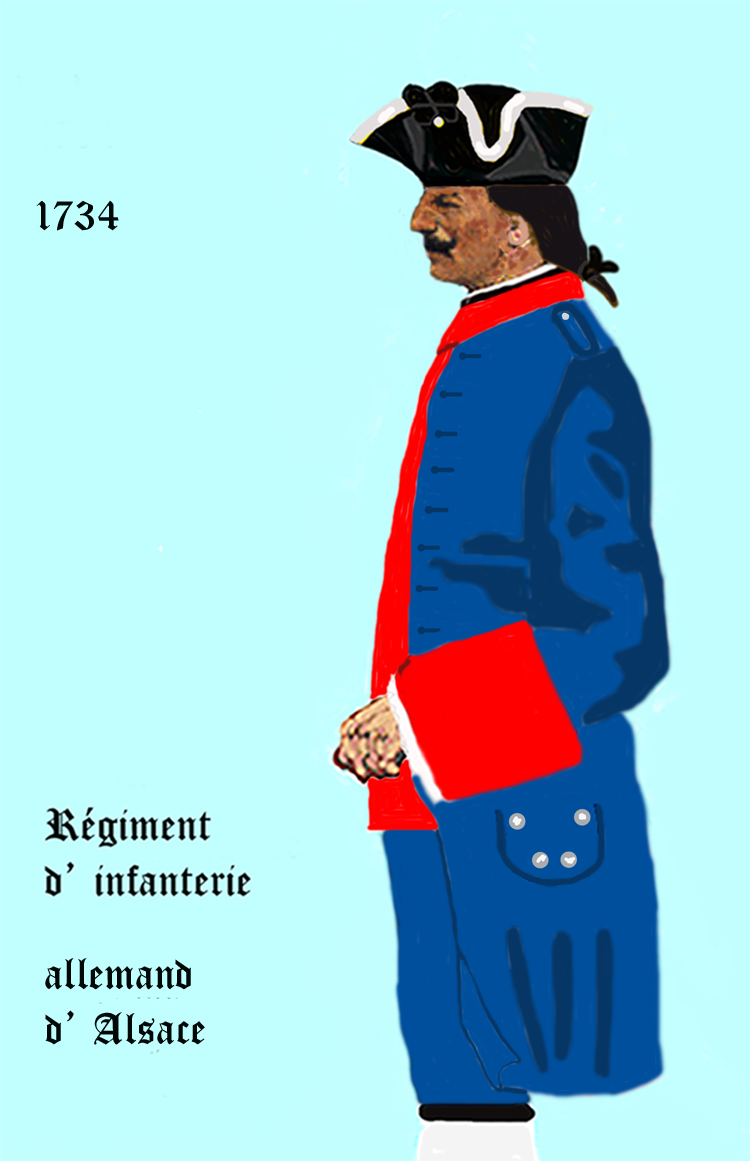
de 1734 à 1762
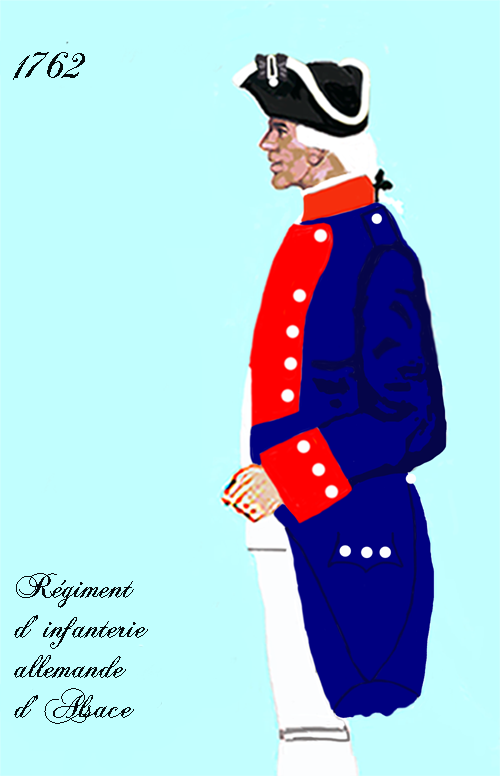
de 1762 à 1767
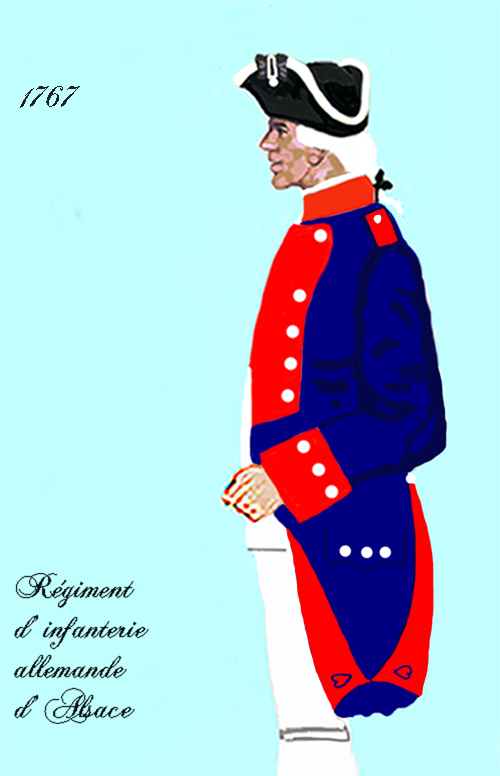
de 1767 à 1776
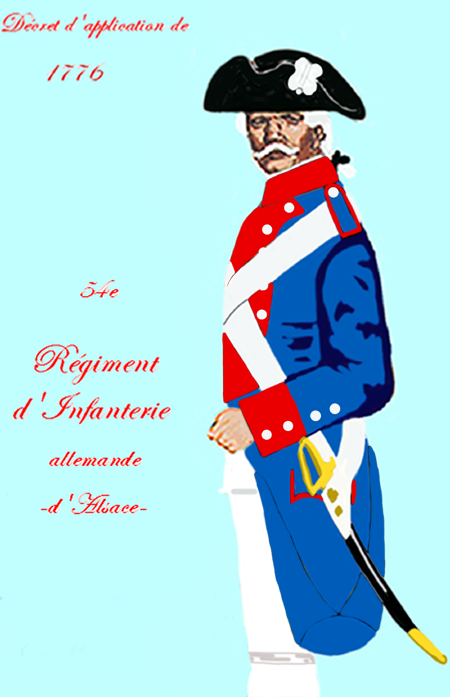
de 1776 à 1791
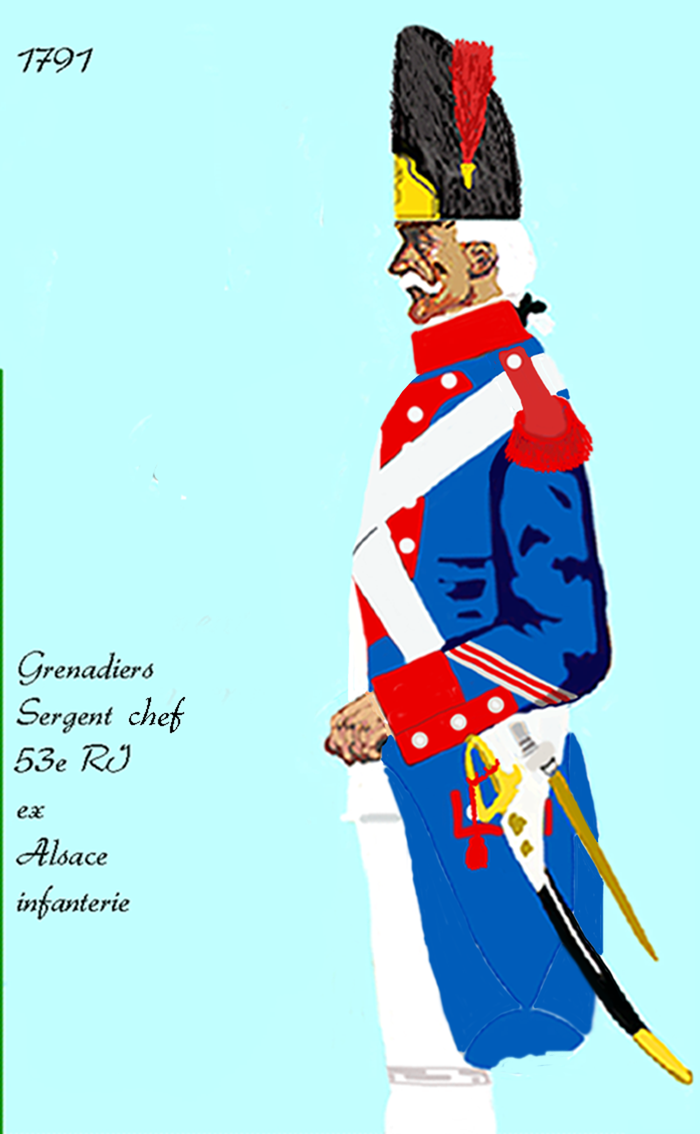
sergent de grenadier du 53e régiment d’infanterie de ligne de 1791 à 1792
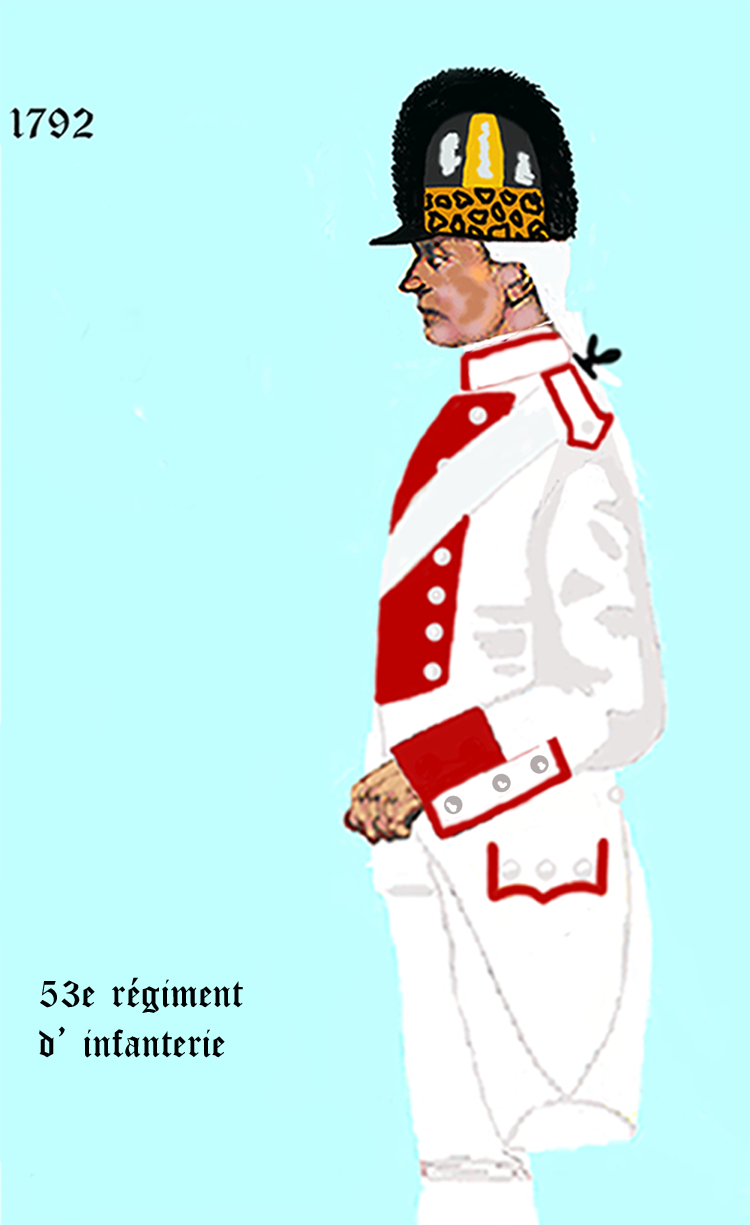
53e régiment d’infanterie de ligne à partir de 1792

## Régiment des Volontaires d'Alsace
- Régiment des Volontaires d'Alsace également appelé Volontaires d'Alsace

Voir à Volontaires

## Régiment de l'Altesse Royale
- Régiment de l'Altesse Royale

Ce régiment est levé sous ce titre le 20 décembre 1644, par Gaston-Jean-Baptiste, duc d'Orléans, dans le cadre de la guerre de Trente Ans. Il est incorporé le 13 février 1660 dans le régiment Royal.

## Régiment d'Amboise
- Régiment d'Amboise

C'est l'ancien régiment de Touraine, qui est renommé « régiment d'Amboise » en décembre 1650 lorsqu'il reprend sous la Fronde le nom de son mestre de camp. Il prend le nom de régiment de Kercado en 1653 du nom de son mestre de camp N. Le Sénéchal, comte de Kercado.

## Régiment d'Ambres (1568-1570)
- Régiment d'Ambres (1568-1570) 

C'est un régiment protestant, formé à Alès en septembre 1568, dans le cadre de la troisième guerre de Religion, par Galiot de Crussol, chevalier d'Ambres. Affecté à l'armée dite des Vicomtes il participe, en 1569, à la campagne de Poitou et est licencié le 8 août 1570 à la paix de Saint-Germain-en-Laye.

## Régiment d'Ambres (1627-1632)
- Régiment d'Ambres (1627-1632)

Le régiment est levé le 26 octobre 1627 par Hector de Gelas de Voisins, marquis d'Ambres dans le cadre de la répression de la troisième rébellion huguenote. Il participe en 1629 aux sièges de Privas et d'Alès. Réformé après la paix d'Alès, il est rétabli le 14 juillet 1632, participe à la bataille de Castelnaudary et est licencié après cette affaire.

## Régiment d'Ambres (1710-1712)
- Régiment d'Ambres (1710-1712)

C'est l'ancien régiment d'Urban (1706-1710), qui, prend le nom de « régiment d'Ambres » après avoir été donné en 1710 à Daniel François de Gelas de Voisins, chevalier d'Ambres. Engagé dans la guerre de Succession d'Espagne il prend le nom de régiment Guignonville après avoir été donné en 1712 à N. Lenain de Guignonville.

## Régiment d'Amilly
- Régiment d'Amilly

Ce régiment est levé le 16 janvier 1649 par Jean, marquis d'Amilly. Il participe au blocus de Paris puis il est licencié au mois de mars 1649, après la paix de Rueil.

## Régiment de l'Amiral de France
- Régiment de l'Amiral de France également appelé régiment de l'Amiral

Ce régiment levé sous ce titre le 24 décembre 1669, pour Louis de Bourbon comte de Vermandois. En 1671, il prend le titre de régiment de Vermandois du nom de la province de Vermandois.

## Régiment d'Am-Rhyn
- Régiment d'Am-Rhyn 

Ce régiment grison est levé le novembre 1625 par N. Am-Rhyn. Il sert dans la Valteline il est congédié le 12 mars 1627.

## Régiment d'Anconne
- Régiment d'Anconne 

C'est un régiment protestant, formé à Alès en septembre 1568, dans le cadre de la troisième guerre de Religion, par N. d'Anconne. Affecté à l'armée dite des Vicomtes il participe, en 1569, à la campagne de Poitou et est licencié le 8 août 1570 à la paix de Saint-Germain-en-Laye.

## Régiment d'Ancre
- Régiment d'Ancre également appelé régiment du Maréchal d'Ancre 

Ce régiment liégeois est appelé le 15 août 1615, par le colonel Concino Concini, maréchal d'Ancre sous le commandement du mestre de camp N. Vanèz. Affecté à l'armée de Picardie, il est congédié le 6 mai 1616 à la paix de Loudun. Rappelé le 1er février 1617, il est licencié en avril 1617
Voir à Maréchal

## Régiment d'Andelot (1585-1587)
- Régiment d'Andelot (1585-1587) 

C'est un régiment protestant, levé en juin 1585, dans le cadre de la huitième guerre de Religion, par Charles de Coligny, marquis d'Andelot. Il sert en Languedoc et est licencié en 1587.

## Régiment d'Andelot (1640-1641)
- Régiment d'Andelot (1640-1641)

Ce régiment est levé le 21 juin 1640, dans le cadre de la guerre de Trente Ans, par N. de Coligny d'Andelot. Il participe au siège d'Arras et est licencié en 1641.

## Régiment d'Andonville
- Régiment d'Andonville

C'est l'ancien régiment de Bougy, qui, après avoir été donné le 31 décembre 1657 à Louis-François de Chasteignier d'Andonville est renommé « régiment d'Andonville ». Le régiment passe en Flandre et est licencié le 12 décembre 1659.

## Régiment d'Anduze (1644-1652)
- Régiment d'Anduze (1644-1652)

Le régiment est levé en avril 1644 par N. d'Anduze dans le cadre de la guerre franco-espagnole. Affecté à l'armée de Catalogne, il participe au siège de Roses en 1645. Il est licencié en 1652.

## Régiment d'Anduze (1771-1775)
- Régiment d'Anduze (1771-1775)

C'est un régiment provincial qui est créé par ordonnance du 4 août 1771, en remplacement des milices provinciales. Ce régiment est formé des bataillons d'Anduze et de Privas sous le commandement du comte Jean Antoine d’Hilaire de Tholon de Sainte-Jaille, comte, puis marquis de Jovyac. Le régiment est supprimé par ordonnance du 15 décembre 1775 qui fait disparaître les troupes provinciales.

## Régiment d'Angennes
- Régiment d'Angennes

C'est l'ancien régiment de Voluire, qui est renommé « régiment d'Angennes » après avoir été donné le 28 mai 1708 à N. d'Angennes. Engagé dans la guerre de Succession d'Espagne il prend le nom de régiment de Varennes-Kergoson après avoir été donné le 27 janvier 1711 à François, chevalier de Varennes-Kergoson.

## Régiment d'Angoulême (1644-1650)
- Régiment d'Angoulême (1644-1650)

C'est l'ancien régiment du Comte de d'Auvergne, qui est renommé « régiment d'Angoulême » le 6 septembre 1644 lorsque son mestre de camp, Charles de Valois, prend le titre de duc d'Angoulême. Il participe aux sièges de Gravelines, de Cassel, et de Mardyk en 1645 puis il sert en Provence en 1646. Il devient frondeur en 1649 et occupe Toulon pour les rebelles. Il est licencié le 24 septembre 1650, à la mort du duc.

## Régiment d'Angoulême
- Régiment d'Angoulême

C'est l'ancien régiment de Savoie-Carignan, qui est renommé « régiment d'Angoulême » le 20 novembre 1785. Il est devenu depuis la Révolution le 34e régiment d'infanterie de ligne.
.

Régiment d'Angoulême
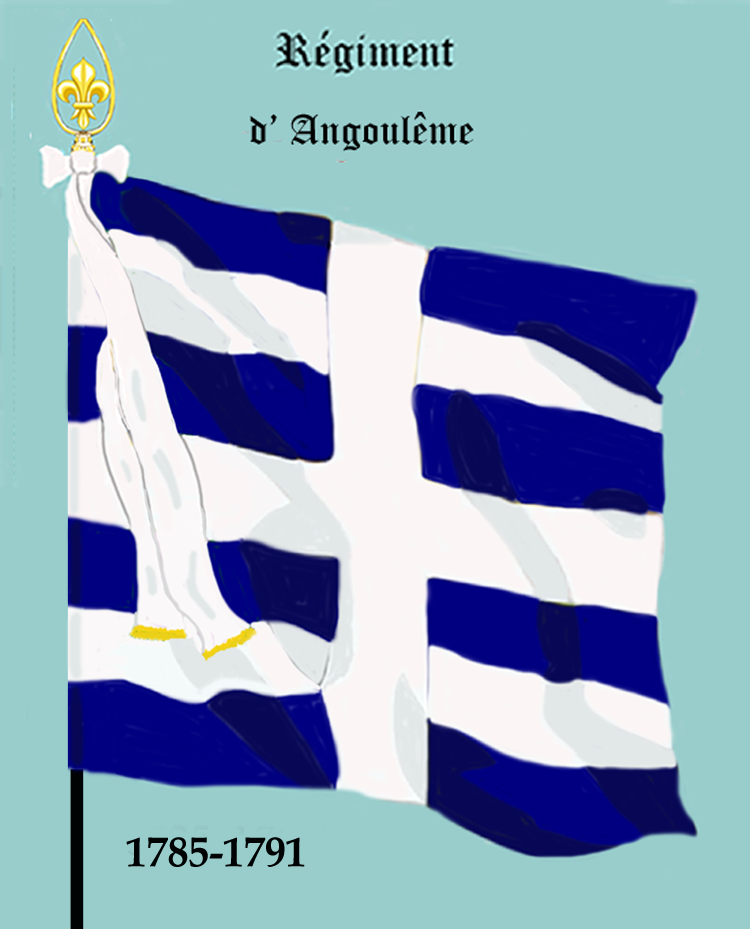
de 1785 à 1791
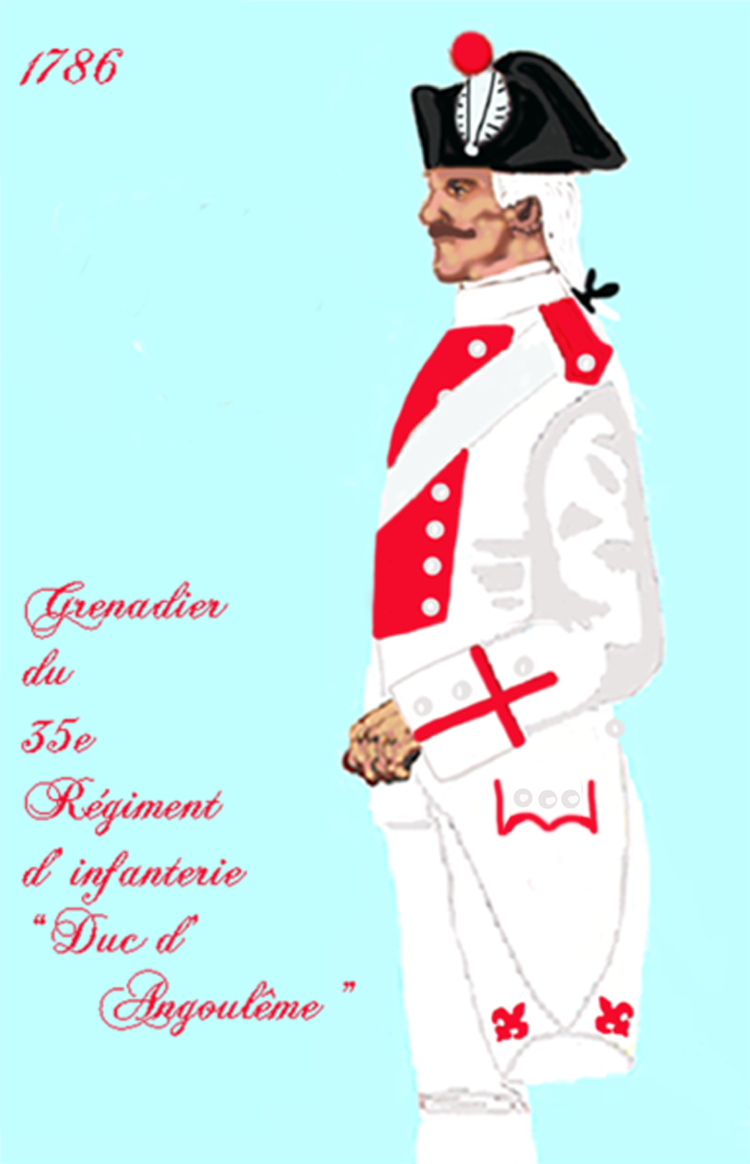
de 1785 à 1791
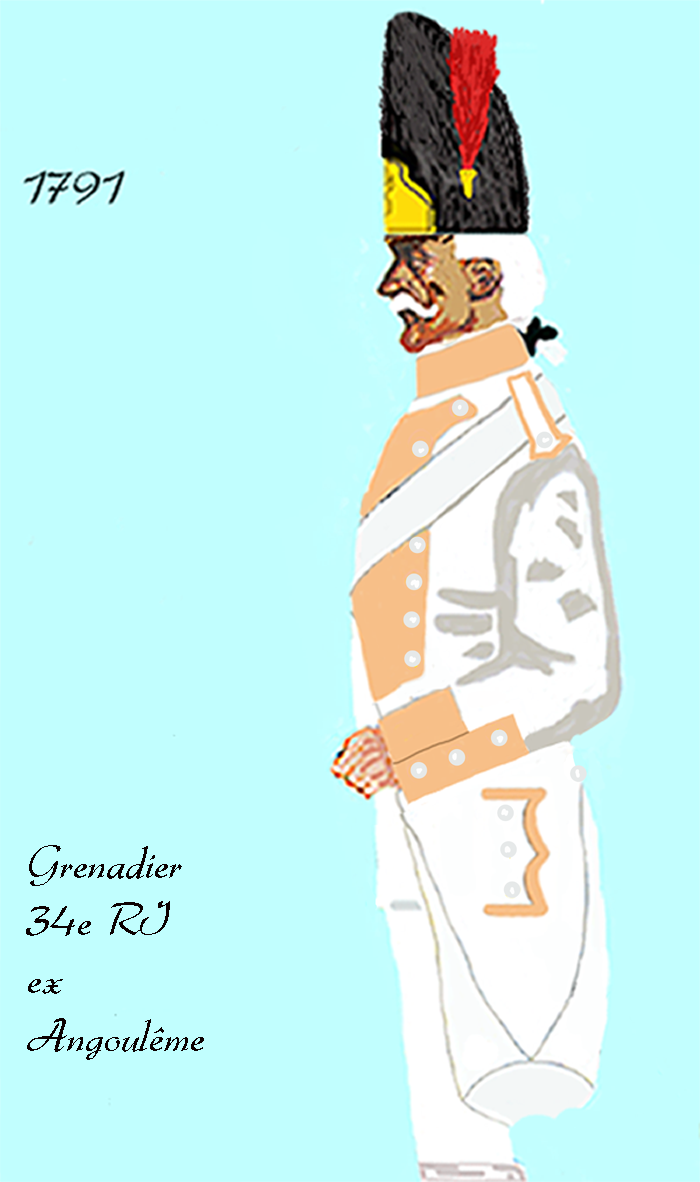
grenadier de 1791 à 1795

## Régiment d'Angoumois (1635-1637)
- Régiment d'Angoumois (1635-1637)

C'est l'ancien régiment de Montausier, qui est renommé « régiment d'Angoumois » en 1635 et qui reprend le nom de régiment de Montausier en 1637.

## Régiment d'Angoumois
- Régiment d'Angoumois

Le régiment est créé sous ce titre, le 6 septembre 1684. Le 26 avril 1775, il reçoit l'incorporation du régiment de Forez. Par ordonnance du 30 janvier 1778, une compagnie du régiment forme le régiment des grenadiers royaux de l'Orléanais (1778-1789). Le « régiment d'Angoumois » est devenu depuis la Révolution le 80e régiment d'infanterie de ligne.
.

Régiment d'Angoumois
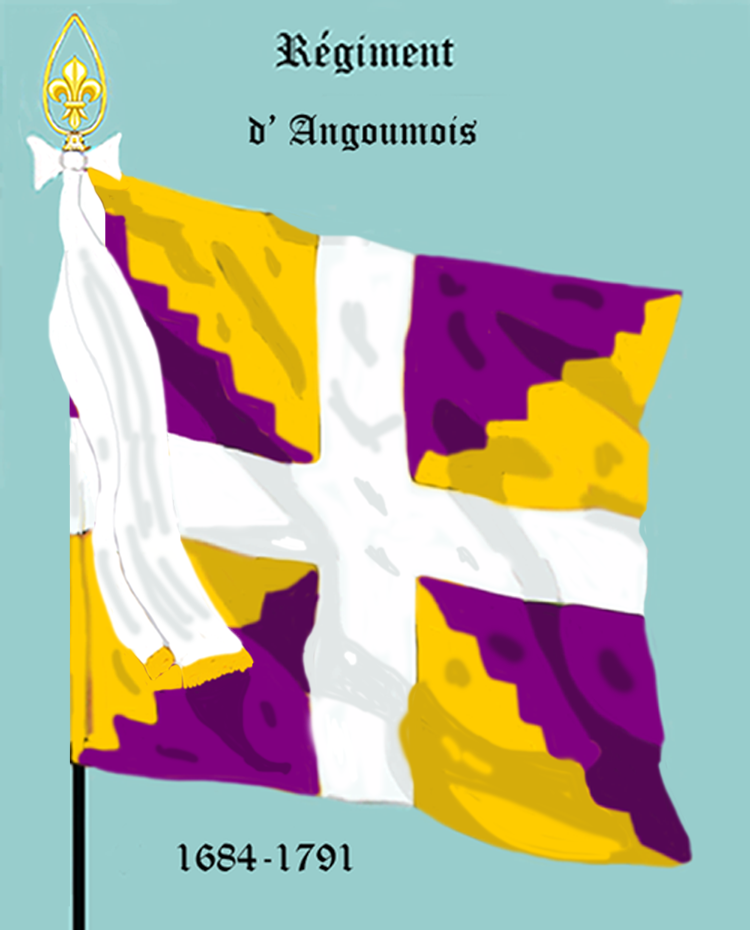
de 1684 à 1791
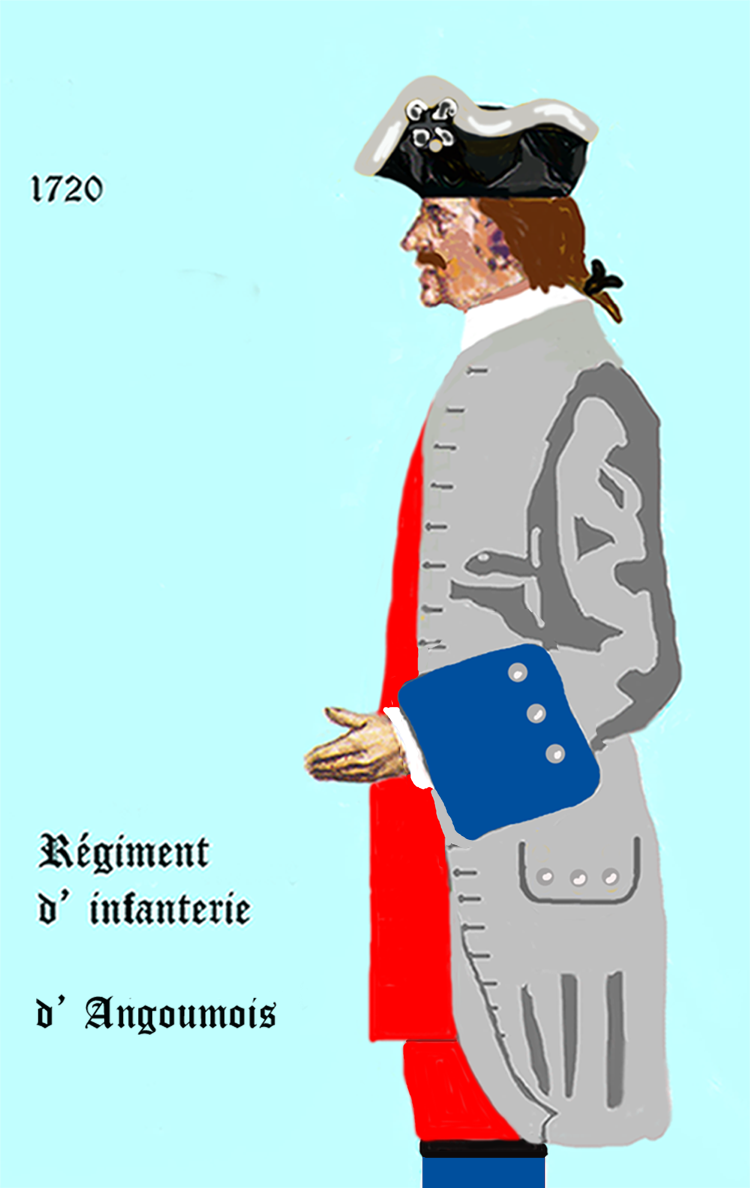
de 1720 à 1734
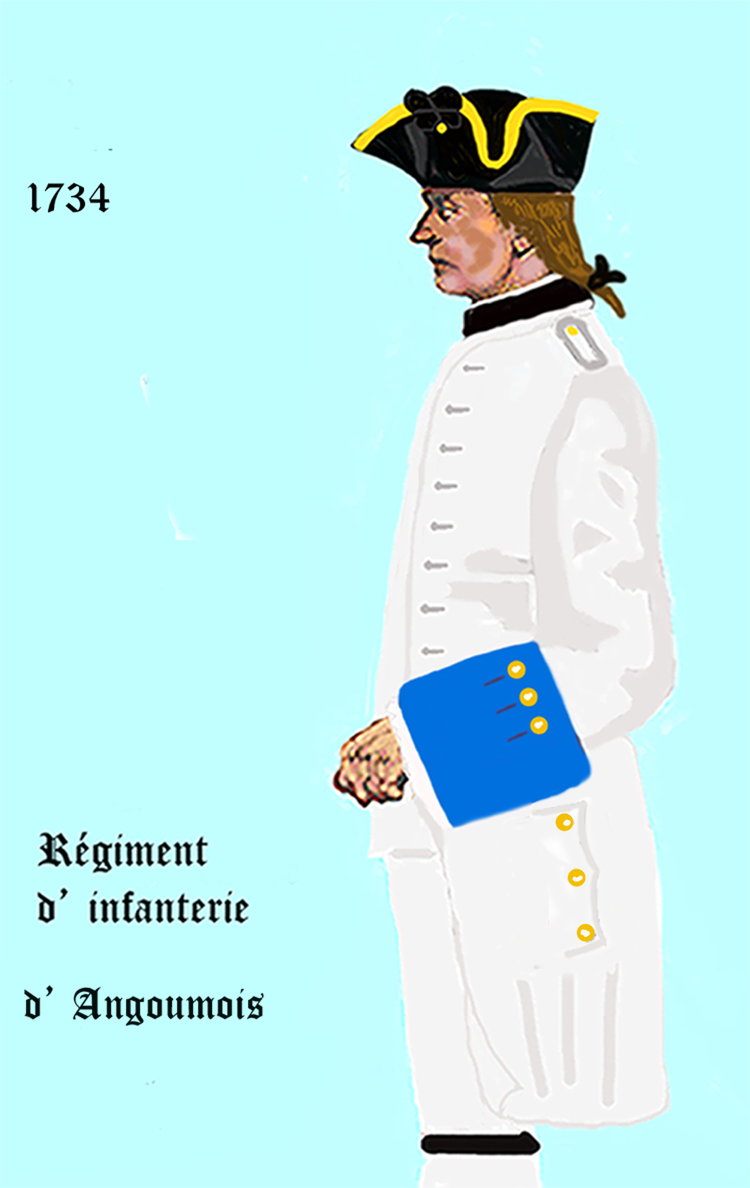
de 1734 à 1757
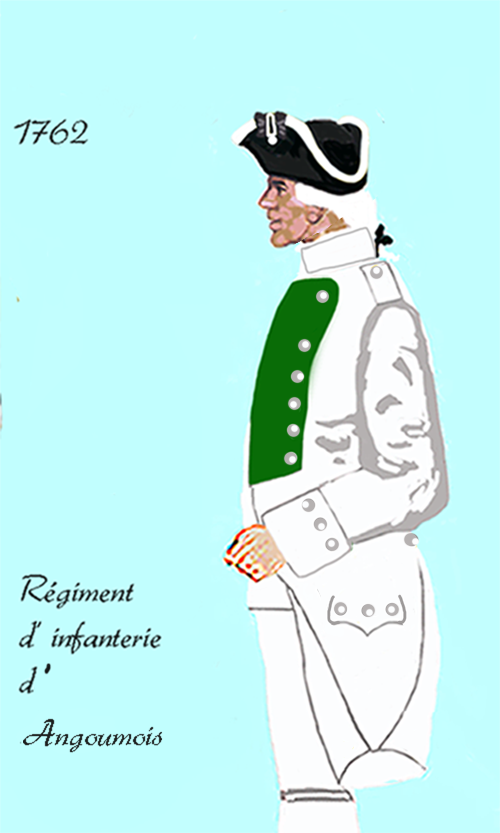
de 1762 à 1776
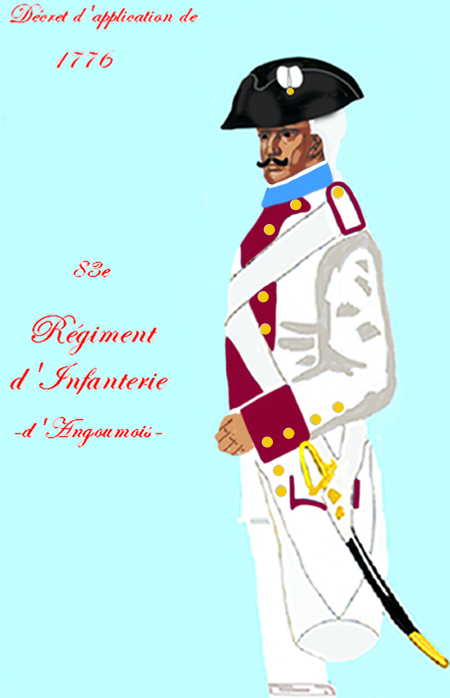
de 1776 à 1779
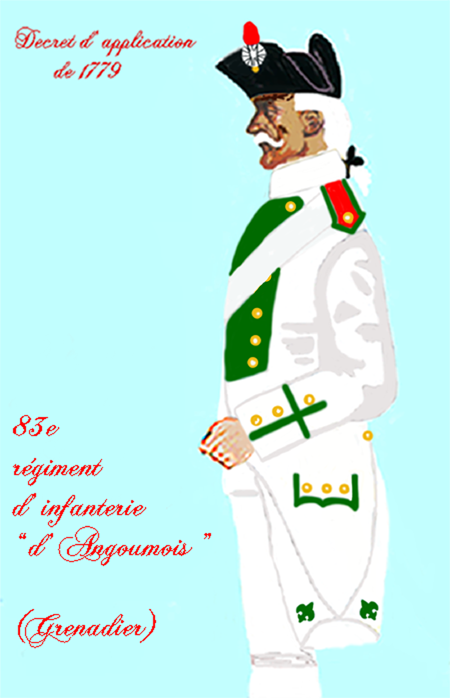
de 1779 à 1791
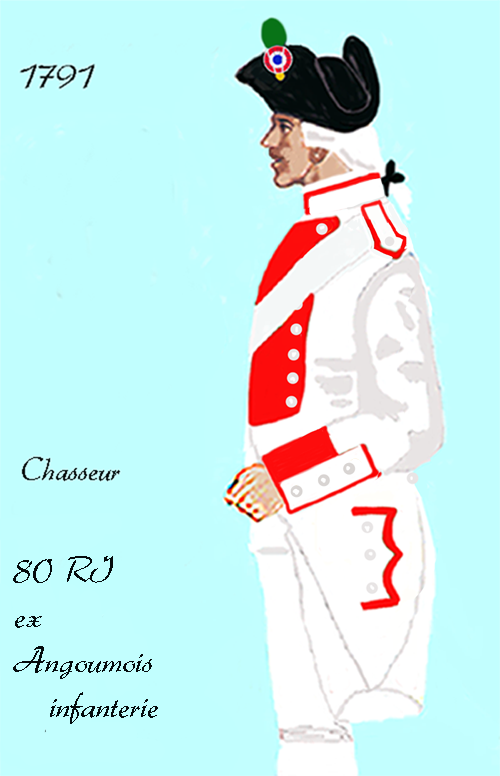
de 1791 à 1795

## Régiment d'Anhalt
- Régiment d'Anhalt 

C'est l'ancien régiment de Beintheim, qui est renommé « régiment d'Anhalt » en 1759. Le 18 janvier 1760 il reçoit l'incorporation du 1er bataillon du régiment de Lowendal. Le « régiment d'Anhalt » prend le nom de régiment de Salm-Salm en 1783.

Régiment d'Anhalt
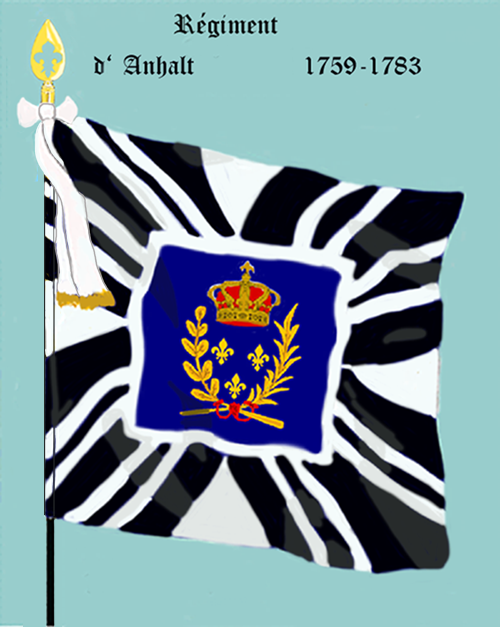
de 1759 à 1783
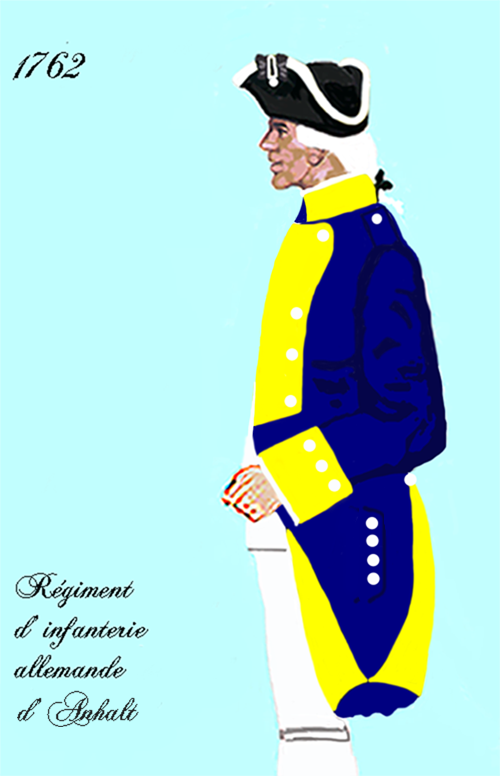
de 1762 à 1776
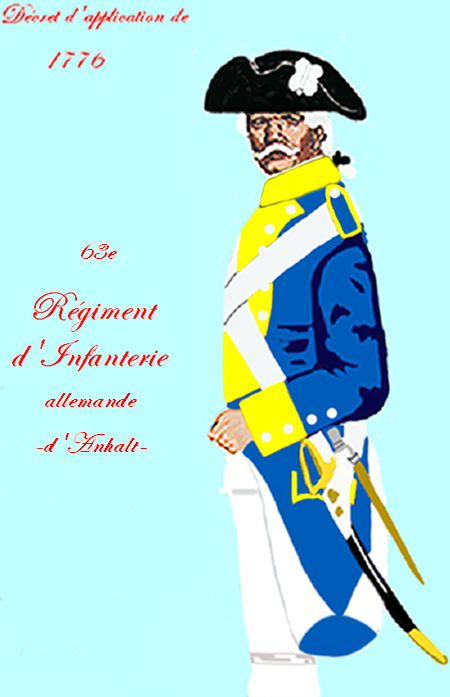
de 1776 à 1791

## Régiments du Duc d'Anjou
- Régiments du Duc d'Anjou

Voir à Duc

## Régiment d'Anjou (1636-1636)
- Régiment d'Anjou (1636-1636)

Ce régiment est levé le 9 août 1636 sous ce nom pour le secours de Corbie, dans le cadre de la guerre de Trente Ans, puis il est licencié après la campagne.

## Régiment d'Anjou (1671-1753)
- Régiment d'Anjou (1671-1753)

C'est l'ancien régiment du Duc d'Anjou, qui est renommé « régiment d'Anjou » en 1670. Le 23 décembre 1695 le bataillon de Lecomte du « régiment d'Anjou » forme le régiment d'Hautefort (1695-1698). Le 15 novembre 1698 il reçoit l'incorporation du régiment de Choisinet (1695-1698). Le 29 juillet 1715 il reçoit l'incorporation d'une partie du régiment de Noé. Le « régiment d'Anjou » prend le titre de régiment d'Aquitaine en 1753.

Régiment d'Anjou (1671-1753)
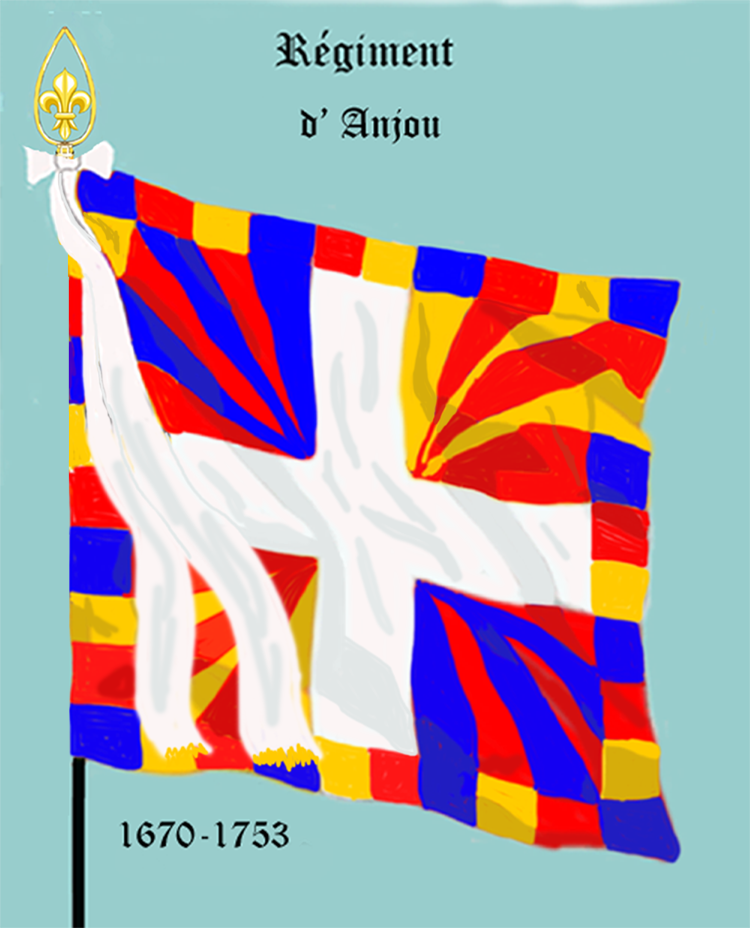
de 1670 à 1753
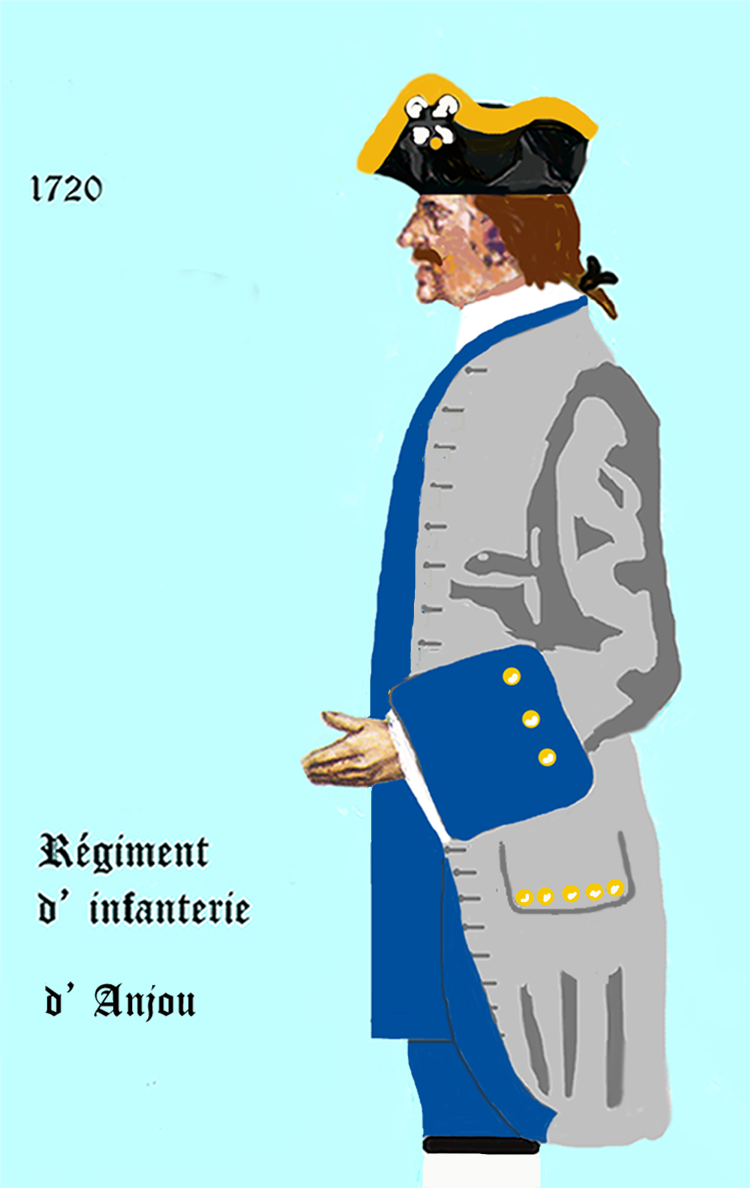
de 1720 à 1734
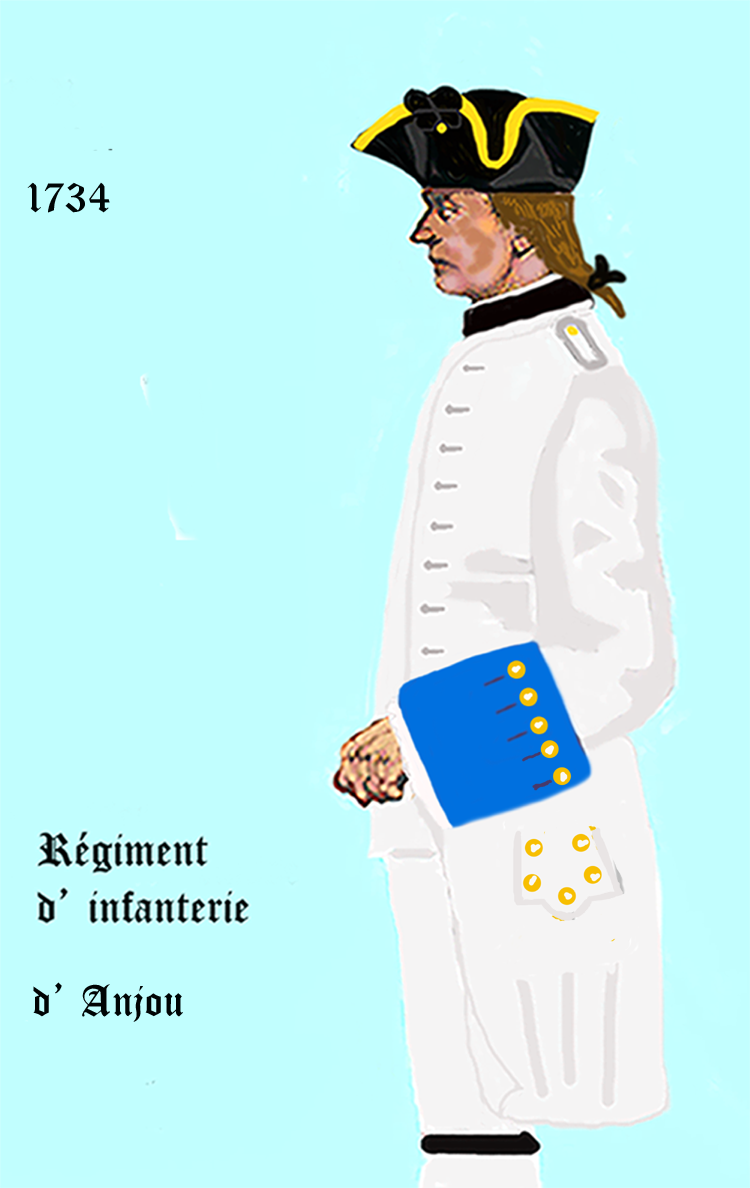
de 1734 à 1762

## Régiment d'Anjou
- Régiment d'Anjou

Le « régiment d'Anjou » est formé sous ce titre, par ordonnance royale du 26 avril 1775, avec les 2e et 4e bataillons du régiment d'Aquitaine. Par ordonnance du 30 janvier 1778, une compagnie du régiment forme le régiment des grenadiers royaux de la Touraine. Le « régiment d'Anjou » est devenu depuis la Révolution le 36e régiment d'infanterie de ligne.
.

Régiment d'Anjou
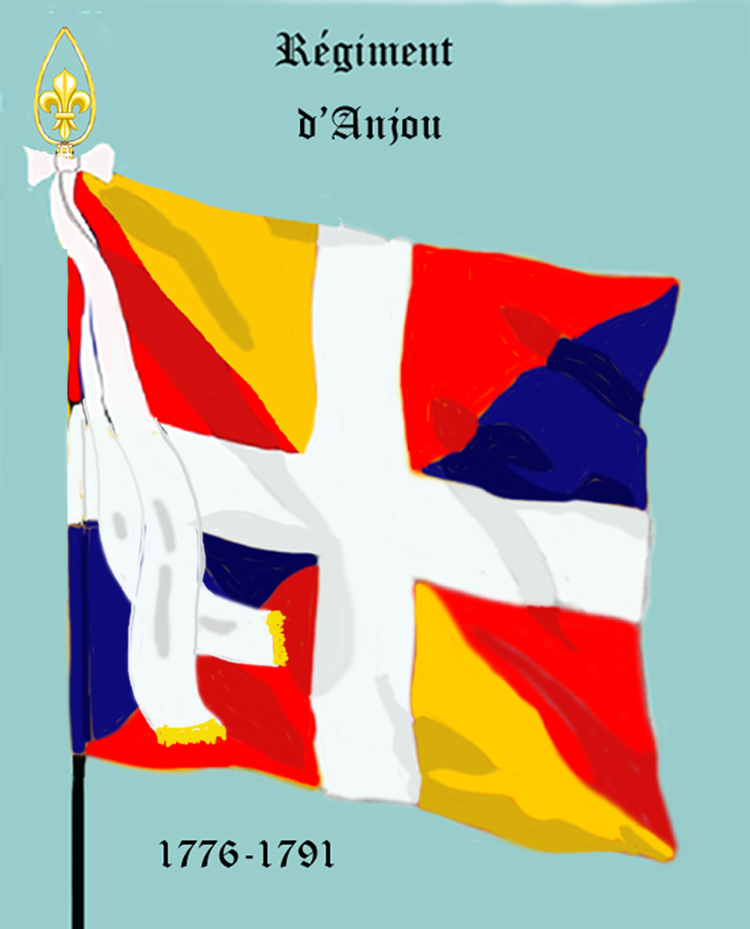
de 1775 à 1791
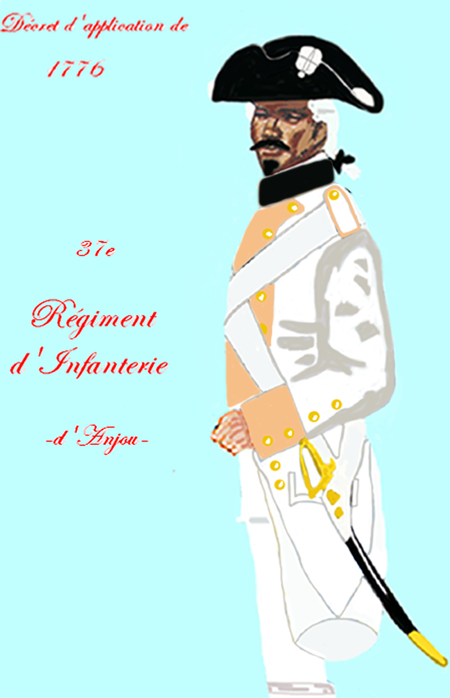
de 1776 à 1779
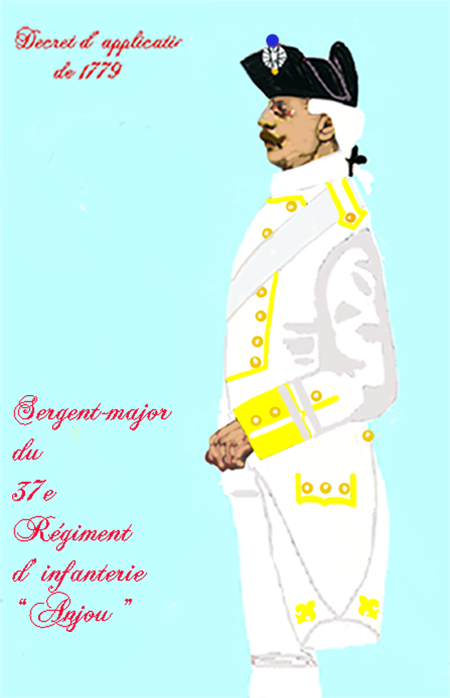
de 1779 à 1791
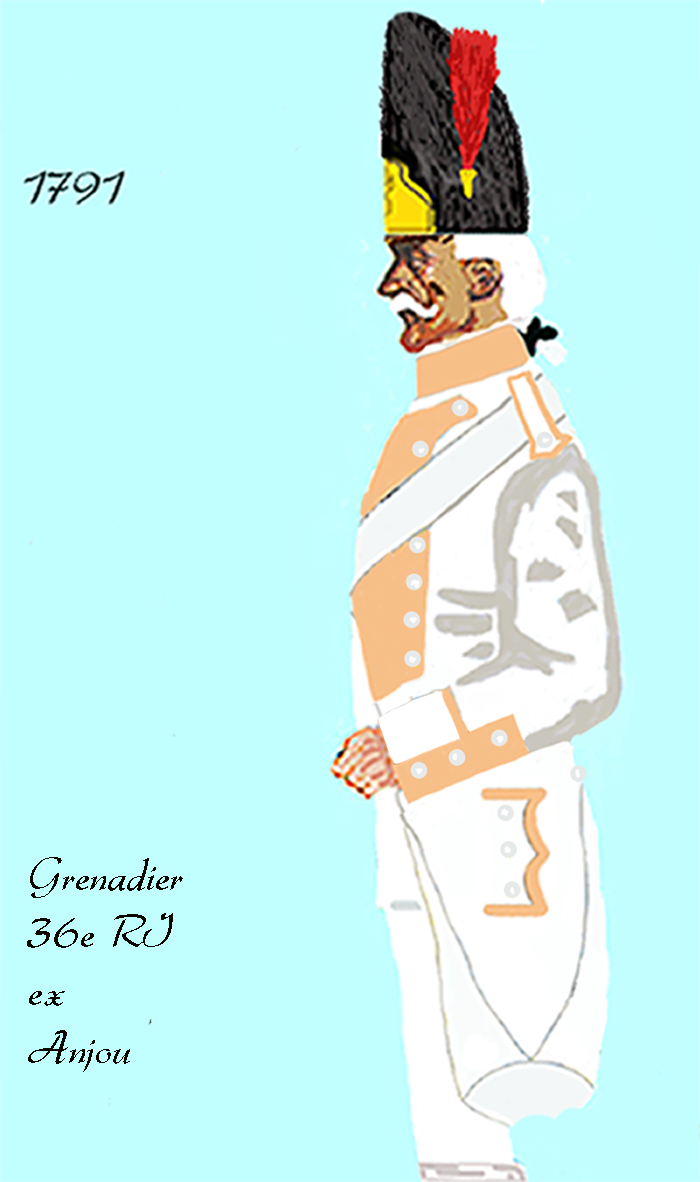
grenadier de 1791 à 1794

## Régiment d'Anjou-Étranger
- Régiment d'Anjou-Étranger

C'est l'ancien régiment de Mazarin-Italien, qui est renommé « régiment d'Anjou-Étranger » en 1651 et qui prend le titre de régiment d'Orléans en 1660.

Régiment d'Anjou-Étranger
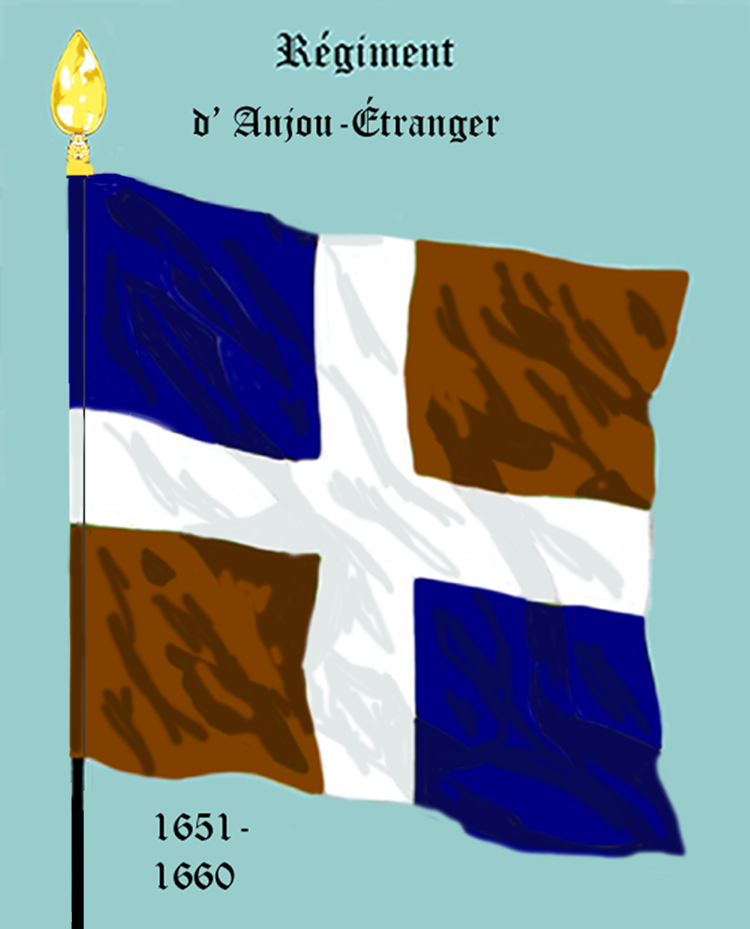
de 1651 à 1660

## Régiment d'Annevoux
- Régiment d'Annevoux

Le régiment est levé le 3 mars 1622 par Adrien du Drac, baron d'Annevoux pour participer à la répression de la rébellion des Huguenots. En 1622, il se trouve au siège de Montpellier et est réformé 14 février 1623. Rétabli le 29 avril 1625, il est réformé en mai 1625 après quelques semaines d'existence. Rétabli dans le cadre de la guerre de Trente Ans, le 26 octobre 1629, il sert en Champagne et participe aux prises de Vic et de Moyenvic en 1631. En1636 il se trouve au siège de Dôle et en 1637 aux prises d'Ivoy et de Damvillers ou il est mis en garnison après la prise de la ville. Il est donné le 4 juin 1649 à Armand de Bourbon-Condé, prince de Conti le régiment prend alors le nom de régiment de Conti.

## Régiment d'Annonay
- Régiment d'Annonay

Le régiment est levé le 17 juin 1625, sous ce titre, par la ville d'Annonay. Il sert en Languedoc et est réformé en mai 1626. Rétabli en 1629, il se trouve au siège de Privas et est licencié après la campagne.

## Régiment d'Ansignan
- Régiment d'Ansignan

Le régiment est levé le août 1625 par N. d'Ansignan dans le cadre de la répression de la deuxième rébellion huguenote. Il sert en Languedoc et est licencié en mai 1626 après la signature du traité de Paris.

## Régiment d'Antemari
- Régiment d'Antemari 

Ce régiment corse est levé le 3 mars 1622 par N. Antemari pour participer à la répression de la première rébellion huguenote. Il est mis en garnison à Bagnols-sur-Cèze puis il est licencié le 14 février 1623 après la paix de Montpellier.

## Régiment d'Antin
- Régiment d'Antin

C'est l'ancien régiment de Crussol, qui, engagé dans la guerre de Succession d'Espagne, est renommé « régiment d'Antin » le 3 décembre 1702 et qui prend le nom de régiment de Gondrin le 19 décembre 1703. Après avoir pris le nom de régiment de La Gervasais le 26 juillet 1712, est renommé « régiment d'Antin » le 10 mars 1734, pour reprendre le nom de régiment de Gondrin le 6 mars 1743.

Régiment d'Antin
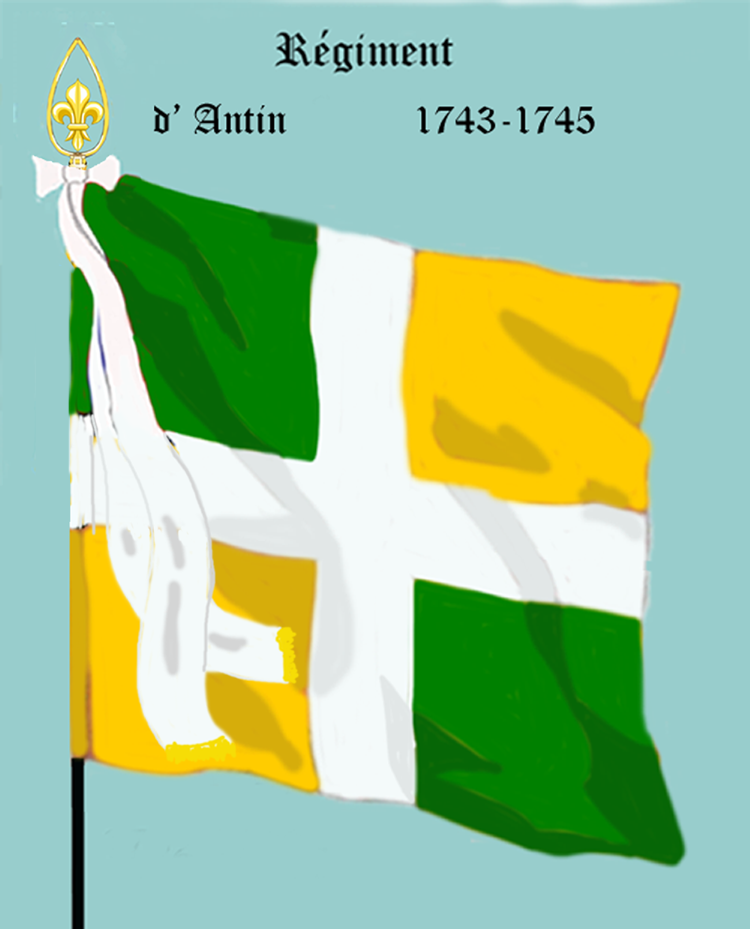
de 1743 à 1745

## Régiment d'Antragues
- Régiment d'Antragues

C'est l'ancien régiment de Varennes (1702-1703), qui est renommé « régiment d'Antragues » le 13 mai 1703 après avoir été donné à Victor de Montvalat, marquis d'Antragues. Engagé dans la guerre de Succession d'Espagne, il sert à l'armée de la Moselle, puis il passe en Flandre en 1706, participe à la bataille de Ramilies en 1706 et reste toujours dans les garnisons de Flandre jusqu'à la paix. Il est incorporé le 12 novembre 1714 dans le régiment de Boufflers-Rémiancourt (1713-1718)

## Régiment d'Aoste
- Régiment d'Aoste 

Ce régiment piémontais est admis le 24 octobre 1688 au service de France. Le 26 septembre 1690, après la défection du duc de Savoie Victor-Amédée, le régiment est cassé et incorporé dans le régiment de Montroux.

## Régiment d'Appelgrehn
- Régiment d'Appelgrehn 

C'est l'ancien régiment de Lenck, est renommé « régiment d'Appelgrehn » le 19 décembre 1734 après avoir été donné à Pierre Appelgrehn, et qui prend le titre de régiment Royal-Suédois le 19 décembre 1742 après avoir été donné à Josef Magnus Sparre, comte de Kronoberg.

Régiment d'Appelgrehn
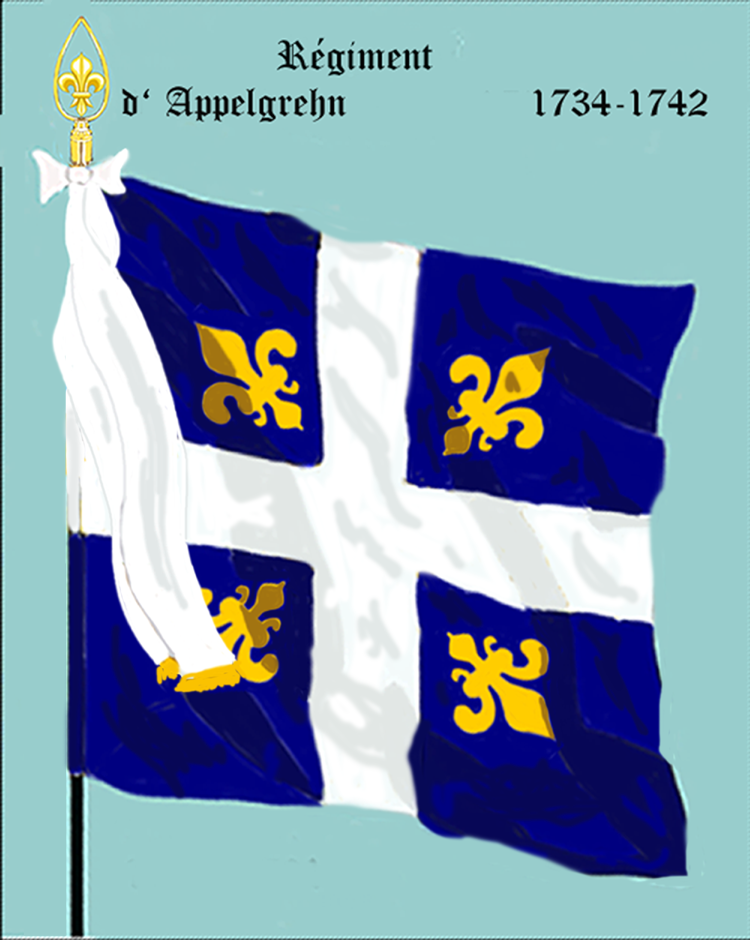
régiment d’Appelgrehn de 1734 à 1742
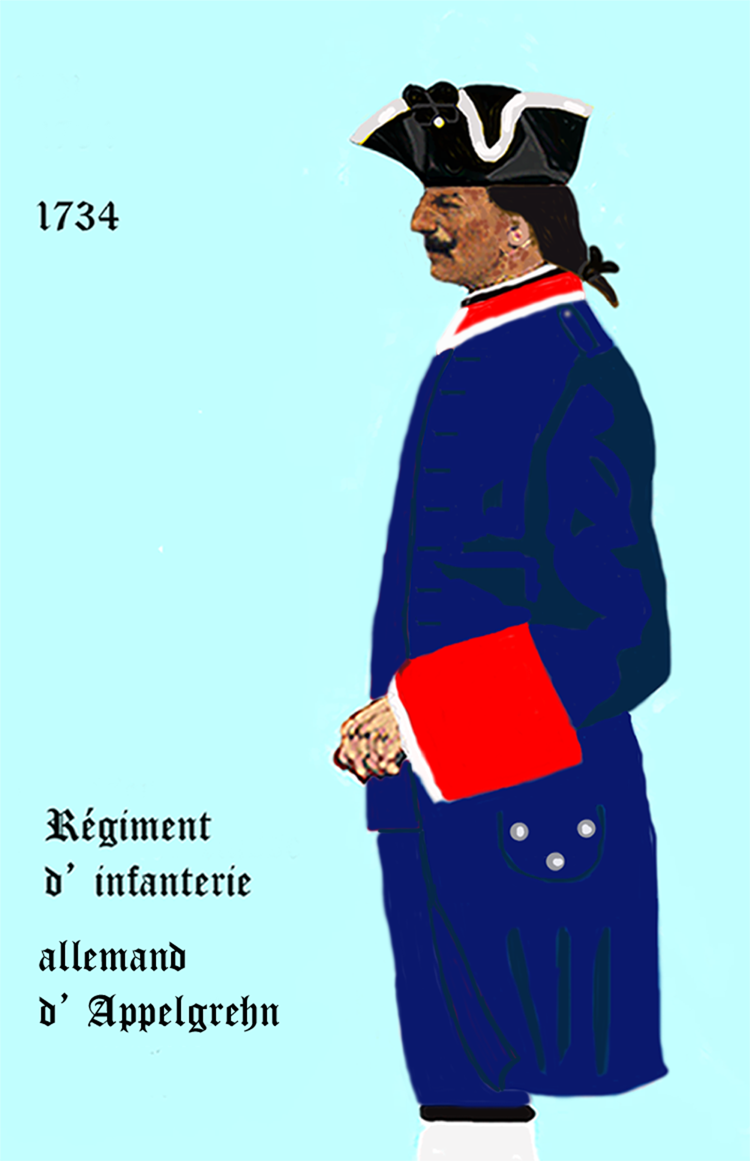
de 1734 à 1742

## Régiment d'Aquitaine
- Régiment d'Aquitaine

C'est l'ancien régiment d'Anjou (1671-1753), qui est renommé « régiment d'Aquitaine » en 1670. Le 10 décembre 1762 il reçoit l'incorporation du régiment de Berry (1684-1762). Par ordonnance royale du 26 avril 1775, les 2e et 4e bataillons du régiment forment le régiment d'Anjou. Par ordonnance du 30 janvier 1778, la compagnie de grenadiers du bataillon de garnison du régiment forme le régiment des grenadiers royaux de la Guyenne. Le « régiment d'Aquitaine » est devenu depuis la Révolution le 35e régiment d'infanterie de ligne.

Régiment d'Aquitaine
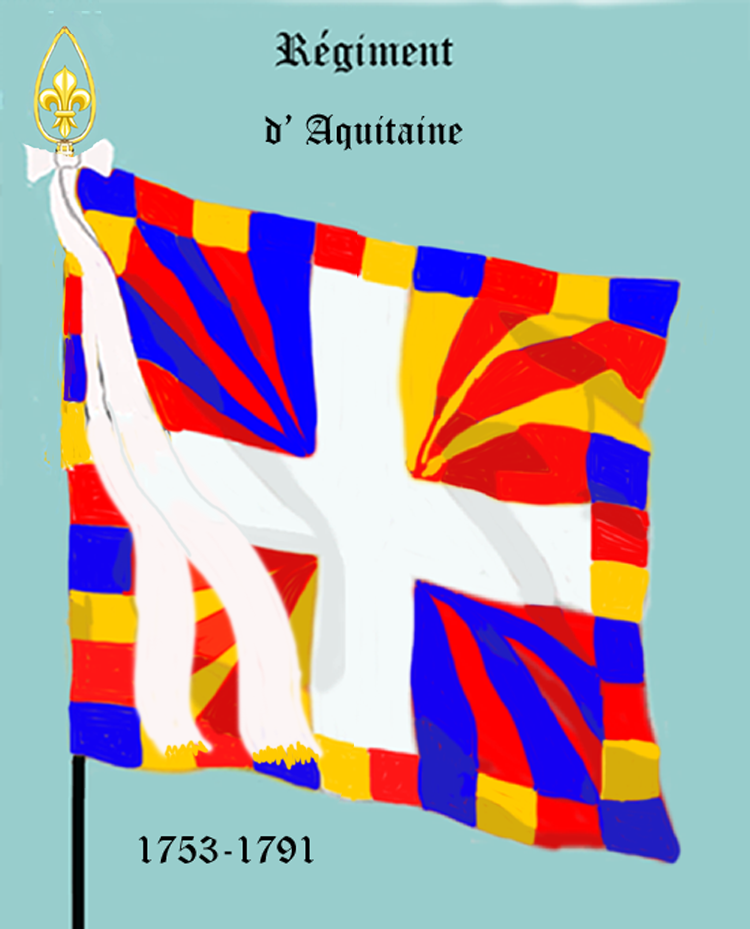
de 1753 à 1791
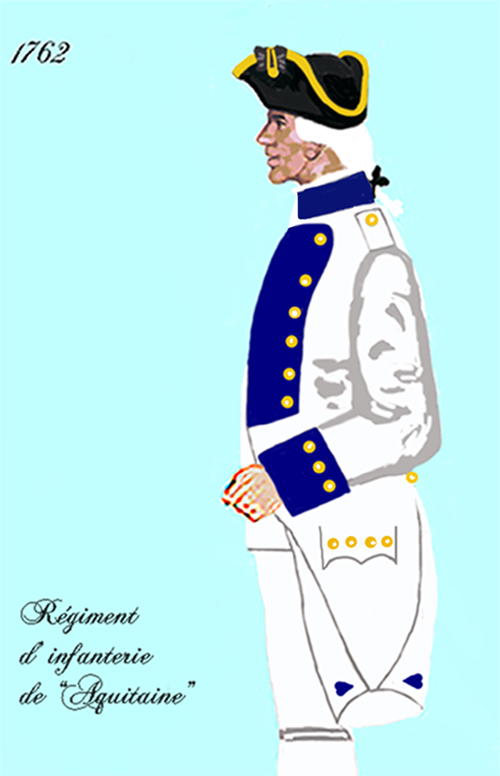
de 1762 à 1776
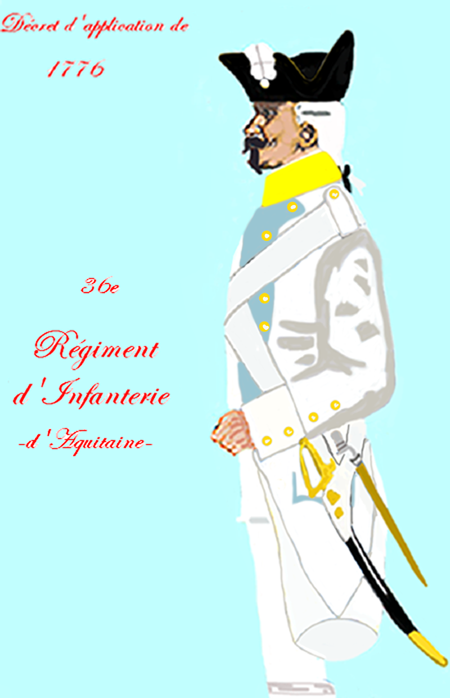
de 1776 à 1779
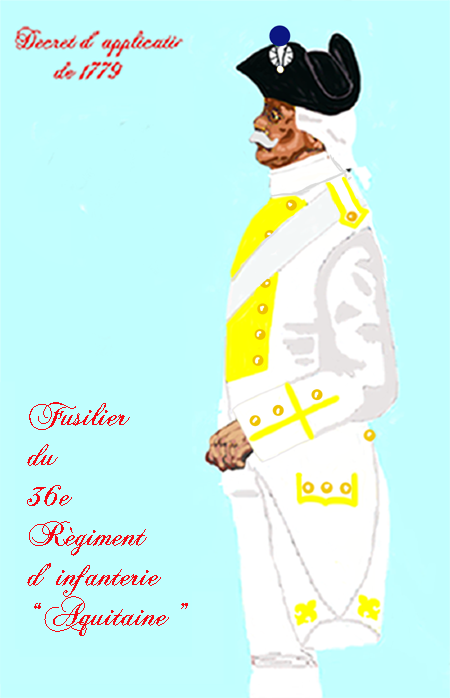
de 1779 à 1791
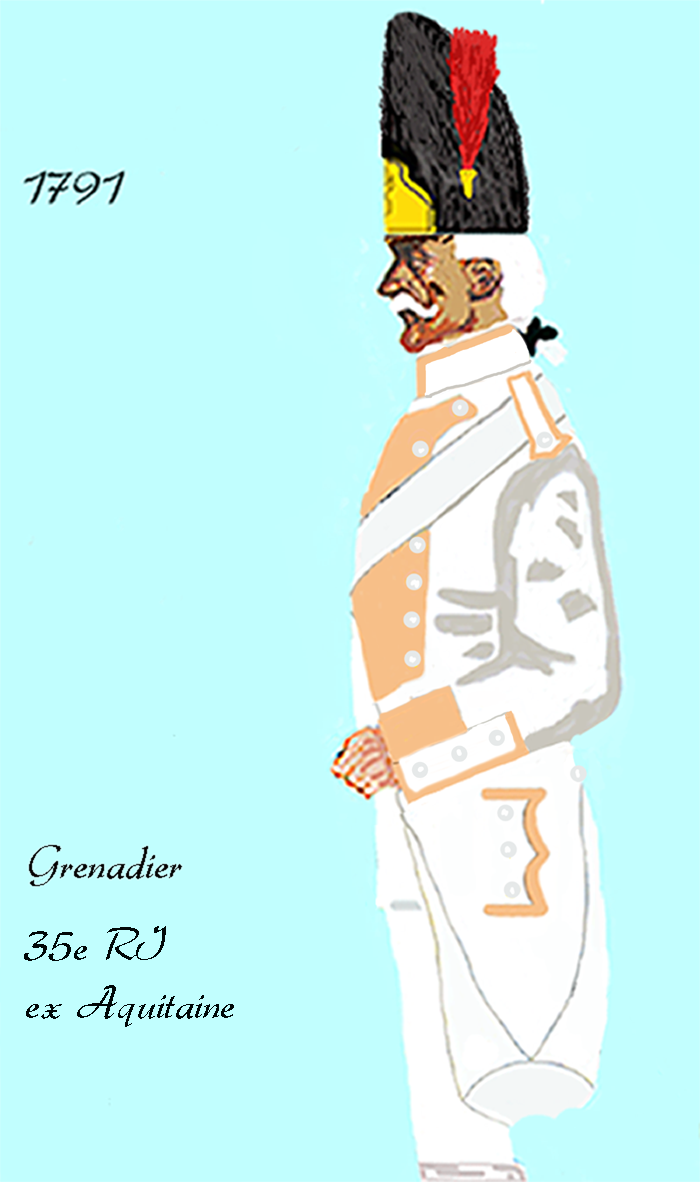
grenadier de 1791 à 1795

## Régiment d'Arbonnier
- Régiment d'Arbonnier 

C'est l'ancien régiment de Planta, qui est renommé « régiment d'Arbonnier » le 10 août 1760 et qui prend le nom de régiment de Jenner (1763-1774) en 1763.

Régiment d'Arbonnier
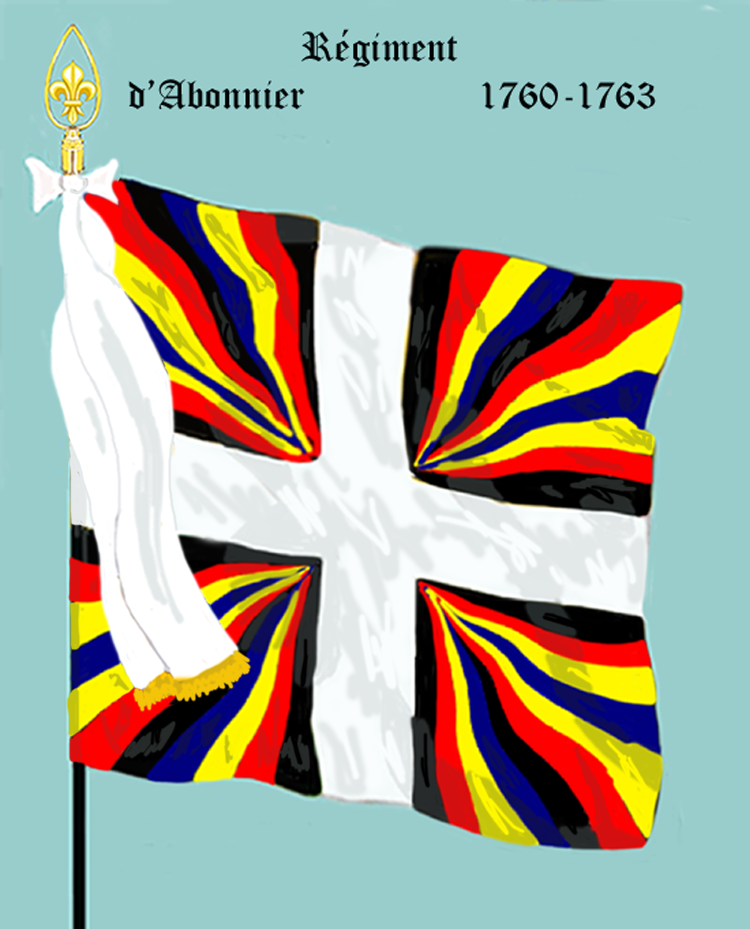
de 1760 à 1763
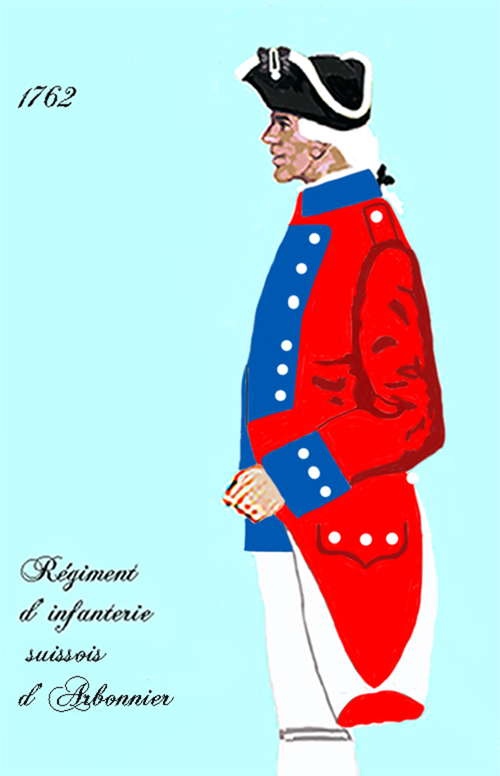
de 1762 à 1776

## Régiment d'Arcy
- Régiment d'Arcy

C'est l'ancien régiment de Duchay, qui est renommé « régiment d'Arcy » en 1709 après avoir été donné à N. d'Arcy. Dans le cadre de la guerre de Succession d'Espagne, il rejoint l'armée d'Espagne en 1713 et participe au siège de Barcelone en 1714. Il est licencié en janvier 1715 après les traités d'Utrecht.

## Régiment d'Ardelay
- Régiment d'Ardelay

C'est l'ancien régiment de Montluc, qui est cédé en 1567 à Jean de Bourdeilles, seigneur d'Ardelay, frère de Brantôme et renommé « régiment d'Ardelay ». Jean de Bourdeilles d'Ardelay, tué à la défense de Chartres en 1568, il est remplacé par Fabian de Montluc et redevenant régiment de Montluc.

## Régiment d'Ardenne
- Régiment d'Ardenne 

Ce régiment catalan est levé le 6 janvier 1647 par Joseph d'Ardenne d'Aragon, comte d'Illes dans le cadre de la guerre franco-espagnole. Il participe au siège de Lérida en 1647. Réformé en 1650, il est rétabli le 4 juillet 1656 sous le nom de régiment d'Illes. Il prend le nom de régiment de Moustaros après avoir été donné en 1649 à N. de Moustaros.

## Chasseurs des Ardennes
- Bataillon de Chasseurs des Ardennes également appelé Chasseurs des Ardennes

Voir à Chasseurs.

## Régiment d'Argelos
- Régiment d'Argelos également appelé régiment d'Arros d'Argelos[11]

Voir à Arros d'Argelos

## Régiment d'Argenson
- Régiment d'Argenson

C'est l'ancien régiment du Guast (1689-1695), qui est renommé « régiment d'Argenson » en 1695 après avoir été donné N. d'Argenson. Il est licencié le 30 décembre 1698.

## Régiment d'Argentan
- Régiment d'Argentan

C'est un régiment provincial qui est créé par ordonnance du 4 août 1771, en remplacement des milices provinciales. Ce régiment est formé des bataillons d'Argentan et de Falaise sous le commandement du vicomte Charles-François Hurault de Vibraye. Le régiment est supprimé en 1774.

## Régiment d'Arginy (1692-1698)
- Régiment d'Arginy (1692-1698) également appelé régiment de Limoges

C'est l'ancien régiment de Desmoulins, qui est renommé « régiment d'Arginy » en 1692 après avoir été donné à Antoine Camus, comte d'Arginy. Dans le cadre de la guerre de la Ligue d'Augsbourg, il sert en Flandre. Il est licencié le 16 mai 1698.

## Régiment d'Arginy (1702-1706)
- Régiment d'Arginy (1702-1706)

Ce régiment est levé le 10 décembre 1702 par Antoine-Camus, comte d'Arginy. Engagé dans la guerre de Succession d'Espagne, il prend le nom de régiment d'Aubusson après avoir été donné en 1706 à N. d'Aubusson.

## Régiment d'Armagnac
- Régiment d'Armagnac

Le « régiment d'Armagnac » est formé sous ce titre, par ordonnance royale du 26 avril 1775, avec les 2e et 4e bataillons du régiment de Navarre. Par ordonnance du 30 janvier 1778, la compagnie de grenadiers du bataillon de garnison du régiment forme le régiment des grenadiers royaux de la Guyenne. Le « régiment d'Armagnac » est devenu depuis la Révolution le 6e régiment d'infanterie de ligne.
.

Régiment d'Armagnac
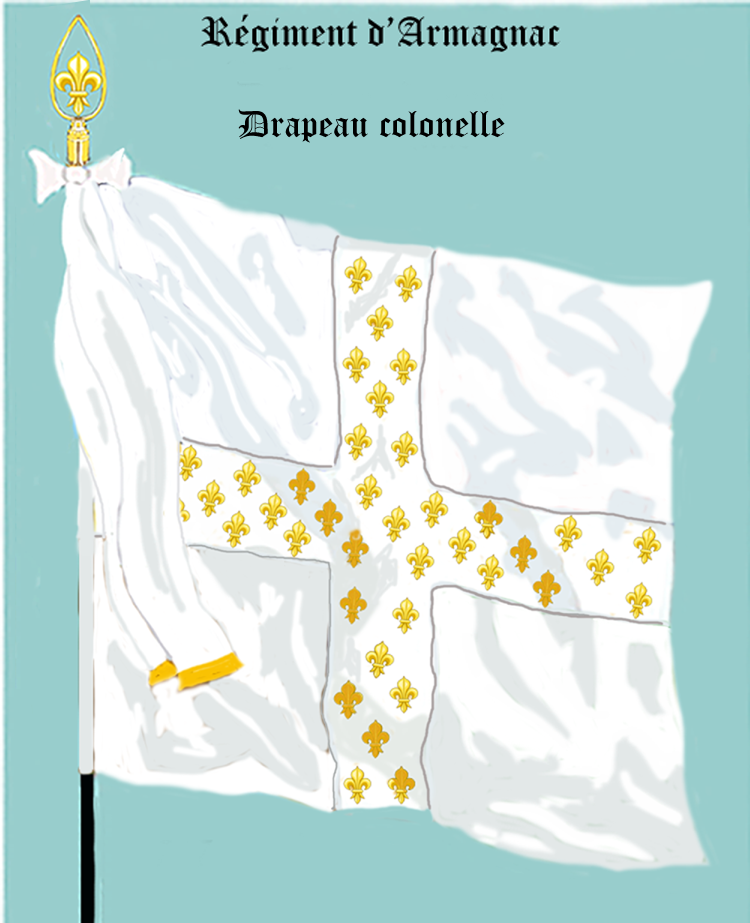
drapeau colonel de 1776 à 1791
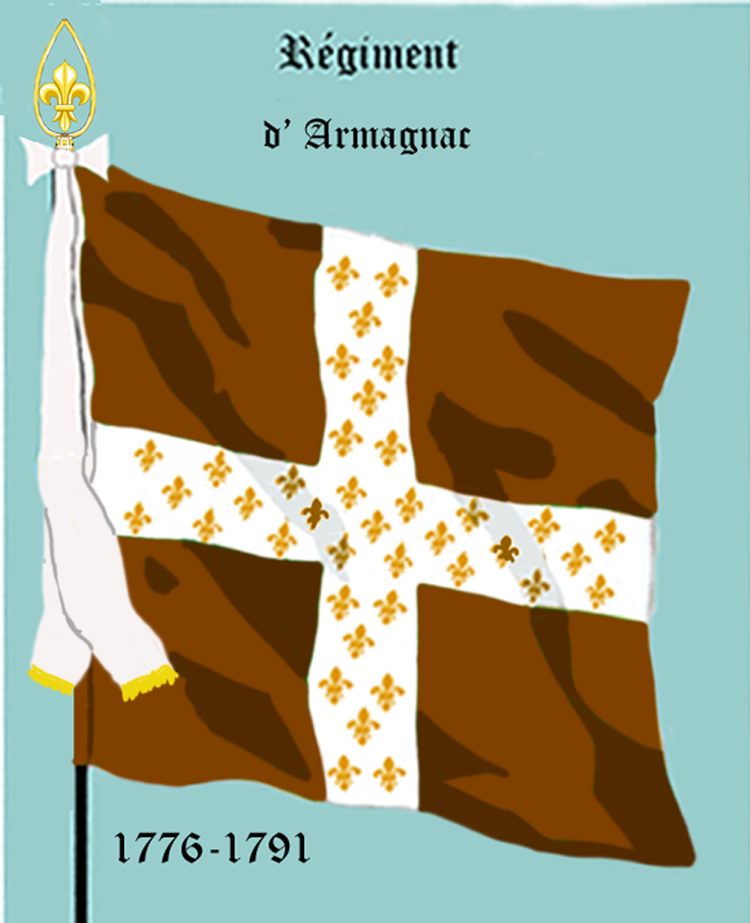
de 1776 à 1791
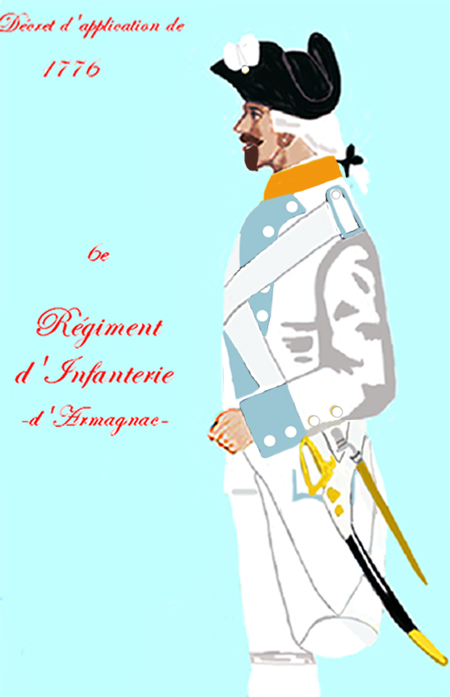
de 1776 à 1779
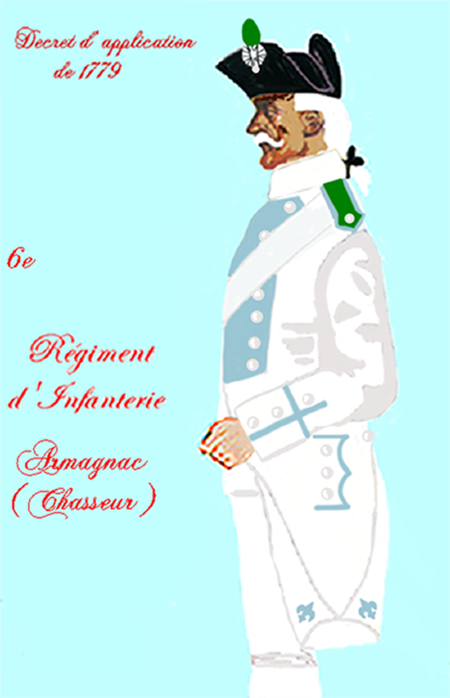
de 1779 à 1791
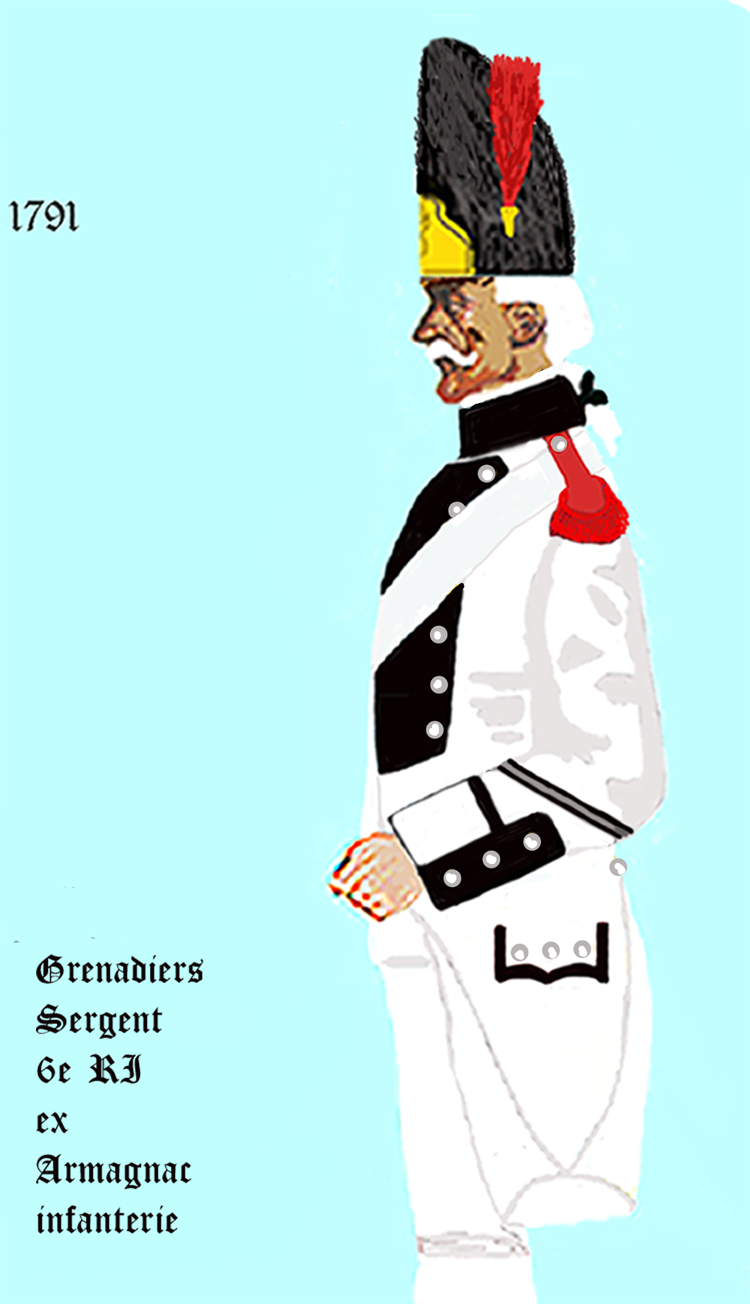
sergent grenadier de 1791 à 1795

## Régiment d'Arnaud
- Régiment d'Arnaud

Le régiment est levé le 17 août 1632 par Isaac Arnaud de Corbeville. Il participe à la bataille de Castelnaudary puis il rejoint l'armée d'Allemagne en 1633 avec laquelle il se trouve à la prise de Philisbourg, où il est mis en garnison en 1634. Il est augmenté à la même époque de six compagnies allemandes mais il est fait prisonnier dans Philisbourg le 24 janvier 1635, il est conduit à Heilbronn et licencié.

## Régiment d'Arpajon (1621-1626)
- Régiment d'Arpajon (1621-1626)

Le régiment est levé le 7 juillet 1621 par Louis, duc d'Arpajon, dans le cadre de la répression organisée contre les Huguenots. Il participe au siège de Montauban et il est réformé après le siège. Rétabli le 28 novembre 1625 dans le cadre de la deuxième rébellion huguenotes, il est licencié le 26 mai 1626.

## Régiment d'Arpajon (1652-1652)
- Régiment d'Arpajon (1652-1652)

Ce régiment est levé en 10 octobre 1652, sur le pied de dix compagnies par Louis, duc d'Arpajon. Il est licencié la même année.

## Arquebusiers de Grassin
- Régiment d'Arquebusiers de Grassin également appelé Arquebusiers de Grassin

Cette unité est formée le 1er janvier 1744 à Verdun par Simon-Claude de Glatigny de Grassin, capitaine du régiment de Picardie, et constitué le 20 mai 1745 sur le pied de 1 500 hommes, dont 546 à cheval. Engagé dans la guerre de Succession d'Autriche, il participe aux sièges de Menin et d'Ypres en 1744, à la bataille de Fontenoy au siège de Tournai, à la bataille de Melle, où il fait des merveilles, à la prise de Gand en 1745, à la prise de Louvain en 1746, à la bataille de Rocoux durant laquelle il y culbute la cavalerie hollandaise, à la bataille de Lauffeld et au siège de Berg-op-Zoom en 1747] Il est incorporé le 1er août 1749 dans le régiment des Volontaires de Flandre. Le « régiment d'Arquebusiers de Grassin » portait l'habit bleu de roi bordé de peau blanche; parements de panne noire bordés de même, boutons de cuivre, collet et veste garance, culotte bleue, guêtres de toile grise, bonnet rouge bordé de bleu avec plaque de cuivre sur le devant, plume blanche, cocarde bleue et rouge. L'armement consistait en fusil à baïonnette et sabre d'abordage.

Arquebusiers de Grassin
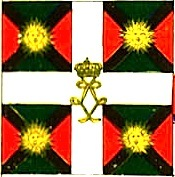
XVIIIe siècle
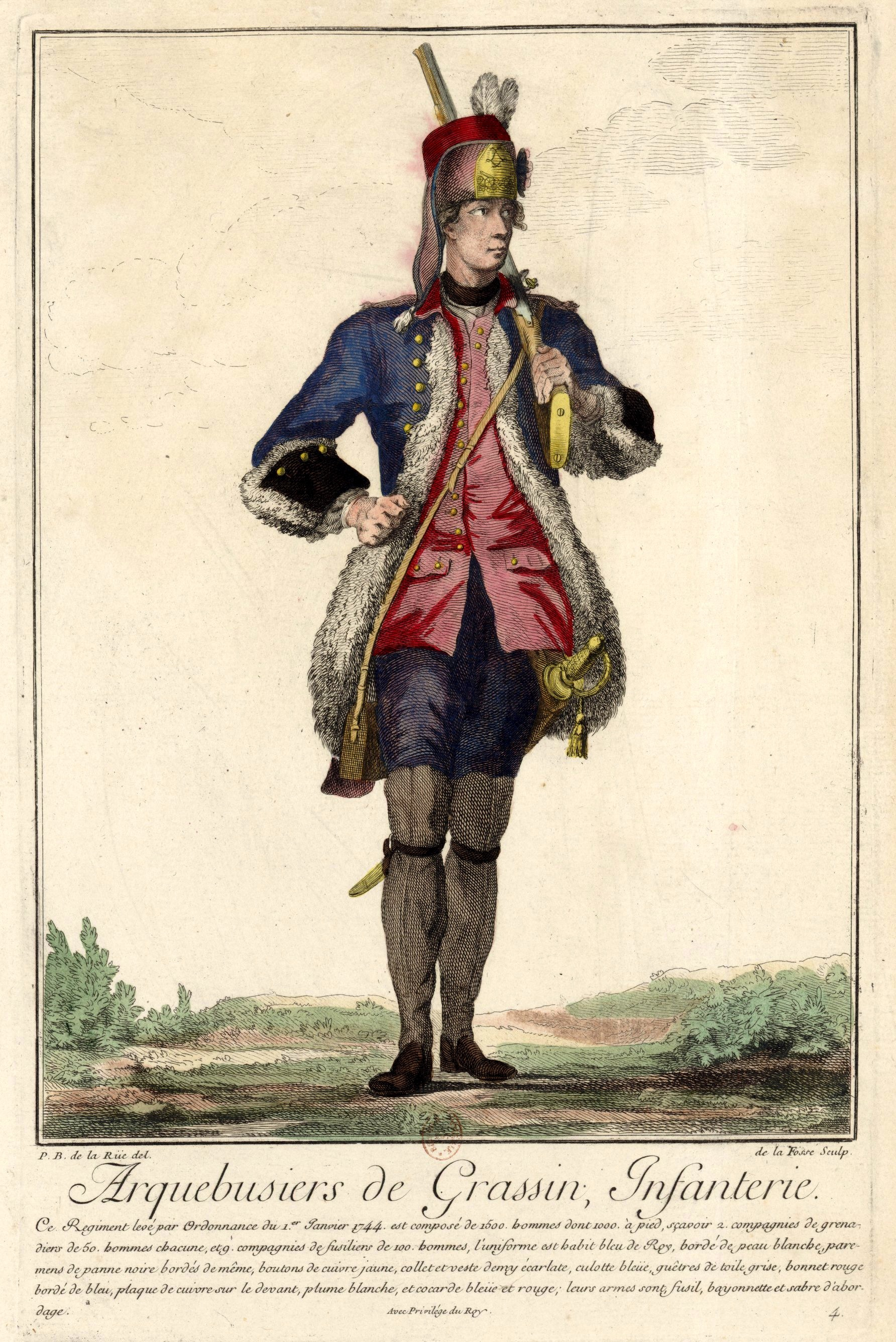
Infanterie
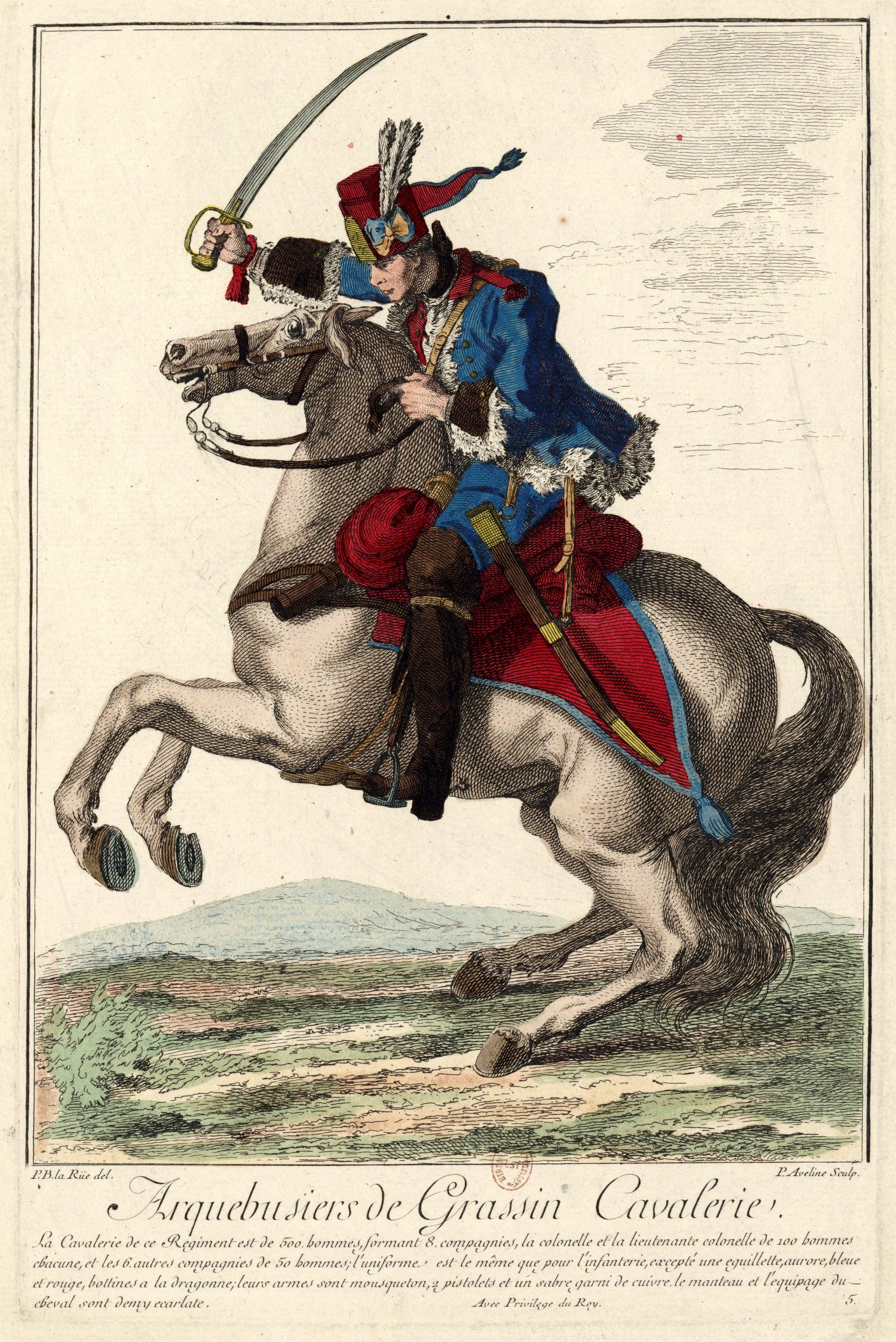
Cavalerie

## Arquebusiers de Roussillon
- Régiment d'Arquebusiers de Roussillon également appelé Arquebusiers de Roussillon[12]

C'est l'ancien régiment des Fusiliers de Montagnes, qui après avoir été réformé le 13 décembre 1713, est rétabli le 1er février 1719 par le colonel Bonaventure d'Ortaffa de Villeplana, qui a la charge d'Inspecteur de cette nouvelle espèce de troupes légères, sous le titre de « régiment d'Arquebusiers de Roussillon ». Engagé dans la guerre de la Quadruple-Alliance, il sert à l'armée des Pyrénées puis de cordon sanitaire de Marseille en 1720 et 1721 et il est réformé le 19 décembre 1722. Dans le cadre de la guerre de Succession de Pologne, il est rétabli à quatre bataillons le 25 mars 1734 et affecté à l'armée d'Italie en 1735 et de nouveau réformé en janvier 1736. Rétabli à deux bataillons 12 février 1744 dans le cadre de la guerre de Succession d'Autriche, il reprend le 20 avril 1744 le titre de « régiment des Fusiliers de Montagnes ».

## Régiment d'Arras
- Régiment d'Arras

C'est un régiment provincial qui est créé par ordonnance du 4 août 1771, en remplacement des milices provinciales. Ce régiment est formé du 1er bataillon et du 2e bataillon d'Arras, sous le commandement du comte François Ferdinand de Lannoy. Le régiment est supprimé par ordonnance du 15 décembre 1775 qui fait disparaître les troupes provinciales.

## Régiment d'Arreger
- Régiment d'Arreger 

Ce régiment suisse est appelé le 15 avril 1589 et commandé par Laurent Arreger, de Soleure, pour la huitième guerre de Religion. Le régiment sert d'abord en Savoie et arrive, le 10 juillet 1589 devant Paris puis est engagé à la bataille d'Arques. En 1590, il participe à la bataille d'Ivry et est congédié en 1591 à l'exception d'une compagnie qui entre dans la [garde du Roi. Ce régiment et les [régiments de Hartmanis, de Fischer et de Grissach faisaient partie de la capitulation négociée par Nicolas de Harlay de Sancy, à Ivry, qui y engagea le fameux diamant acquis par lui du roi de Portugal, et qui est resté connu sous le nom de Sancy.

## Régiment d'Arros d'Argelos
- Régiment d'Arros également appelé régiment d'Argelos et régiment d'Arros d'Argelos

C'est l'ancien régiment de Grandlieu, qui est renommé « régiment d'Arros » après avoir été donné le 3 septembre 1710 à Jean-Armand, comte d'Arros d'Argelos. Engagé dans la guerre de Succession d'Espagne il prend le nom de régiment de Deshayes après avoir été donné le 20 février 1712 à N. Deshayes.

## Régiment d'Artagnan (1697-1698)
- Régiment d'Artagnan (1697-1698) également écrit régiment d'Artaignan

Ce régiment est formé le 22 janvier 1697 de treize compagnies franches en garnison à Arras, par Pierre de Montesquiou, comte d'Artagnan. Engagé dans la guerre de la Ligue d'Augsbourg, il sert dans l'armée de Flandre. Il est réformé le 30 décembre 1698.

## Régiment d'Artagnan (1709-1714)
- Régiment d'Artagnan (1709-1714) également écrit régiment d'Artaignan

C'est l'ancien régiment de La Motte, qui est renommé « régiment d'Artagnan » après avoir été donné le 10 décembre 1709 à Louis de Montesquiou, chevalier d'Artagnan. Engagé dans la guerre de Succession d'Espagne, il participe à la défense de Béthune en 1710, à la siège de Bouchain en 1711, à la défense de Landrecies, et aux prises de Douai, du Quesnoy et de Bouchain en 1712. Il est licencié le 29 octobre 1714.

## Régiment d'Artagnan-Montesquiou (1702-1714)
- Régiment d'Artagnan-Montesquiou (1702-1714) également écrit régiment d'Artaignan

Ce régiment est levé le 3 septembre 1702 par Pierre de Montesquiou, comte d'Artaignan. Engagé dans la guerre de Succession d'Espagne, il sert dans l'armée de Flandre et est donné le 30 mars 1704 à Pierre-Paul de Montesquiou, comte d'Artaignan. Engagé dans la guerre de Succession d'Espagne, il se trouve à la défense de Namur et au siège d'Huy en 1705, à la bataille de Ramillies en 1706 durant laquelle il y est fait prisonnier. Echangé en 1707, il est envoyé en Espagne et revient en Flandre en 1709, participe à la défense de Tournai (en) en 1709, à la défense de Béthune en 1710, à la bataille d'Arleux en 1711, à la bataille de Denain, et aux sièges de Marchiennes, de Douai, du Quesnoy et de Bouchain en 1712. Il est incorporé le 17 janvier 1714 dans le régiment de Tallard.

## Régiments d'Artillerie
Régiments d'Artillerie
Voir au nom du régiment.

## Régiment des Grenadiers-Royaux de l'Artois
- Régiment des Grenadiers-Royaux de l'Artois

Voir à Grenadiers

## Régiment d'Artois (1667-1673)
- Régiment d'Artois (1667-1673)

C'est l'ancien régiment de La Reine-Mère, qui prend le titre de « régiment d'Artois » en 1667 puis celui de régiment de La Couronne en 1673.

Régiment d'Artois (1667-1673)
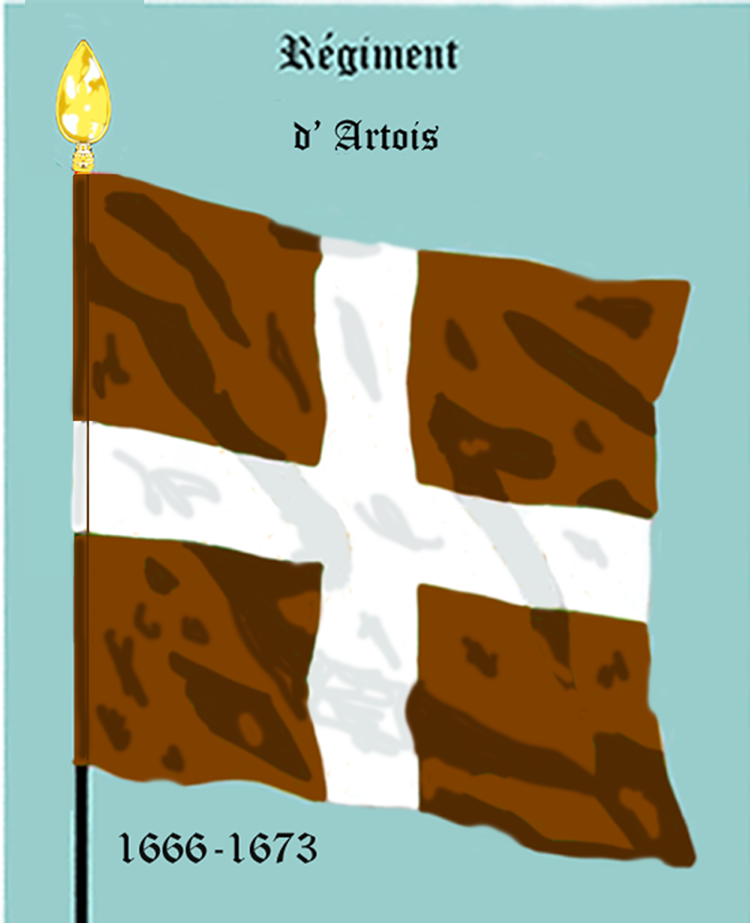
de 1666 à 1673

## Régiment d'Artois
- Régiment d'Artois

C'est l'ancien régiment de Châteauneuf, qui est renommé « régiment d'Artois » en 1673. Un bataillon du régiment qui se trouvait dans les colonies de la mer des Indes est amalgamé, le 18 août 1772, avec des détachements des régiments Royal-Comtois, régiments de Clare et de Normandie pour former les régiments coloniaux de l'Île-de-France et de l'Île-de-Bourbon. Par ordonnance du 30 janvier 1778, la compagnie de grenadiers du bataillon de garnison du régiment forme le régiment des grenadiers royaux de la Picardie. Le « régiment d'Artois » est devenu depuis la Révolution le 48e régiment d'infanterie de ligne. En 1671, le colonel du « régiment d'Artois », Pierre Félix de La Croix de Chevrières, comte de Saint-Vallier, vendit au roi le rang de son régiment (et par conséquent sa part de gloire, que récupéra le régiment du Roi), pour une somme d'argent et un brevet de capitaine des Gardes de la Porte. Voilà pourquoi le « régiment d'Artois », un des plus anciens corps de l'infanterie française, se trouvait en 1791 relégué au 48e rang.

Régiment d'Artois
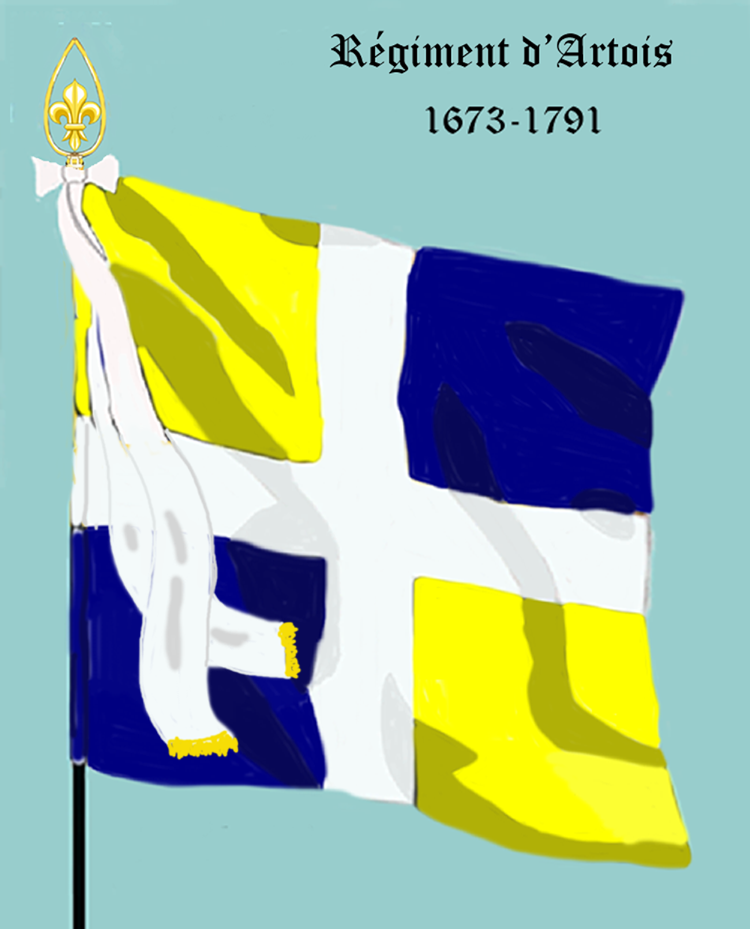
de 1673 à 1691
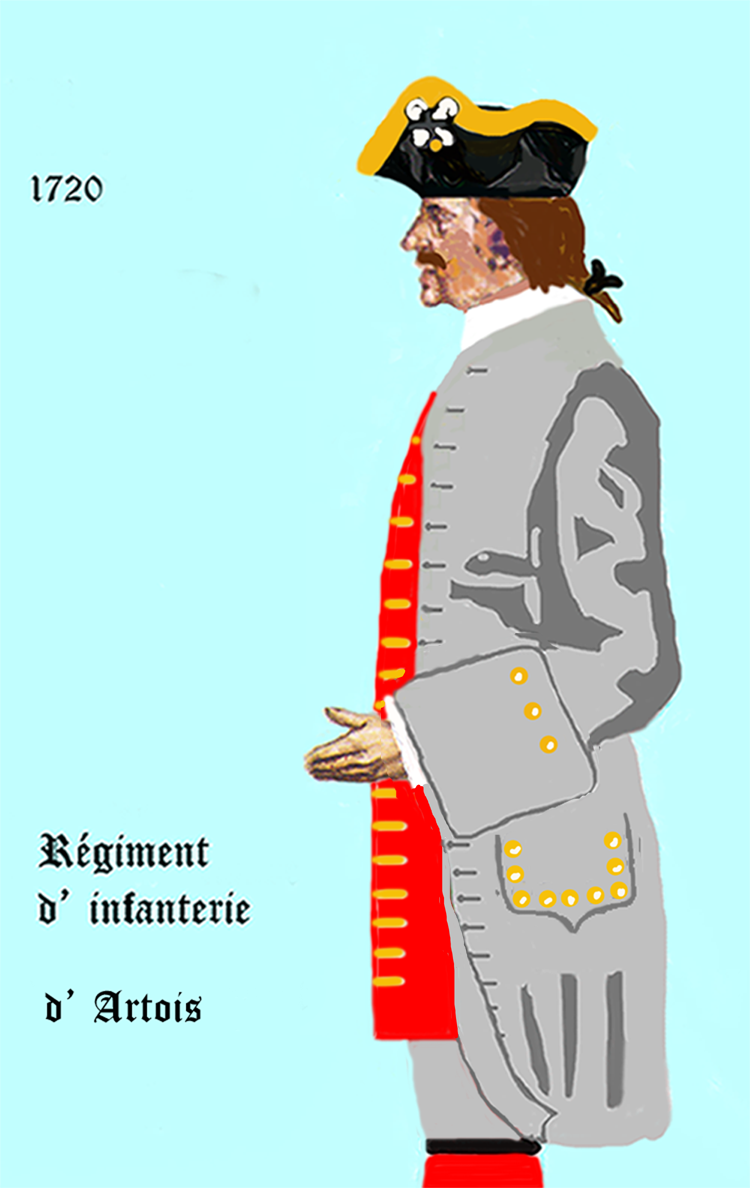
de 1720 à 1734
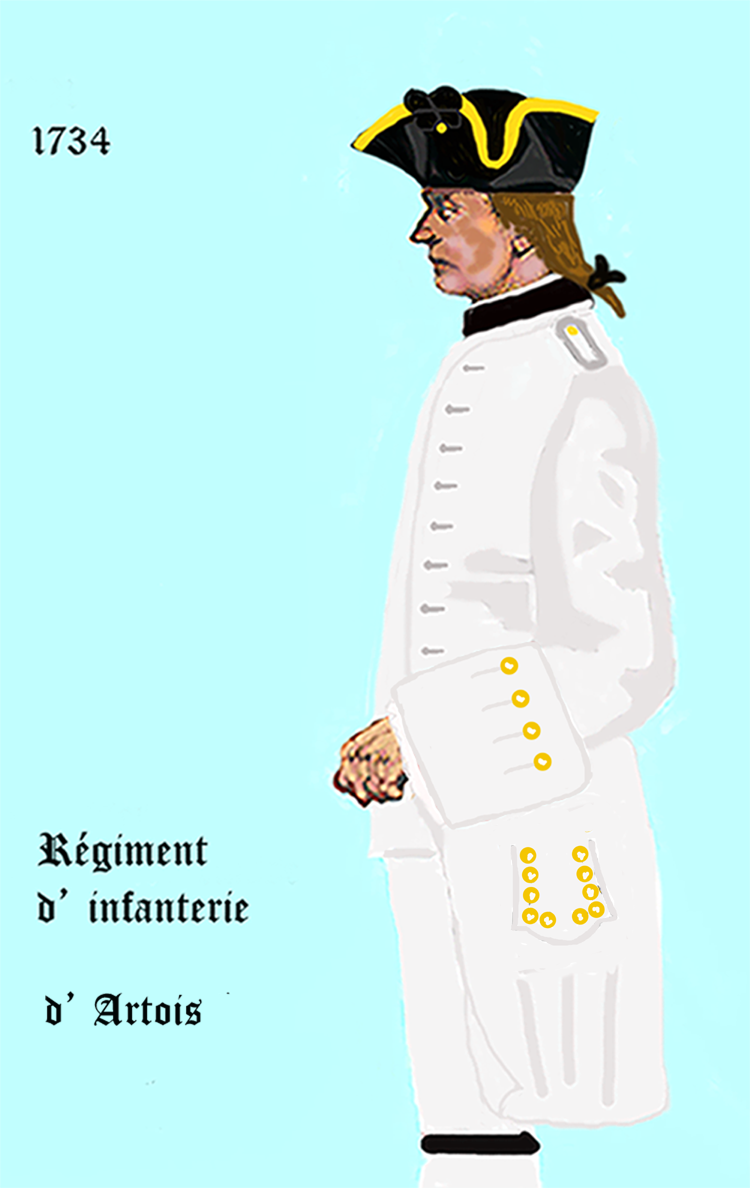
de 1734 à 1762
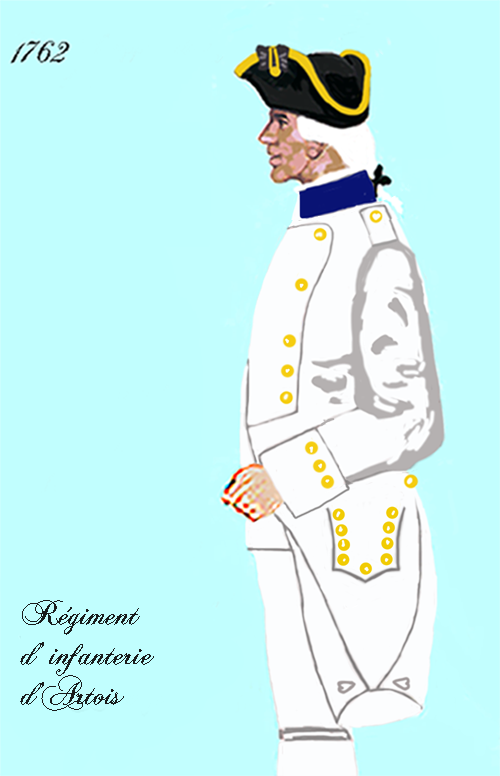
de 1762 à 1776
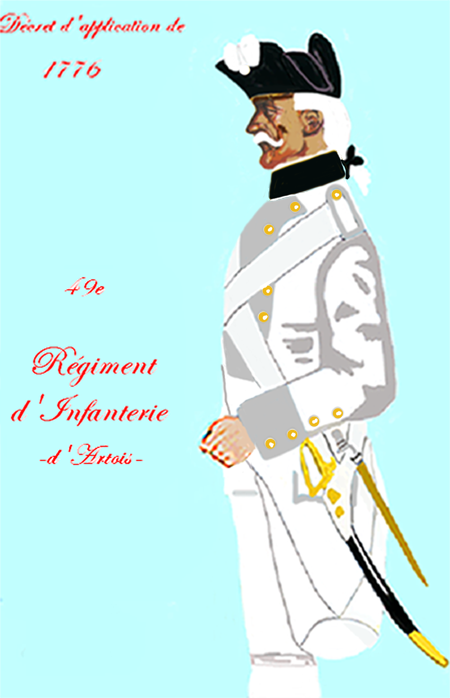
de 1776 à 1779
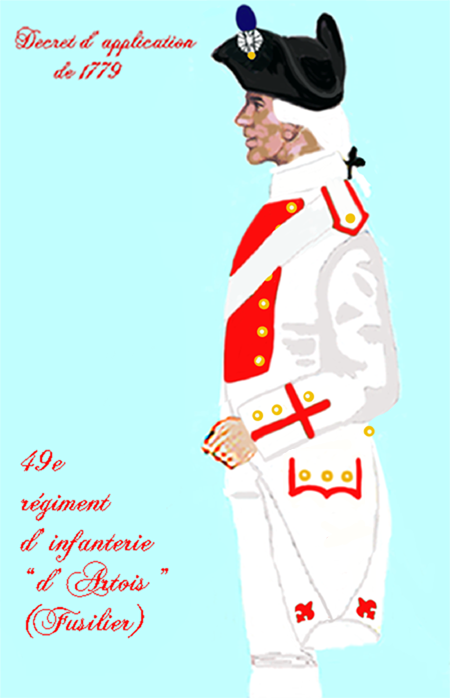
de 1779 à 1786
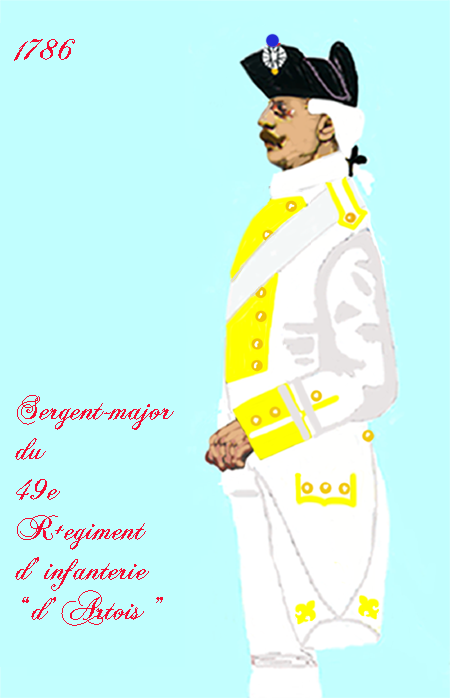
de 1786 à 1791
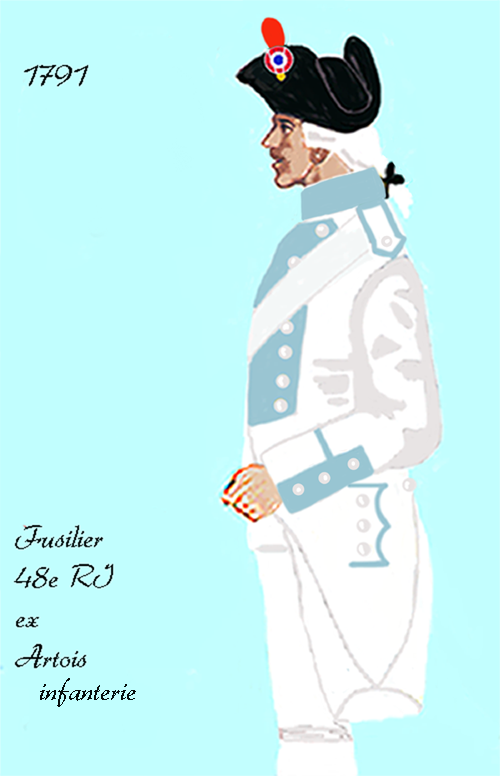
de 1791 à 1794

## Régiment d'Arville
- Régiment d'Arville

C'est l'ancien régiment de Montfort (1702-1706), qui est renommé « régiment d'Arville » après avoir été donné le 3 février 1706 à Jérôme-Augustin de Boisset, marquis d'Arville. Engagé dans la guerre de Succession d'Espagne il sert dans l'armée de Flandre en 1706 et se trouve à la défense d'Ostende en 1706. Il prend le nom de régiment de Duprat après avoir été donné en 1708 à N. de Duprat.

## Régiment d'Asnières
- Régiment d'Asnières 

C'est un régiment protestant, formé en septembre 1568, dans le cadre de la troisième guerre de Religion, par N. d'Asnières. Il sert en Saintonge et participe, en 1569, au siège de Cognac puis l'année suivante au siège de Pons. Il est licencié le 8 août 1570 à la paix de Saint-Germain-en-Laye. Agrippa d'Aubigné, qui était enseigne dans ce régiment, y commande les enfants perdus.

## Régiment d'Assigny
- Régiment d'Assigny

Ce régiment passe le 1er février 1707 de la solde de l'Espagne à celle de France. Sous le commandement du colonel N. de Cossé marquis d'Assigny, il est engagé dans la guerre de Succession d'Espagne et sert dans l'armée de Flandre. Il prend le nom de régiment de Scépeaux après avoir été donné en 1708 à N. de Beaupréau, marquis de Scépeaux.

## Régiment d'Astour
- Régiment d'Astour

C'est l'ancien régiment de Conflans-Ménars (1702-1708), qui est renommé « régiment d'Astour » après avoir été donné le 1er décembre 1708 à N. d'Astour. Engagé dans la guerre de Succession d'Espagne, il participe à la bataille d'Arleux en juillet 1711 durant laquelle le colonel y est dangereusement blessé. Il prend le nom de régiment d'Hernoton en août 1711 après avoir été donné à N. d'Hernoton.

## Régiment d'Atlhone
- Régiment d'Atlhone 

Le régiment d'Atlhone, arrive en France en 1689 et il passe au service de la France en septembre 1691. Engagé dans la guerre de la Ligue d'Augsbourg il sert sur les côtes de Normandie en 1692, à l'armée d'Italie en 1693 puis il est mis en garnison à Pignerol. Il prend le nom de régiment de Bourke en 1694 après avoir été donné à Walter, comte Bourke.

## Régiment d'Attichy
- Régiment d'Attichy 

Ce régiment savoisien est levé le 26 octobre 1629, par N. d'Attichy dans le cadre de la guerre de Succession de Mantoue. Affecté à l'armée de Piémont, il est licencié en 1630.

## Régiment d'Aubeterre (1588-1588)
- Régiment d'Aubeterre (1588-1588)

Ce régiment est levé en 1588, en Guyenne, par David Bouchard, vicomte d'Aubeterre, dans le cadre de la huitième guerre de Religion. Il est licencié la même année.

## Régiment d'Aubeterre (1635-1644)
- Régiment d'Aubeterre (1635-1644)

Le régiment est levé le 20 mars 1635 par François d'Esparbès de Lussan, comte d'Aubeterre dans le cadre de la guerre de Trente Ans. En 1635], il participe à la prise de Saint-Mihiel puis à la reprise de Corbie en 1636, ai siège de Saint-Omer en 1638, au siège et à la bataille de Thionville en 1639, au siège d'Arras en 1640, aux sièges d'Aire, de la Bassée et de Bapaume en 1641, à la bataille de Honnecourt en 1642, à la bataille de Rocroi et à la prise de Thionville en 1643 et à la bataille de Fribourg en 1644 durant laquelle il est détruit. Il est rétabli par Louis d'Esparbès de Lussan de La Serre-Aubeterre le 14 mars 1645 sous le nom de régiment de La Serre-Aubeterre

## Régiment d'Aubeterre (1743-1745)
- Régiment d'Aubeterre (1743-1745)

C'est l'ancien régiment de Rochechouart (1734-1743), qui est renommé « régiment d'Aubeterre » le 6 mars 1743 après avoir été donné à Jean-Baptiste Charles Hubert Bouchard d'Esparbès de Lussan, chevalier d'Aubeterre et qui prend le nom de régiment de Rohan-Montbazon le 26 mai 1745.

Régiment d'Aubeterre
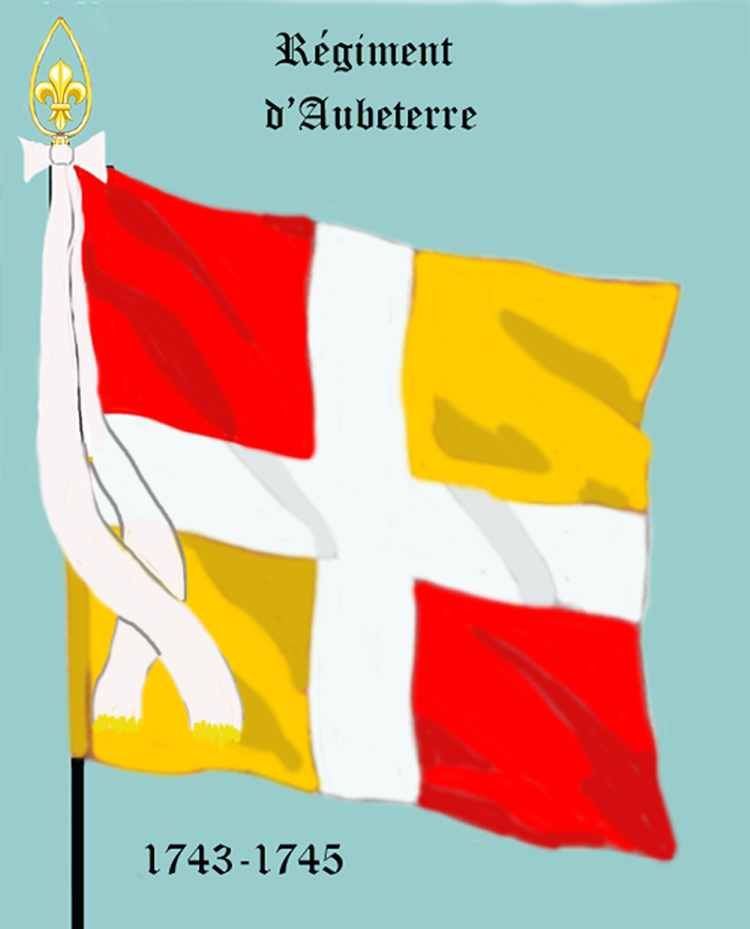
de 1743 à 1745

## Régiment d'Aubigné (1585-1587)
- Régiment d'Aubigné (1585-1587) 

C'est un régiment protestant, levé en juin 1585, dans le cadre de la huitième guerre de Religion, par Théodore Agrippa d'Aubigné. En 1585, il participe au siège de Brouage et est mis en garnison à l'île d'Oléron en 1586. Il est licencié en 1587.

## Régiment d'Aubigné (1615-1615)
- Régiment d'Aubigné (1615-1615)

Ce régiment est levé en août 1615, pour le prince de Condé, par Constant d'Aubigné. Il est licencié la même année.

## Régiment d'Aubigné (1702-1705)
- Régiment d'Aubigné (1702-1705)

Ce régiment est levé le 10 décembre 1702, par Louis-François, comte d'Aubigné de Tigny. Engagé dans la guerre de Succession d'Espagne il sert dans l'armée de Flandre. Il prend le nom de régiment de Nogaret (1705-1714) après avoir été donné le 24 septembre 1705 à François Louet de Calvisson, marquis de Nogaret.

## Régiment d'Aubusson
- Régiment d'Aubusson

C'est l'ancien régiment d'Arginy (1702-1706), qui est renommé « régiment d'Aubusson » après avoir été donné en 1706 à N. d'Aubusson. Engagé dans la guerre de Succession d'Espagne, il prend le nom de régiment de Varennes-Gournay après avoir été donné le 11 janvier 1708 à Jean-Baptiste de Varennes-Gournay.

## Régiment d'Auch
- Régiment d'Auch

C'est un régiment provincial qui est créé par ordonnance du 4 août 1771, en remplacement des milices provinciales. Ce régiment est formé des bataillons d'Auch, de Saint-Gaudens et de Saint-Sever sous le commandement du marquis Bernard de Faudoas,. Le régiment est supprimé par ordonnance du 15 décembre 1775 qui fait disparaître les troupes provinciales.

## Régiments des Grenadiers-Royaux d'Aulan
- Régiments des Grenadiers-Royaux d'Aulan

Voir à Grenadiers

## Régiment d'Aulbonne
- Régiment d'Aulbonne 

C'est l'ancien régiment de Jenner (1763-1774), qui est renommé « régiment d'Aulbonne » en 1774 et qui prend le nom de régiment de Châteauvieux en 1783.

Régiment d'Aulbonne
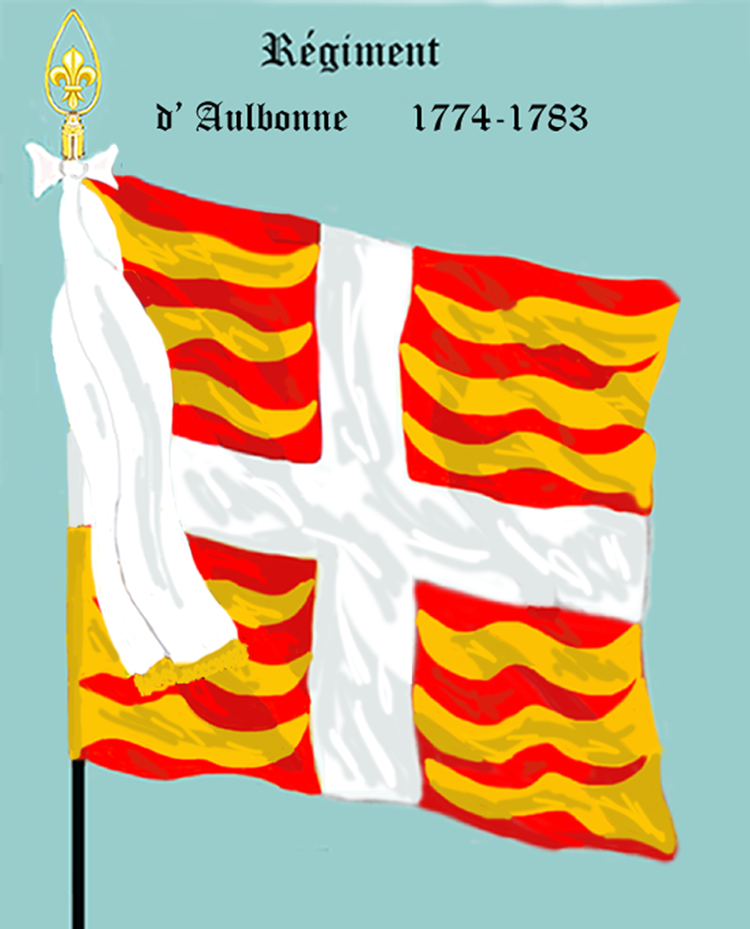
de 1774 à 1783
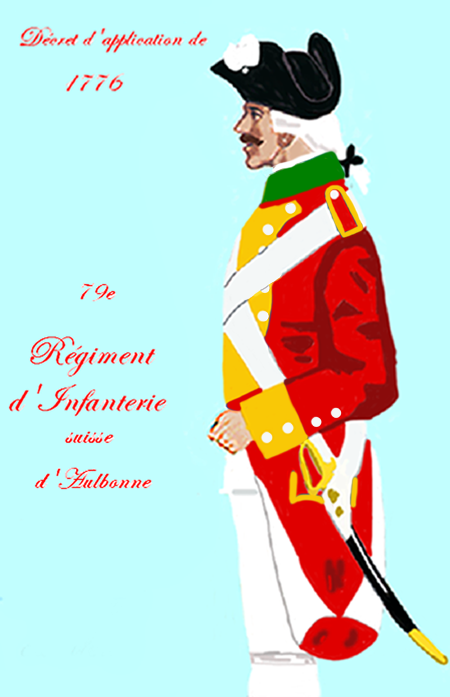
de 1776 à 1786

## Régiment d'Aumont (1639-1650)
- Régiment d'Aumont (1639-1650)

Ce régiment est levé le 15 janvier 1639 par Antoine, duc d'Aumont. Il reste dans les garnisons de la Picardie. Il est licencié après la bataille de Rethel, en décembre 1650.

## Régiment d'Aunay
- Régiment d'Aunay 

C'est l'ancien régiment Croÿ-Solre, qui est renommé « régiment d'Aunay » le 31 août 1709 après avoir été donné le 25 juillet 1700, à Jean-Charles de Mesgriguy, comte d'Aunay. Il participe, dans le cadre de la guerre de Succession d'Espagne à la défense des lignes de la Lauter en 1710 puis rejoint l'armée de Flandre, attaque d'Arleux en 1711, aux sièges de Douai, du Quesnoy et de Bouchain en 1712, aux sièges de Landau et de Fribourg en 1713. Il est incorporé le 15 novembre 1714 dans le régiment du duc de Maine également appelé régiment de Maine (1675-1736).

## Régiment d'Aunis (1650-1651)
- Régiment d'Aunis (1650-1651)

C'est l'ancien régiment du Daugnon, qui prend le titre de « régiment d'Aunis » en 1650. Il participe à la « défense des tours de La Rochelle » en 1651 puis il est licencié en décembre 1651.

## Régiment d'Aunis (1684-1749)
- Régiment d'Aunis (1684-1749)

Ce régiment est créé sous ce titre, le 22 septembre 1684, et donné à Armand-Scipion-Sidoine-Apollinaire-Gaspard, vicomte de Polignac. Mis au nombre des régiments de campagne par ordonnance du 19 septembre 1691, il est affecté, durant la guerre de la Ligue d'Augsbourg, à l'armée de Flandre, avec laquelle il se trouve au siège de Namur, et à la bataille de Steinkerque en 1692, il sert sur les côtes en 1693, et rejoint l'armée des Alpes en 1694, l'armée de Catalogne en 1695, l'armée d'Italie, avec laquelle il participe au siège de Valenza en 1696 et à l'armée de la Meuse en 1697. Dans le cadre de la guerre de Succession d'Espagne, il est envoyé à l'armée du Rhin en 1702, participe à la bataille de Friedlingen, où le colonel est blessé, aux sièges de Brisach et de Landau, à la bataille du Speyerbach en 1703. Donné 1er juillet 1704 à Charles Hugues, comte de Lyonne il rejoint l'armée de Bavière, et se trouve à la bataille d'Höchstädt et se trouve parmi les sept régiments faits prisonniers dans le village de Bleinheim. Le régiment est échangé en 1706, et sert sur le Rhin jusqu'en 1710. Il est donné le 29 novembre 1710 à Henri-Antoine-Thomas, chevalier de Brancas-Courbon avec lequel il rejoint l'armée de Flandre, et participe à la bataille d'Arleux en 1711, à la bataille de Denain, et aux prises de Douai, du Quesnoy et de Bouchain en 1712. Donné en juillet 1734 au comte de Chatellux, il participe aux campagnes de 1739 et 1740 en Corse puis dans le cadre de la guerre de Succession d'Autriche il rallie l'armée de Flandre en 1742 avant d'être donné en 1743 à César-François de Beauvoir, marquis de Chatellux. Il gagne l'armée du Bas-Rhin en 1745 et est donné le 20 mai 1745 à François-Emery de Durfort, comte de Civrac avec lequel il rejoint l'armée de Flandre, et il aux sièges de Mons, de Charleroi, de Namur, et à la bataille de Rocoux en 1746 puis il passe en Provence, et est envoyé au secours d'Antibes et à la bataille d'Assietta en 1747 durant lequel le colonel y est très grièvement blessé. Donné le 7 août 1747 à Michel-Armand, marquis de Broc, il sert sur les Alpes jusqu'à la paix puis il est incorporé le 10 février 1749, la compagnie des grenadiers dans le régiment des Grenadiers de France et le reste dans le régiment de Languedoc. Les deux drapeaux d'ordonnance du régiment d'Aunis avaient, dans chaque carré, un triangle rouge et un triangle vert séparés par une traverse isabelle. Ce régiment portait habit complet gris-blanc, avec parements rouges, boutons et galon de chapeau d'or.

Régiment d'Aunis (1684-1749)
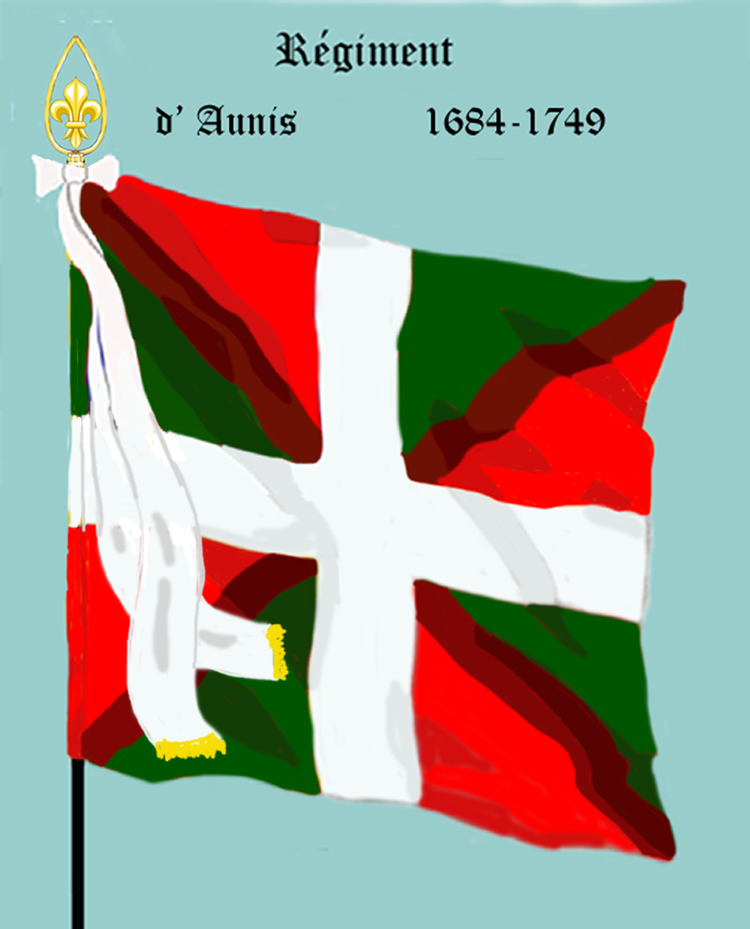
de 1684 à 1749
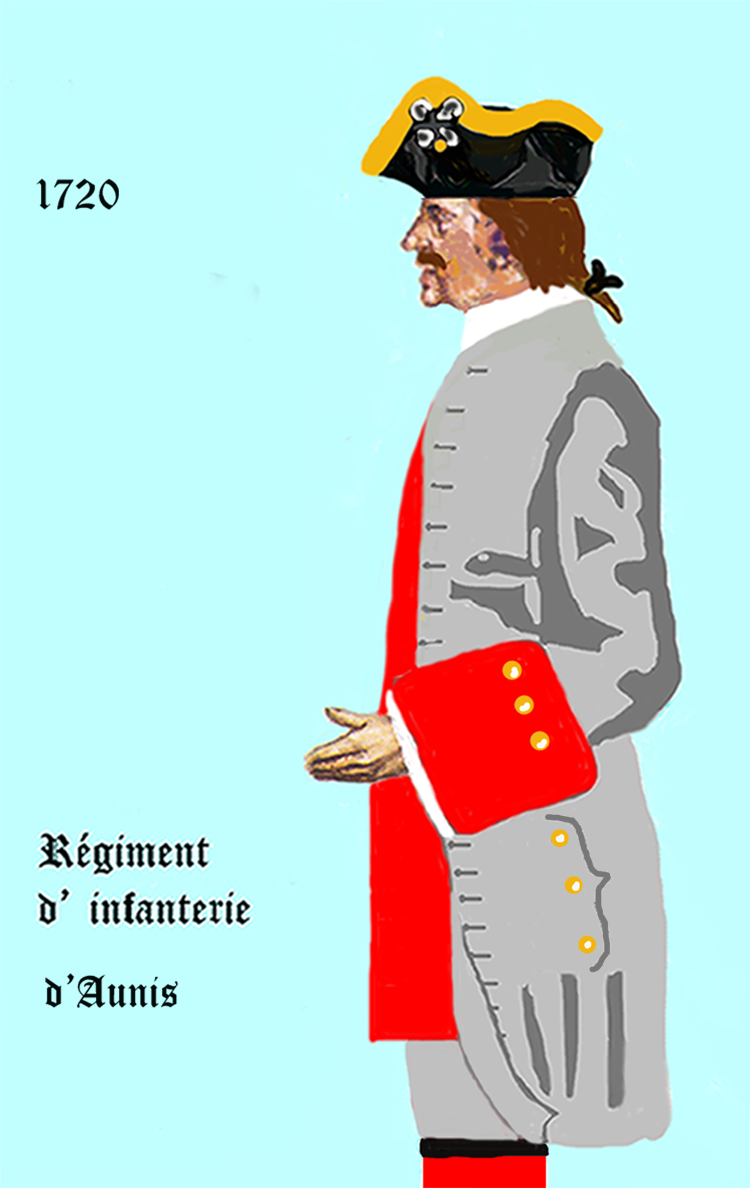
de 1720 à 1734
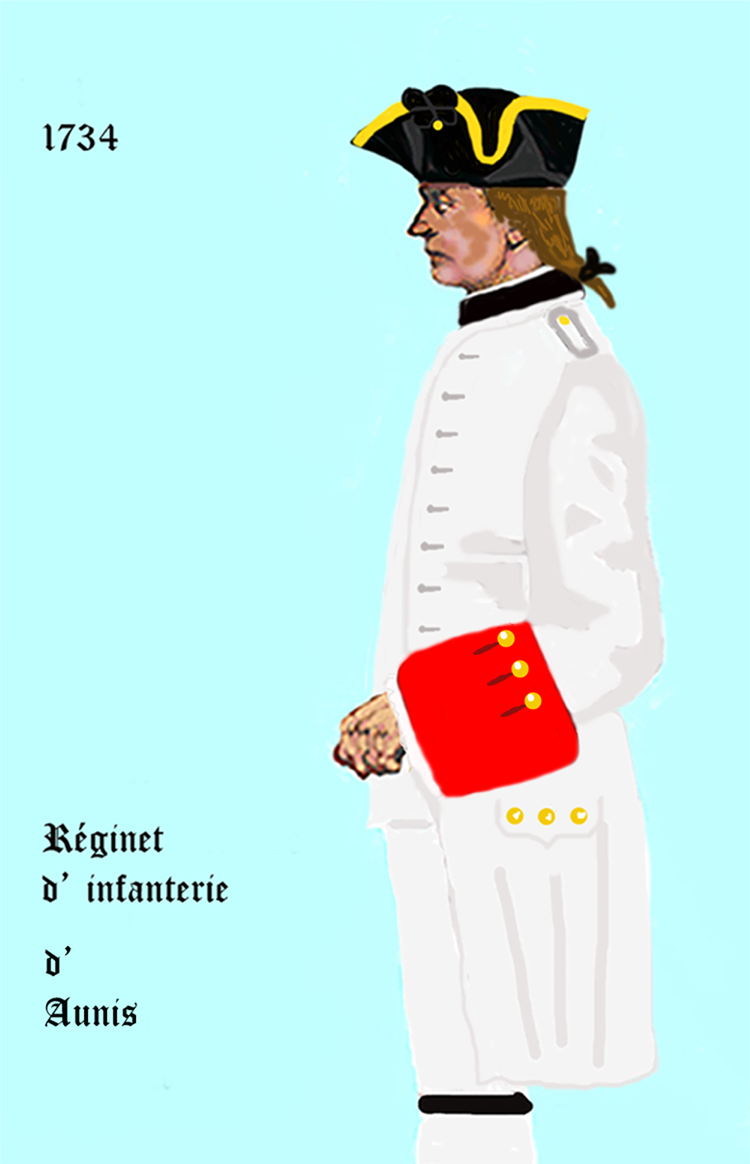
de 1734 à 1749

## Régiment d'Aunis
- Régiment d'Aunis

C'est l'ancien régiment de Vaubécourt, qui est renommé « régiment d'Aunis » le 10 décembre 1762. Le 10 décembre 1762 il reçoit l'incorporation du Régiment de Lorraine. Par ordonnance royale du 26 avril 1775, les 2e et 4e bataillons du régiment forment le régiment de Bassigny. Par ordonnance du 30 janvier 1778, la compagnie de grenadiers du bataillon de garnison du régiment forme le régiment des grenadiers royaux de la Guyenne. Le « régiment d'Aunis » est devenu depuis la Révolution le 17e régiment d'infanterie de ligne.

Régiment d'Aunis
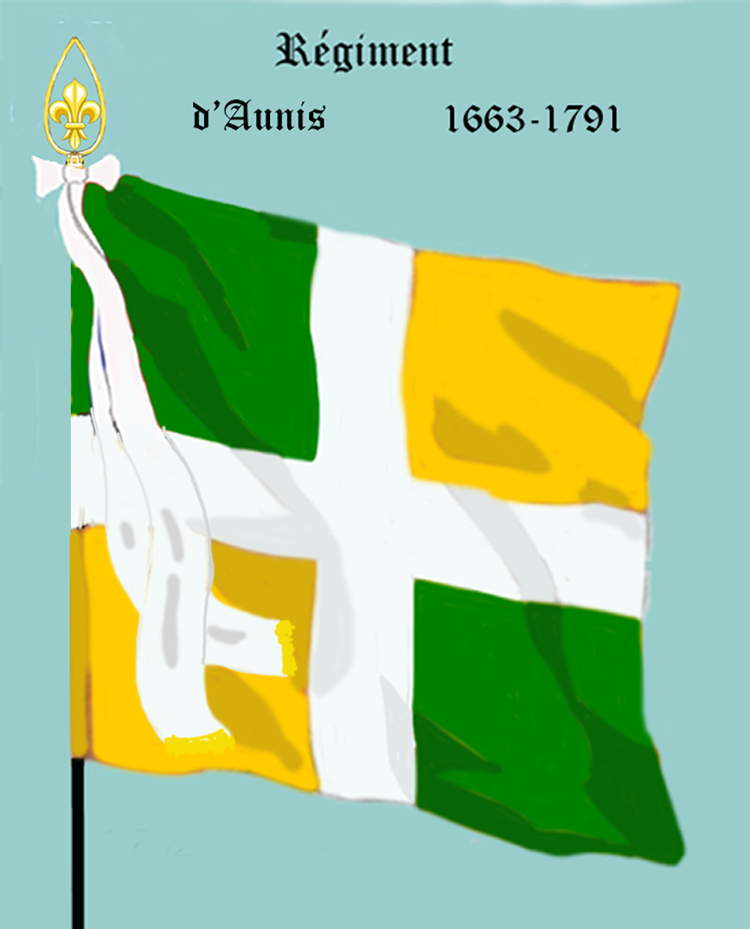
de 1663 à 1791
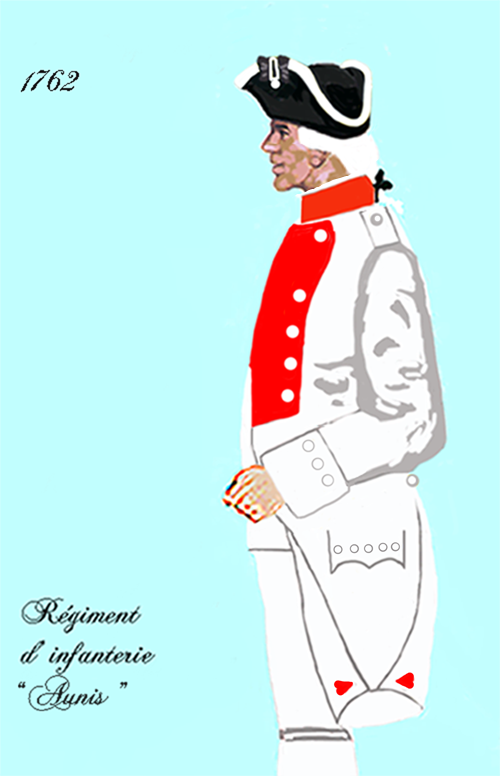
de 1762 à 1767
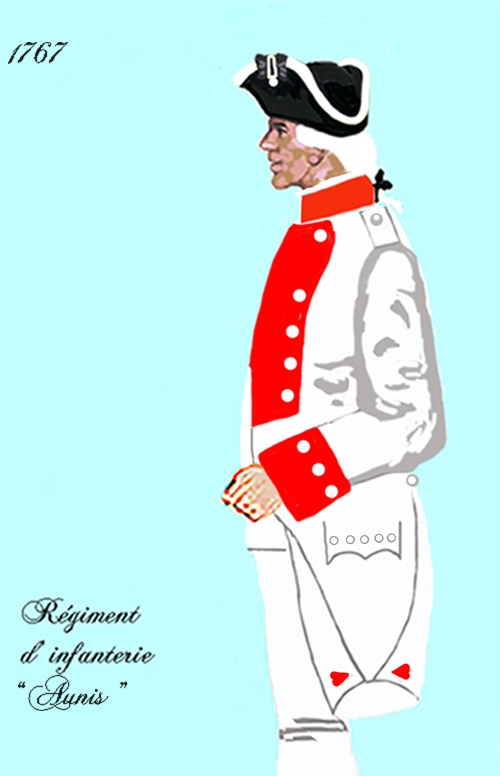
de 1767 à 1776
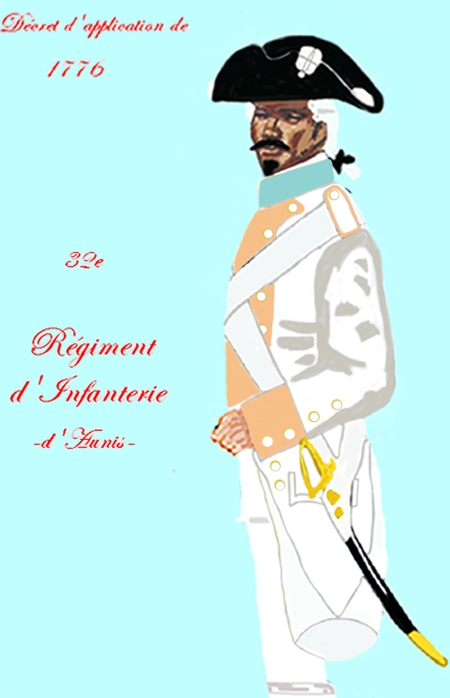
de 1776 à 1779
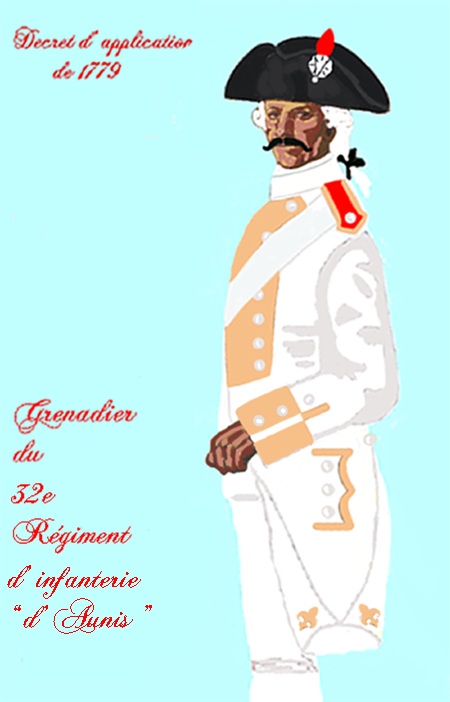
Grenadier de 1779 à 1791

## Régiment d'Auriac (1594-1598)
- Régiment d'Auriac (1594-1598)

Ce régiment est levé en mai 1594 dans le cadre la huitième guerre de Religion, par Étienne de Bonne de Tallard, comte d'Auriac. Il sert d'abord en Dauphiné puis participe en 1597 au siège d'Amiens. Il est licencié le 6 mai 1598 après la paix de Vervins.

## Régiment d'Auriac (1628-1629)
- Régiment d'Auriac (1628-1629)

Le régiment est levé le 8 février 1628 par Étienne de Bonne de Tallard, comte d'Auriac. Il sert en Languedoc puis il participe, en 1629 dans le cadre de la guerre de succession de Mantoue, à l'attaque du Pas de Suse et il est licencié le 11 mars 1629.

## Volontaires d'Austrasie
- Régiment des Volontaires d'Austrasie également appelé Volontaires d'Austrasie

Voir à Volontaires

## Régiment d'Austrasie
- Régiment d'Austrasie

C'est l'ancien régiment de Ponthieu, qui prend le titre de « régiment d'Austrasie » le 31 mars 1776. Par ordonnance du 30 janvier 1778, une compagnie du régiment forme le régiment des grenadiers royaux de la Lorraine. Le « régiment d'Austrasie » est devenu depuis la Révolution le 8e régiment d'infanterie de ligne.
.

Régiment d'Austrasie
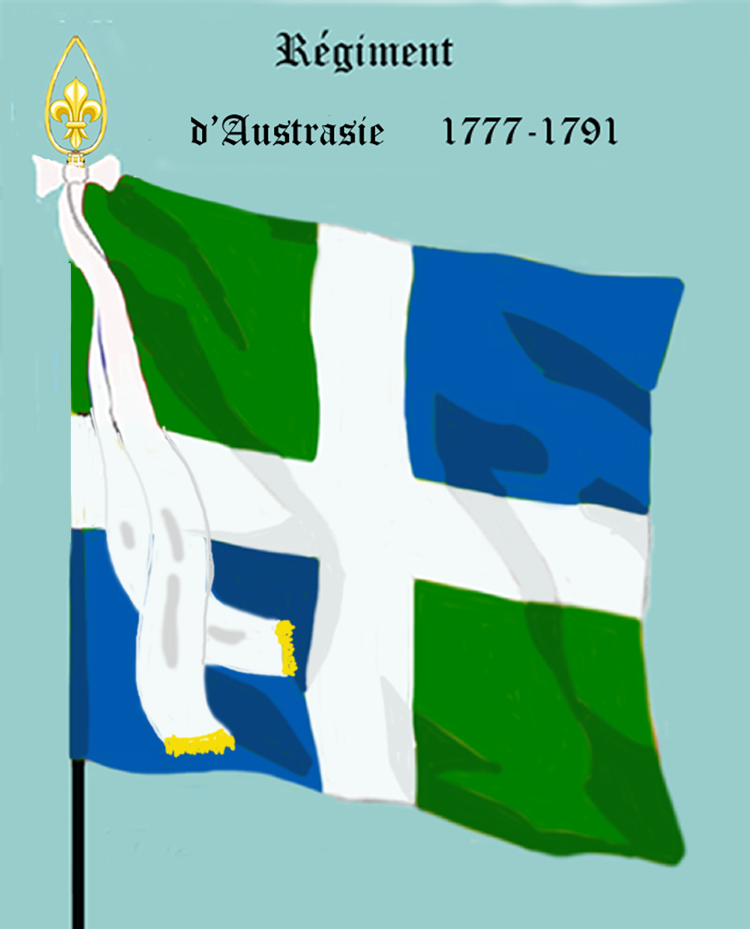
régiment d’Austrasie de 1776 à 1791
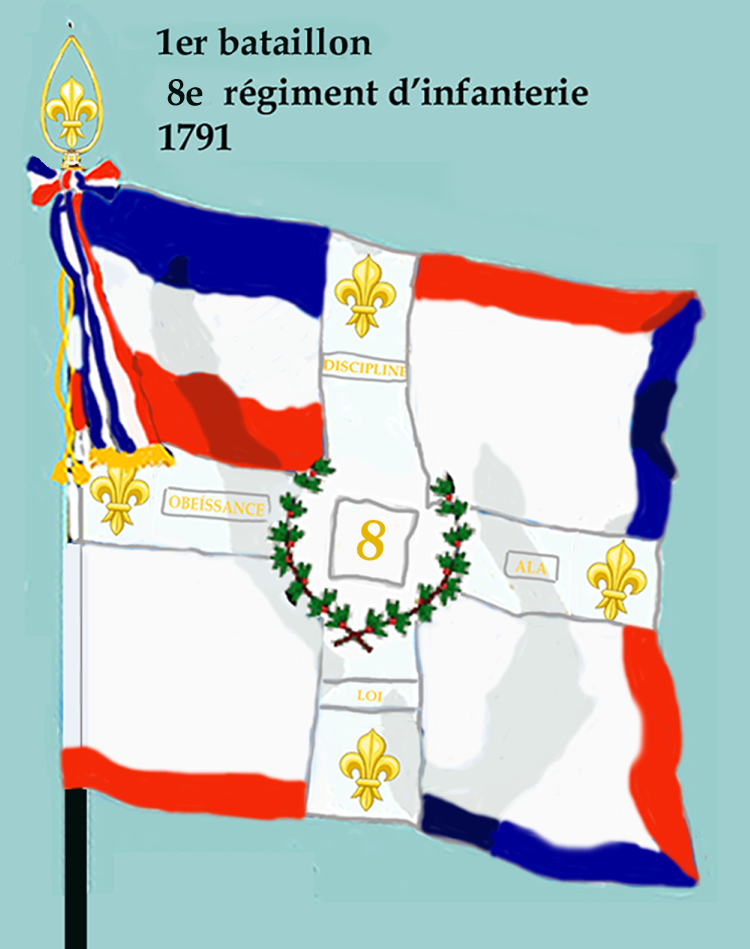
1er bataillon en 1791
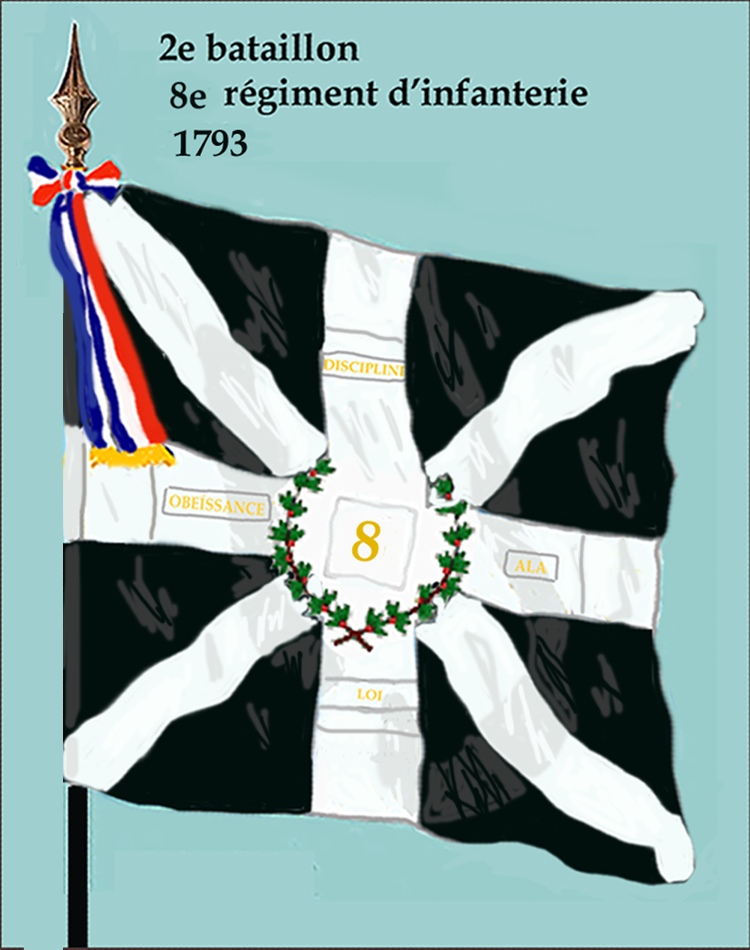
2e bataillon en 1793
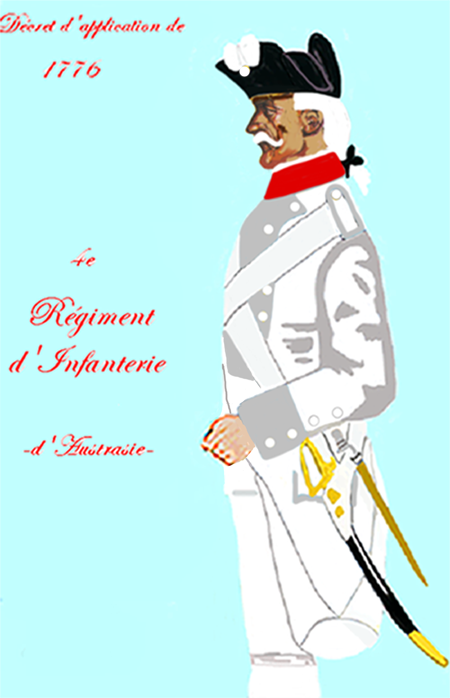
régiment d’Austrasie de 1776 à 1779
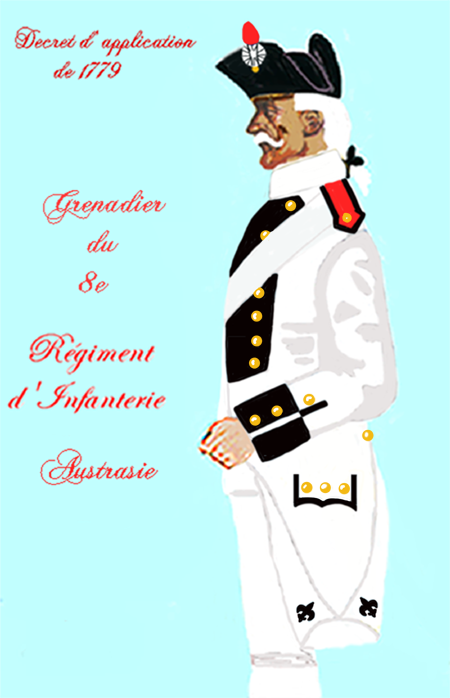
grenadier du 8e régiment d'infanterie ci-devant Austrasie à partir de  1779
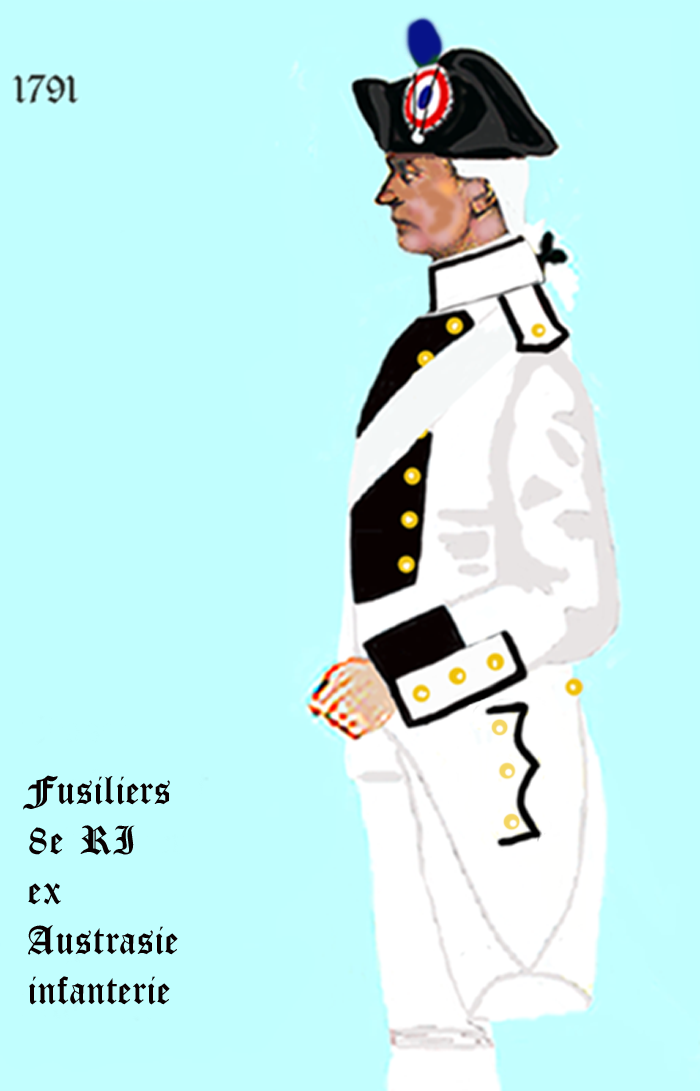
de 1791 à 1796

## Régiment d'Autun
- Régiment d'Autun

C'est un régiment provincial qui est créé par ordonnance du 4 août 1771, en remplacement des milices provinciales. Ce régiment est formé des bataillons d'Autun, de Chalon et de Bourg sous le commandement du chevalier de Montchat. Le régiment est supprimé par ordonnance du 15 décembre 1775 qui fait disparaître les troupes provinciales.

## Régiment d'Auvergne
- Régiment d'Auvergne

C'est l'ancien régiment de Maugiron, qui est renommé « régiment d'Auvergne » en 1635. Le 30 décembre 1698, il reçoit l'incorporation du Régiment de Talende (1695-1698). Le 12 novembre 1714, il reçoit l'incorporation du Régiment de Blacons (1702-1714). Par ordonnance royale du 25 mars 1776, les 2e et 4e bataillons du régiment forment le régiment de Gâtinais. Par ordonnance du 30 janvier 1778, la compagnie de grenadiers du bataillon de garnison du régiment forme le régiment des grenadiers royaux du Lyonnais. Le « régiment d'Auvergne » est devenu depuis la Révolution le 17e régiment d'infanterie de ligne.

Régiment d'Auvergne
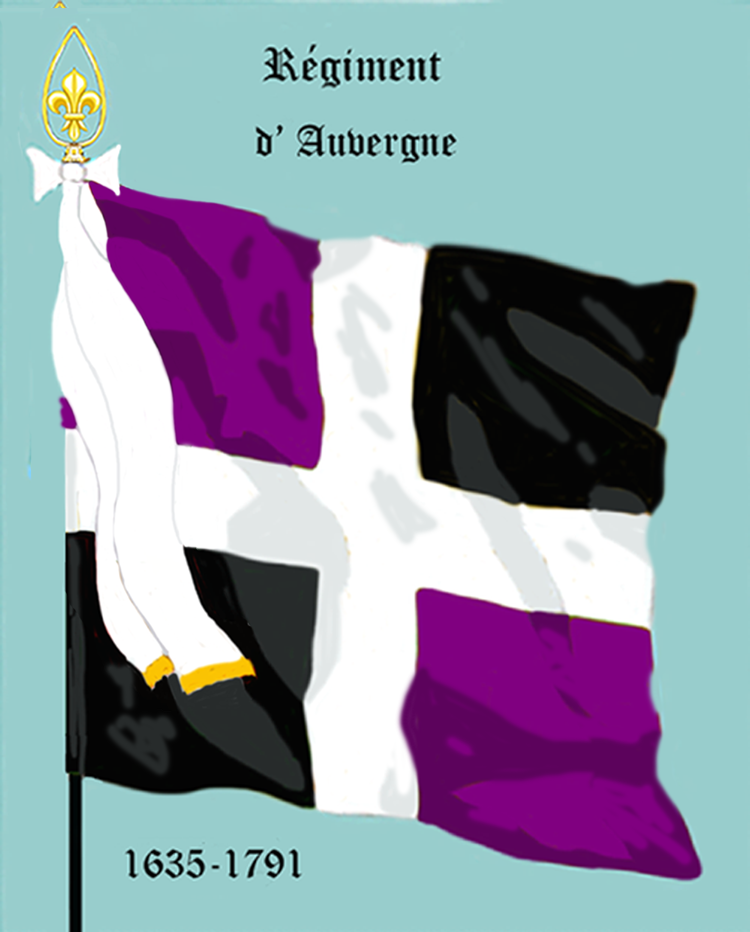
de 1635 à 1791
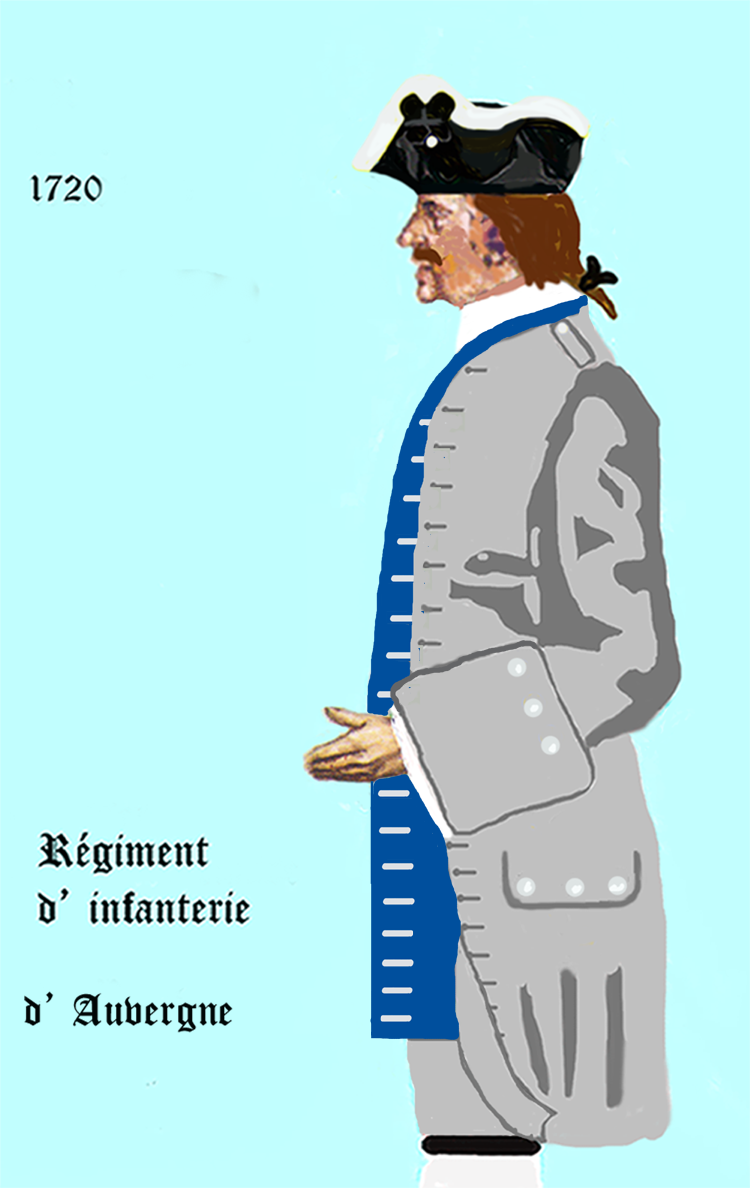
de 1720 à 1734
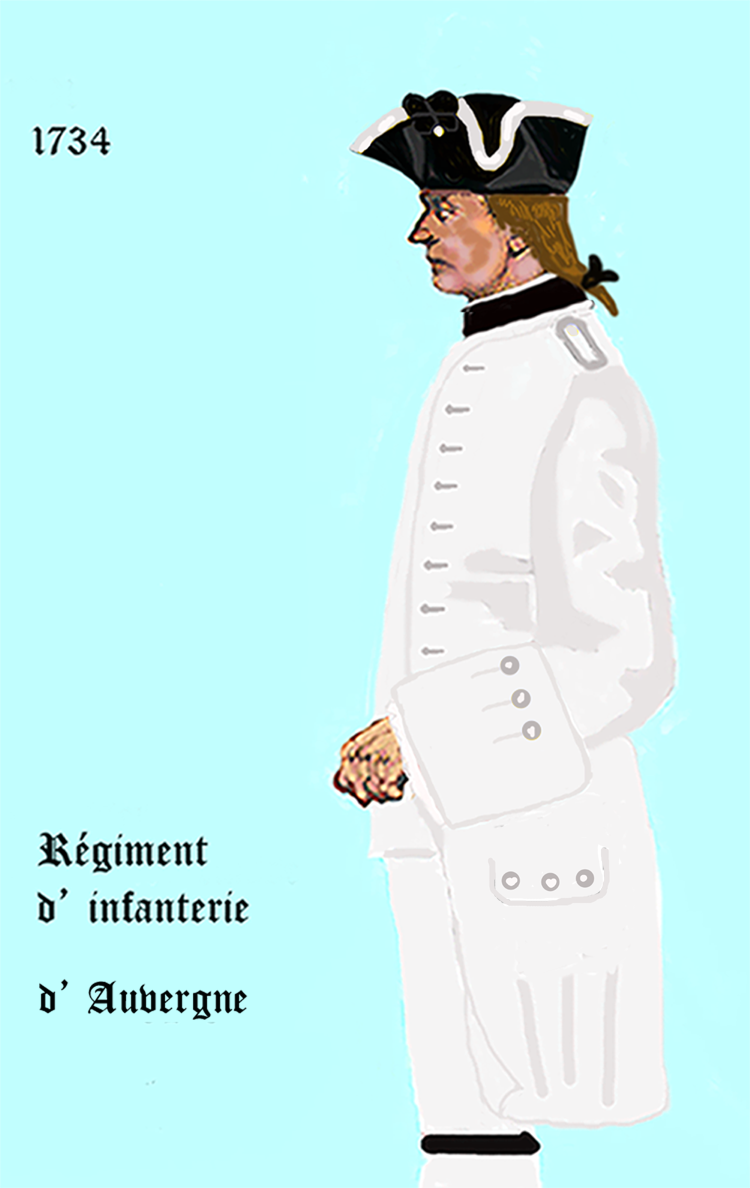
de 1734 à 1757
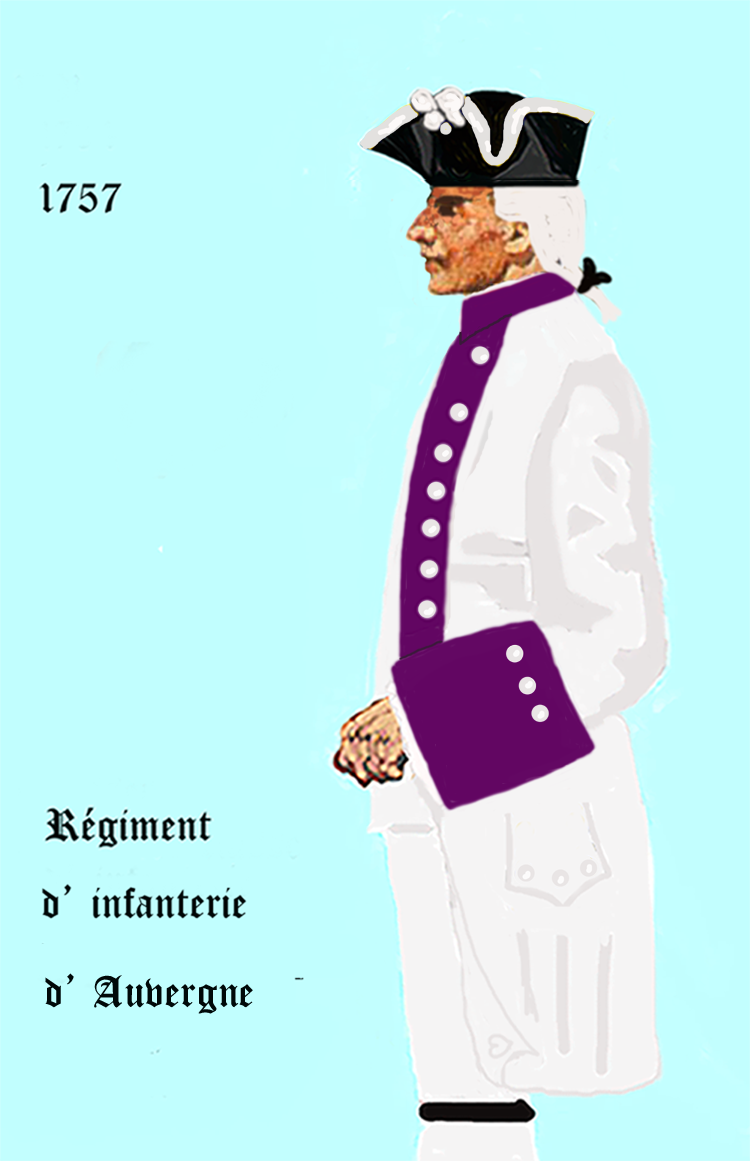
de 1757 à 1762
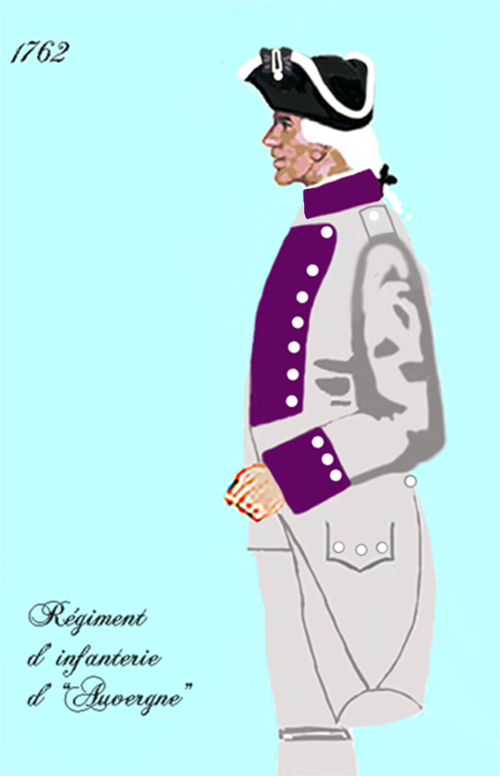
de 1762 à 1776
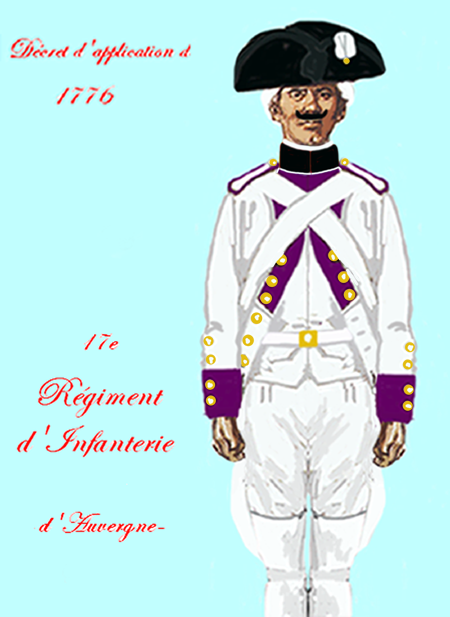
de 1776 à 1779
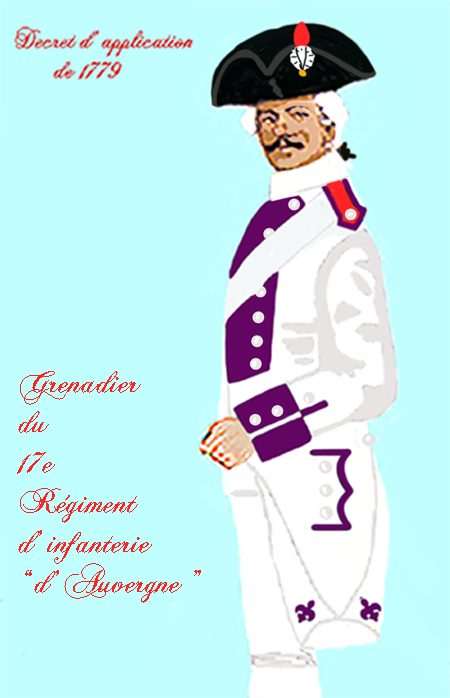
de 1779 à 1791
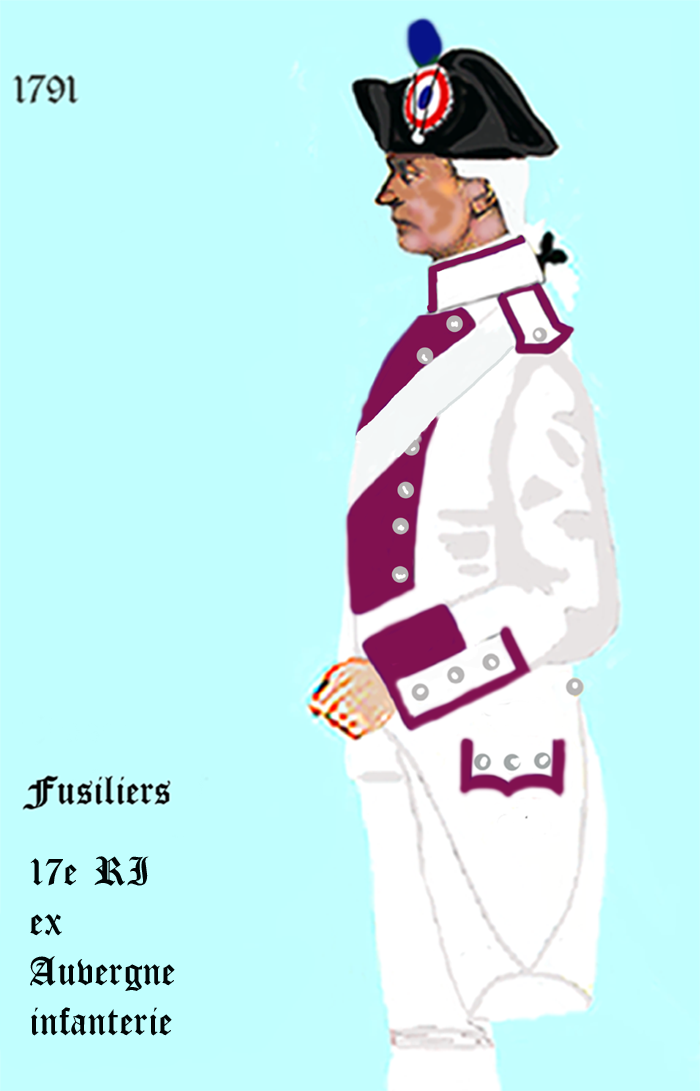
de 1791 à 1792
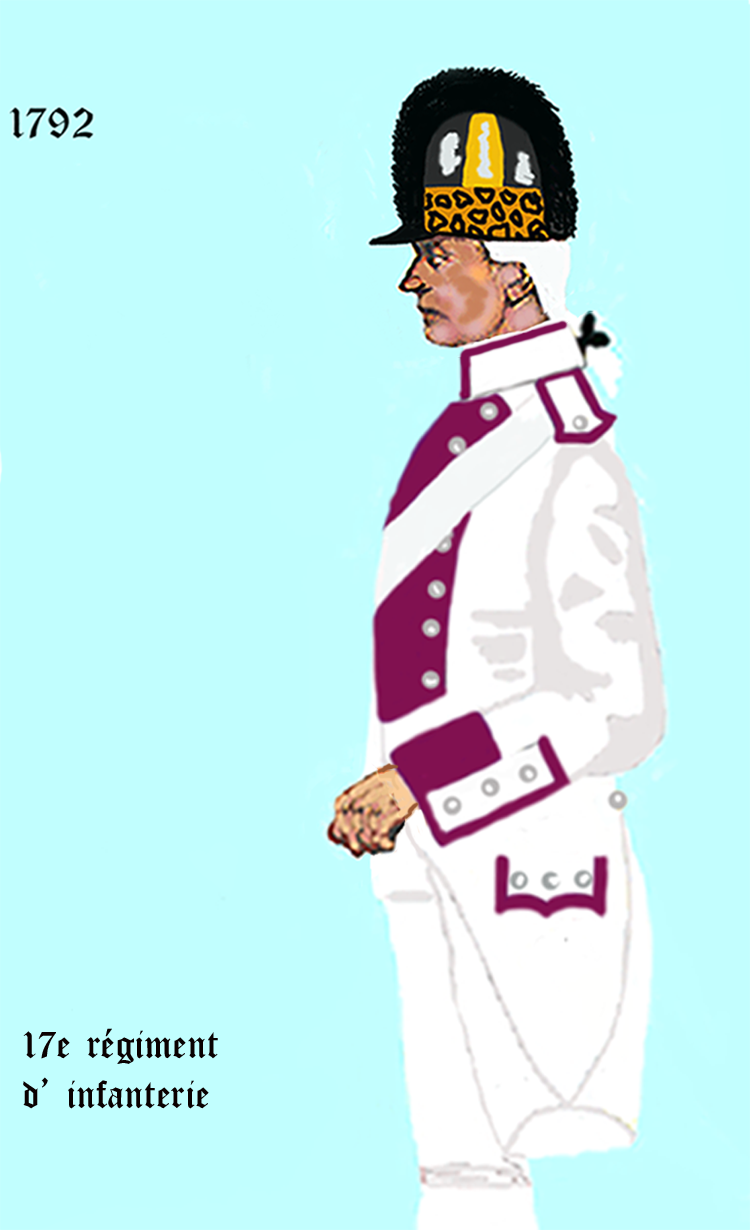
de 1792 à 1794

## Régiment du Comté d'Auvergne
- Régiment du Comté d'Auvergne

Voir à Comté

## Chasseurs d'Auvergne
- Bataillon de Chasseurs d'Auvergne également appelé Chasseurs d'Auvergne

Voir à Chasseurs

## Régiment d'Auxerrois (1692-1749)
- Régiment d'Auxerrois (1692-1749)

Ce régiment est créé sous ce titre, le 4 octobre 1692, et donné à N., comte de Vaussieux. Durant la guerre de la Ligue d'Augsbourg il sert sur les côtes françaises et en Allemagne jusqu'à la paix de Ryswick. Engagé dans la guerre de Succession d'Espagne, il est affecté à l'armée d'Allemagne en 1702 et donné à N. d'Amfreville, avec lequel il participe au sièges de Brisach et de Landau, et à la bataille du Speyerbach en 1703, puis il passe à l'armée de Bavière, et assiste à la bataille d'Höchstädt en 1704, rejoint l'armée du Rhin de 1705 à 1708, passe en Flandre en 1708 et participe à l'expédition d'Écosse. Donné en 1709 à Louis-Henri d'Harcourt, comte de Beuvron, il est employé dans les lignes de la Lauter jusqu'en 1712, puis il participe aux sièges de Landau et de Fribourg en 1713. Il est donné le 21 septembre 1716 à François Perron de Bellisle, puis en mars 1718 à N., comte d'Oisy, en 1733 à N., marquis de Conflans, le 9 février 1742 à Louis-Charles de Lorraine, comte de Brionne, et le 6 mars 1743 à Louis-Joseph de Saint-Véran, marquis de Montcalm. Dans le cadre de la guerre de Succession d'Autriche, il rejoint l'armée des Alpes en 1744, et effectue le passage des Alpes par la vallée de Spino, et participe à la soumission des places du Piémont, au combat de Rivaronne en 1745, aux batailles de Plaisance et du Tidone en 1746, au camp de Briançon, à la bataille d'Assietta, et au camp de Tournoux en 1747. Il, et passe l'hiver et la campagne suivante dans le comté de Nice. Il est incorporé le 10 février 1749, la compagnie des grenadiers dans le régiment des Grenadiers de France et le reste dans le régiment de Flandre (1684-1762). Les deux drapeaux d'ordonnance d'Auxerrois étaient jaunes, avec une traverse à double courbure, moitié rouge et moitié bleue, dans chaque carré. Habit complet gris-blanc, parements rouges, boutons et galon d'argent

Régiment d'Auxerrois (1692-1749)
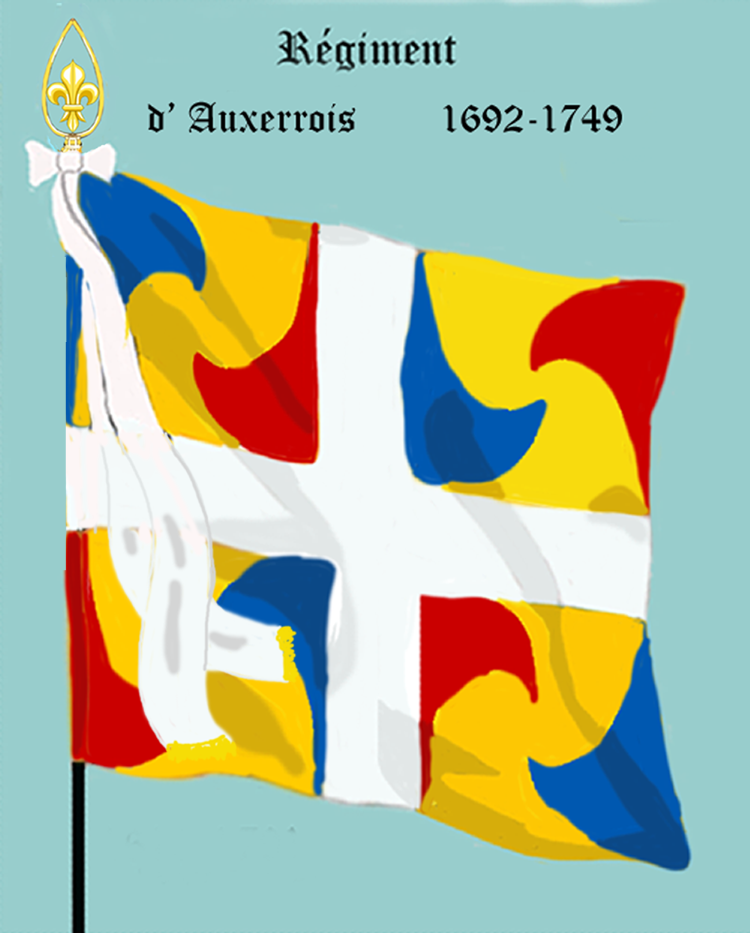
de 1692 à 1749
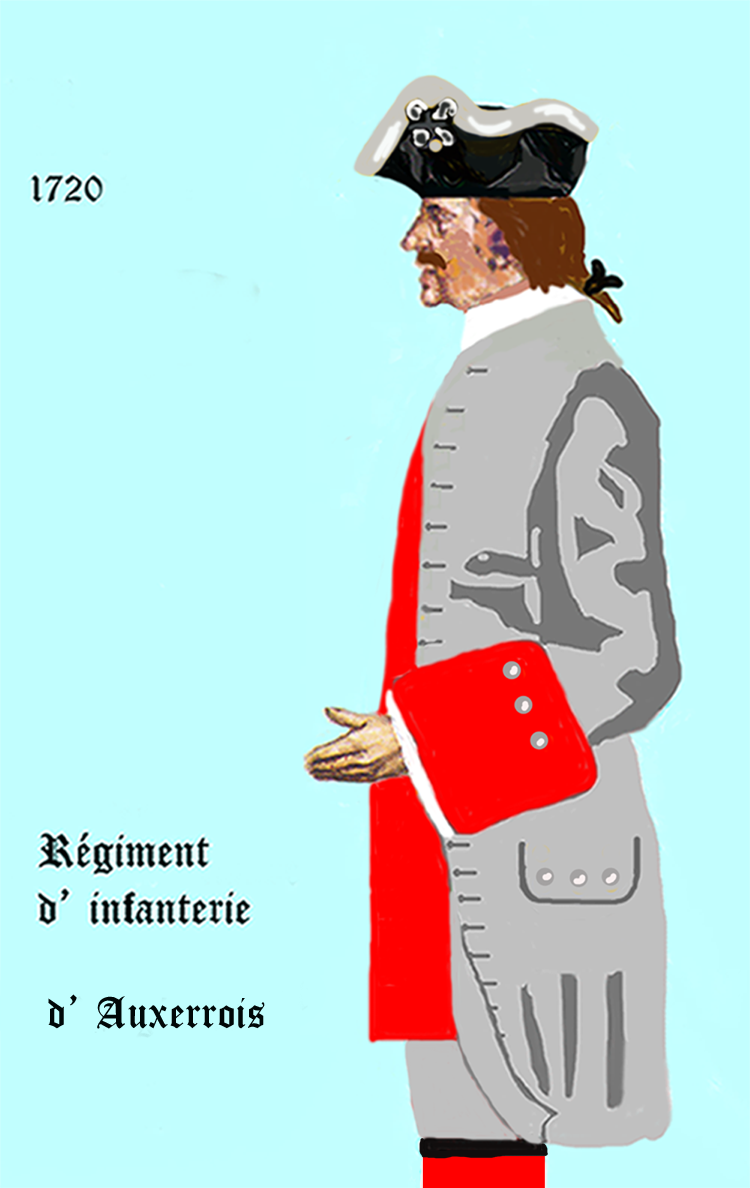
de 1720 à 1734
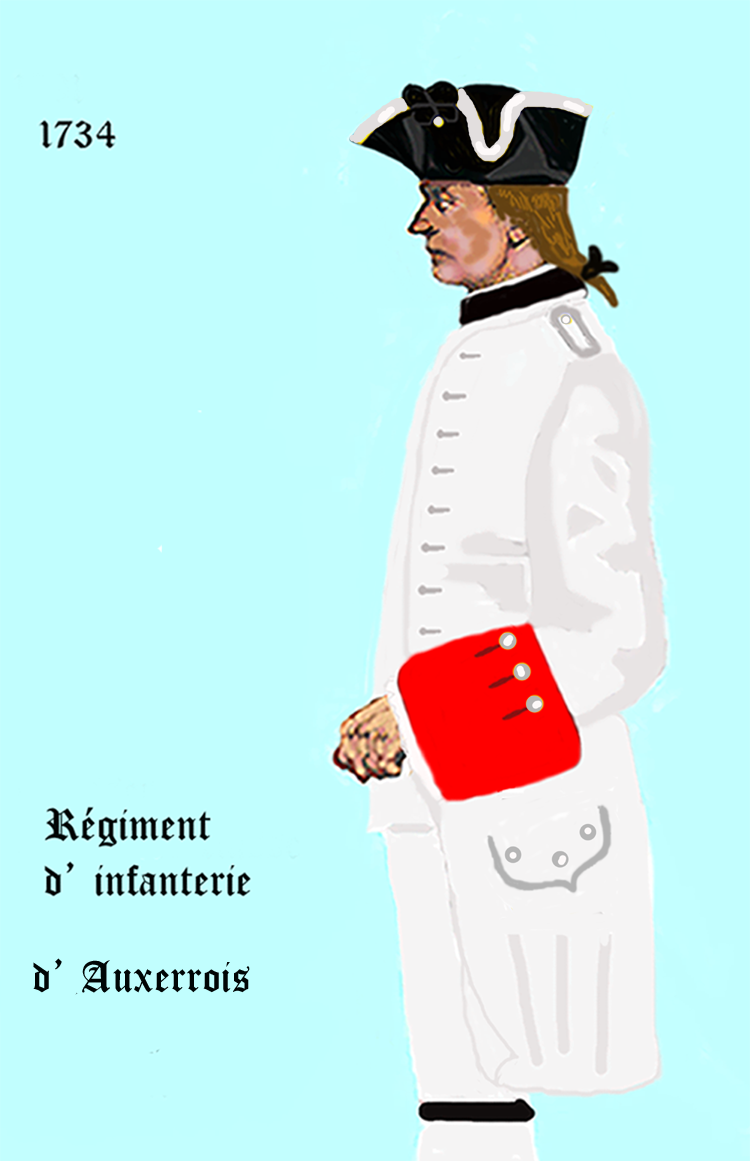
de 1734 à 1749

## Régiment d'Auxerrois
- Régiment d'Auxerrois

Le « régiment d'Auxerrois » est formé sous ce titre, par ordonnance royale du 26 avril 1775, avec les 2e et 4e bataillons du régiment de La Marine et qui est devenu depuis la Révolution le 12e régiment d'infanterie de ligne.
.

Régiment d'Auxerrois
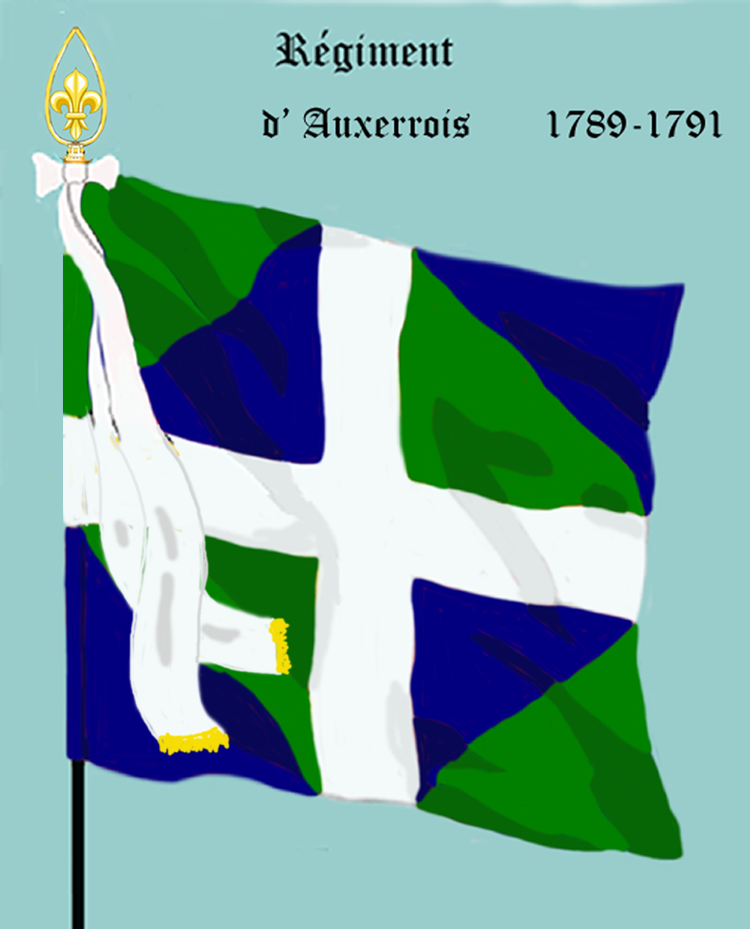
de 1776 à 1791
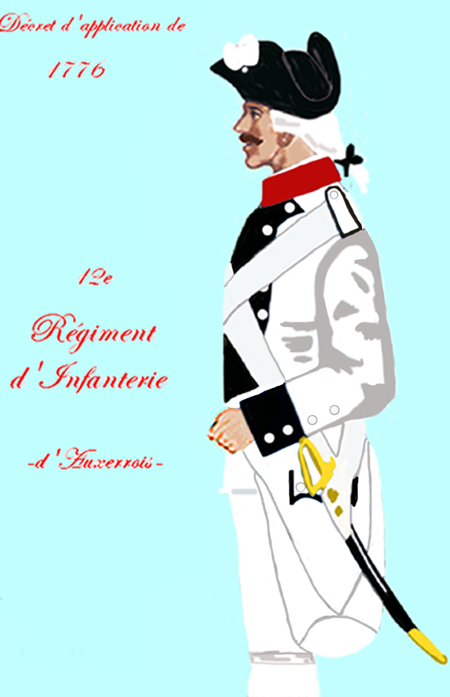
de 1776 à 1779
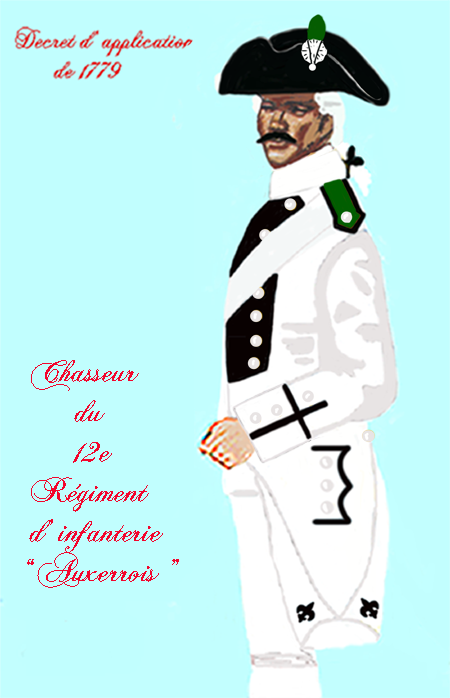
de 1779 à 1791
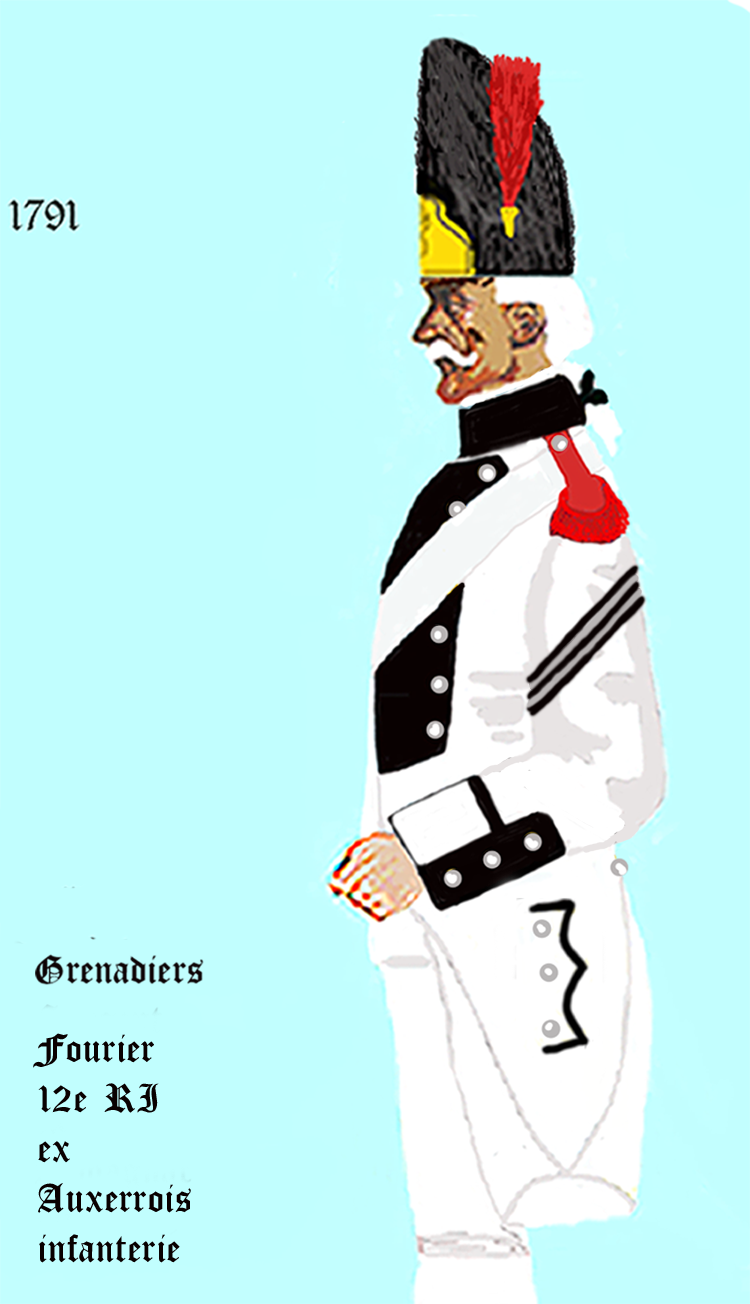
grenadier fourrier de 1791 à 1793

## Régiment d'Auxonne artillerie
- Régiment d'Auxonne artillerie

Le « régiment d'artillerie d'Auxonne » est formé le 13 août 1765 de la brigade d'Invilliers du régiment Royal-Artillerie. Le « régiment d'Auxonne » est devenu depuis la Révolution le 6e régiment d'artillerie.

## Régiment provincial d'artillerie d'Auxonne
- Régiment provincial d'artillerie d'Auxonne

C'est un régiment provincial qui est créé par l'ordonnance du 30 janvier 1778. Ce régiment est formé des bataillons de Chalon et Autun sous le commandement des colonels, comte d'Ailly en 1778, comte d'Erhard en 1788. Par ordonnance du 30 janvier 1778, une compagnie du régiment forme le régiment des grenadiers royaux du Lyonnais et une autre forme le régiment des grenadiers royaux du Comté de Bourgogne (1778-1789).

## Régiment d'Aveny
- Régiment d'Aveny 

Ce régiment suisse est levé le novembre 1625 par N. Aveny de Soleure. Il sert dans la Valteline il est congédié le 12 mars 1627.

## Régiment d'Avernes
- Régiment d'Avernes

Le régiment est levé le 9 février 1640 par N. d'Avernes pour tenir garnison à Bapaume. Il prend le nom de régiment de Tilladet après avoir été donné, le 14 janvier 1645 à Gabriel de Cassagnet, marquis de Tilladet.